# Hadtörténeti Múzeum (Bécs)

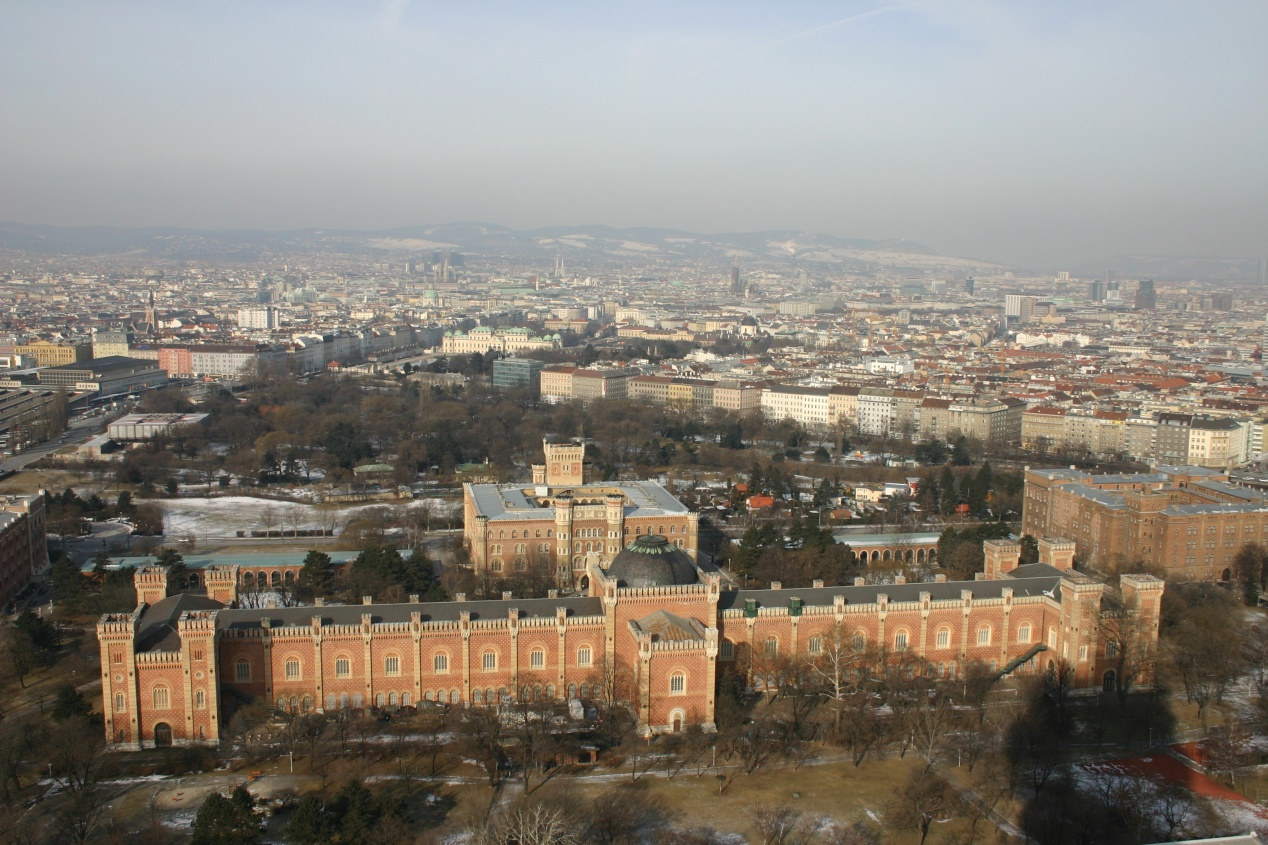
A kép előterében keresztben a HGM hosszú épülete, hátulról. Mögötte az Arzenál bejáratát is magába foglaló 1. objektum

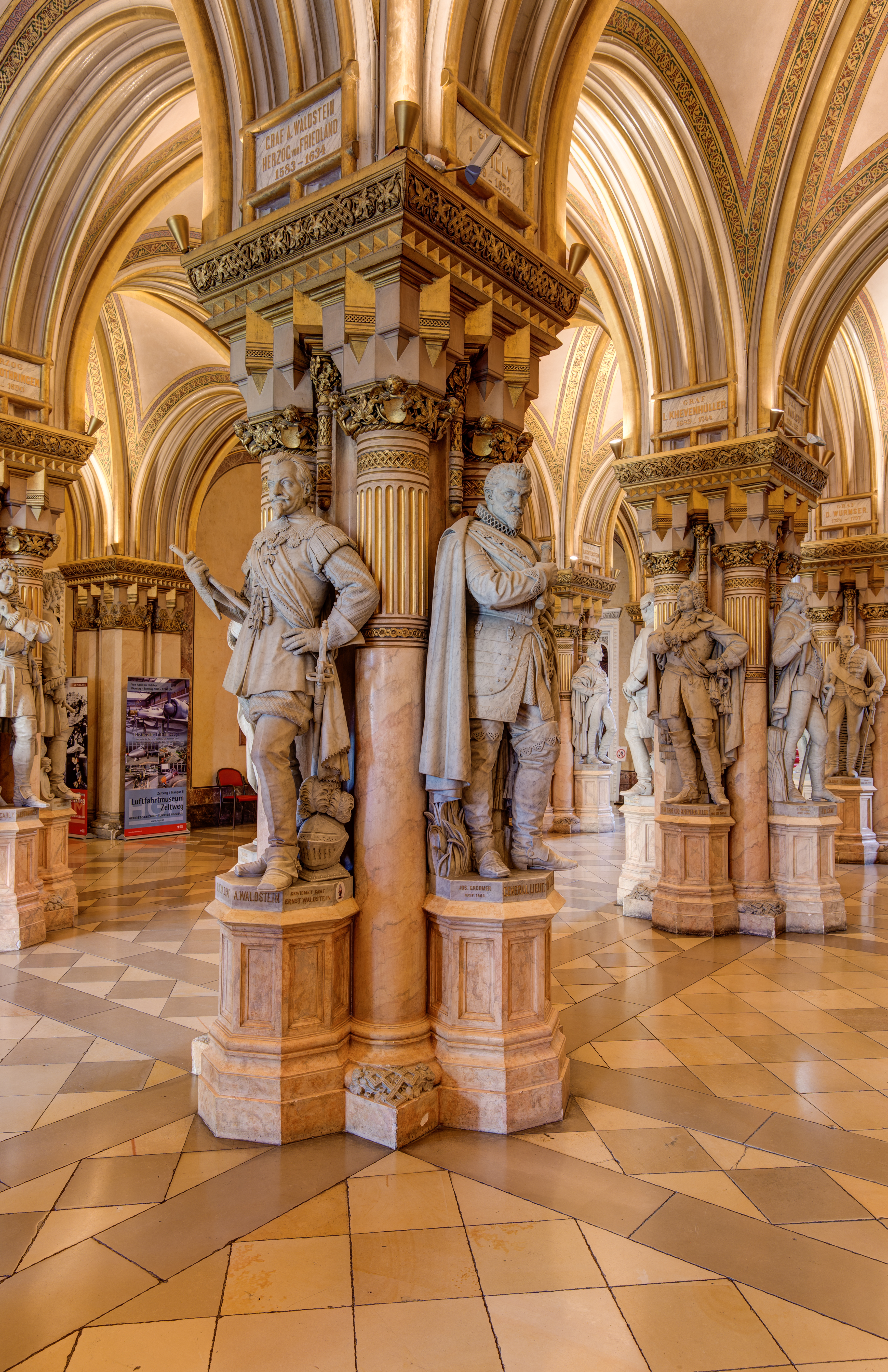
A Hadvezérek csarnokának részlete

A bécsi Hadtörténeti Múzeum (Heeresgeschichtliches Museum – Militärhistorisches Institut, gyakori rövidítéssel HGM) az Osztrák Szövetségi Hadsereg vezető hadtudományi intézete, és a szövetségi honvédelmi és sportminisztérium alárendeltségébe tartozik. Kiállításai révén dokumentálja az osztrák haderők történetét az állandó hadsereg kialakulásától kezdve a 20. század derekáig. Gyűjteményeiben megtalálhatók a fegyverek és páncélok, harckocsik, katonai repülőgépek, egyenruhák, szobrok, festmények és tervrajzok, zászlók, kitüntetések; sorhajók, monitorok és más hadihajók modelljei, alkatrészek, írásos dokumentumok és más múzeumi tárgyak.
A múzeumi gyűjtemény alapját az évszázadok során a császár kincstárában, a hadsereg fegyverraktáraiban és az uralkodó tágabb környezetében összegyűlt hadi trófeák, fegyverek, műtárgyak, dokumentumok és más tárgyi emlékek képezik. A 19. század derekán, a látogatók számára nyitott múzeum létrehozásakor nagyszabású társadalmi összefogás, érdekes adományok tömege is gazdagította az anyagot, így jött létre a témájában az egyik világelső kiállítóhely, és Ausztriában az első olyan gyűjtemény, amit kifejezetten múzeumi célra emelt épületben helyeztek el.
A gyűjtemények és maguk az épületek is súlyos károkat szenvedtek mindkét, de különösen a második világháború és az azt követő megszállás során. A múzeumot 1955-ben sikerült újra megnyitni a nagyközönség előtt, és 1965 után került sor az anyag tematikus átrendezésére, a modern elveknek megfelelő tudományos feldolgozására és bemutatására. 2014-ben az első világháború kitörésének, illetve a szarajevói merényletnek a 100 éves évfordulójára időzítve megnyitották az első világháború tematikáját feldolgozó modern kiállítórészt. 2016-ban ünnepelte a múzeum fennállásának 125. évfordulóját. Tárgyi állománya ez alatt az idő alatt 8000 darabról körülbelül 1 200 000 darabra gyarapodott, látogatóinak évi száma pedig 5307-ről 220 000-re nőtt.

## A múzeum épülete
A múzeum épülete a bécsi Arzenál katonai épületkomplexumának egyik fő része, „18. objektum” elnevezéssel. Az Arzenál eredetileg egy 72 objektumból álló hatalmas katonai épületcsoport volt, amit az 1848–49-es forradalom és szabadságharc után, részben a forradalmi hajlamúnak tartott Bécs sakkban tartására emeltek. A múzeum épülete az Arzenálban az rögtön annak a bejáratát is magában foglaló 1. objektum után keresztben fekszik, 235 méter hosszú homlokzattal.
A múzeum mai épületét eredetileg is ilyen célra tervezte és építette Ludwig Förster osztrák és Theophil Hansen dán építész, így ez a legrégebbi, eredetileg is múzeumnak szánt épület Ausztriában. Az építkezés 1850. április 15-én kezdődött és 1856. május 8-án fejeződött be.
Az építkezés kezdetekor a terület még kívül esett a város akkori határait jelző Linienwall falon, de még abban az évben Bécshez csatolták 4. kerület néven, majd 1874-től a 10. kerület része lett, végül 1938-tól a 3. kerülethez tartozik. Az épületcsoport ma a régi Wien Südbahnhof helyén épült új bécsi főpályaudvar közelében található.

### Homlokzata
Az épület 235 méteres homlokzatának két végét keresztszárnyak zárják le. Az előreugró, négyzetes alaprajzú központi része 43 méteres kupolájával, tornyaival az 1104-ben építeni kezdett velencei Arzenálra emlékeztet. Theophil Hansen csakúgy, mint a kor historizáló építészetének sok más alkotója, klasszikus példát keresett művéhez, és azt a velencei Arzenálban találta meg. Átvette annak egyes bizánci stílusú és mór stílusú jellegzetességeit, és kiegészítette azokat saját korának neogótikus elemeivel. Különösen jellegzetes a tégla szerepe a homlokzaton. A két különböző színű téglából emelt falat terrakotta és kovácsolt vas díszítmények egészítik ki. Erős hangsúlyt kap a középső rizalit a gazdagon díszített attikával. A homlokzaton elhelyezett, a katonai erényeket ábrázoló szobrokat a kor egyik legjelentősebb osztrák szobrásza, Hanns Gasser alkotta homokkőből. A három rózsaablak alatti négy női figura (balról jobbra) az erőt, az éberséget, a kegyességet és a bölcsességet jelképezi, a három bejárati nyílás mellett álló négy férfialak a bátorságot, a zászlóhoz való hűséget, az önfeláldozást és a katonai intelligenciát személyesíti meg.

### Belső tér

#### A Hadvezérek csarnoka
A Hadvezérek csarnokában 56 egész alakos szobor állít emléket Ausztria legnevesebb hadvezéreinek Ferenc József császár rendeletének megfelelően. A szobrok carrarai márványból készültek, magasságuk egyformán 186 centiméter. A hadvezérek nevein és évszámain kívül fel van tüntetve a 32 különböző alkotó szobrász neve, a felállítás ideje, valamint a mecénás neve is, aki a szobor költségeit fedezte. A szobrok felének költségeit maga a császár vállalta, a többit magánszemélyek finanszírozták, gyakran az illető hadvezér leszármazottai.

##### A Hadvezérek csarnokában felállított szobrok listája
| - I. Lipót osztrák őrgróf (940–994 körül) - II. Henrik osztrák herceg (1107–1177) - V. Lipót osztrák herceg (1157–1194) - II. Frigyes osztrák herceg (1211–1246) - I. Rudolf német király (1218–1291) - I. Albert német király (1255–1308) - I. Lipót osztrák herceg (1290–1326) - Hunyadi János (1387–1456) - Andreas Baumkircher (1420–1471) - Jiskra János (1400–1469/70) - I. Miksa német-római császár (1459–1519) - Niklas Salm (1459–1530) - Georg von Frundsberg (1473–1528) - Wilhelm von Roggendorf (1481–1541) - V. Károly német-római császár (1500–1558) | - Zrínyi Miklós (1508–1566) - Herbard VIII. von Auersperg (1528–1575) - Schwendi Lázár (1522–1584) - Adolf von Schwarzenberg (1551–1600) - Johann t’Serclaes Tilly (1559–1632) - Heinrich von Dampierre (1580–1620) - Charles Bonaventure de Longueval (1571–1621) - Albrecht von Wallenstein (1583–1634) - Matthias Gallas (1584–1647) - Johann von Aldringen (1588–1634) - Gottfried Heinrich zu Pappenheim (1594–1632) - Johann von Sporck (1600–1679) - Johann von Werth (1591–1652) - III. Ferdinánd magyar király (1608–1657) - Raimondo Montecuccoli (1609–1680) | - Habsburg Lipót Vilmos főherceg (1614–1662) - Johann Friedrich Ambrosius von Veterani (1630–1695) - Ernst Rüdiger von Starhemberg (1638–1701) - V. Károly lotaringiai herceg (1643–1690) - Lajos Vilmos badeni őrgróf (1655–1707) - Guido von Starhemberg (1657–1737) - Savoyai Jenő (1663–1736) - Pálffy János (nádor) (1664–1751) - Otto Ferdinand von Abensperg und Traun (1677–1748) - Ludwig Andreas von Khevenhüller (1683–1744) - József Vencel liechtensteini herceg (1696–1772) - Maximilian Ulysses Browne (1705–1757) - Leopold Joseph von Daun (1705–1766) - Nádasdy Ferenc (1708–1783) - Dagobert Sigmund von Wurmser (1724–1797) | - Ernst Gideon von Laudon (1717–1790) - Franz Moritz von Lacy (1725–1801) - Charles Joseph de Croix, Clerfayt grófja (1733–1798) - Kray Pál (1735–1804) - Friedrich Josias von Sachsen-Coburg-Saalfeld (1737–1815) - Hieronymus von Colloredo-Mansfeld (1775–1822) - I. János liechtensteini herceg (1760–1836) - Andreas Hofer (1767–1810) - Vinzenz Ferrerius von Bianchi (1768–1855) - Habsburg–Lotaringiai Károly Lajos tescheni herceg (1771–1847) - Karl Philipp zu Schwarzenberg (1771–1820) - Joseph Wenzel Radetzky (1766–1858) - Julius Jacob von Haynau (1786–1853) - Alfred Candidus Ferdinand zu Windisch-Grätz (1787–1862) - Josip Jelačić (1801–1859) |

#### Lépcsőház

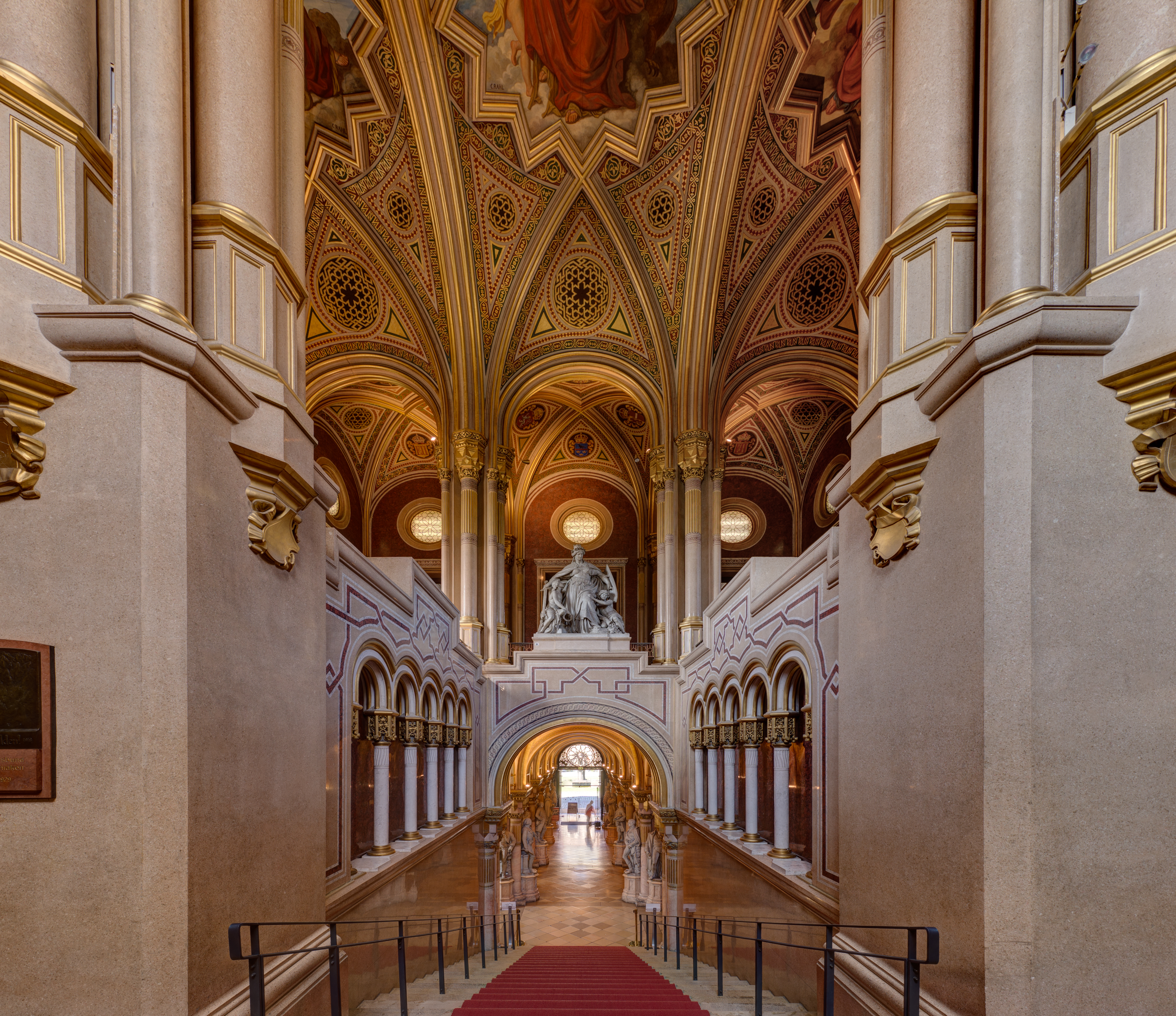
A lépcsőház

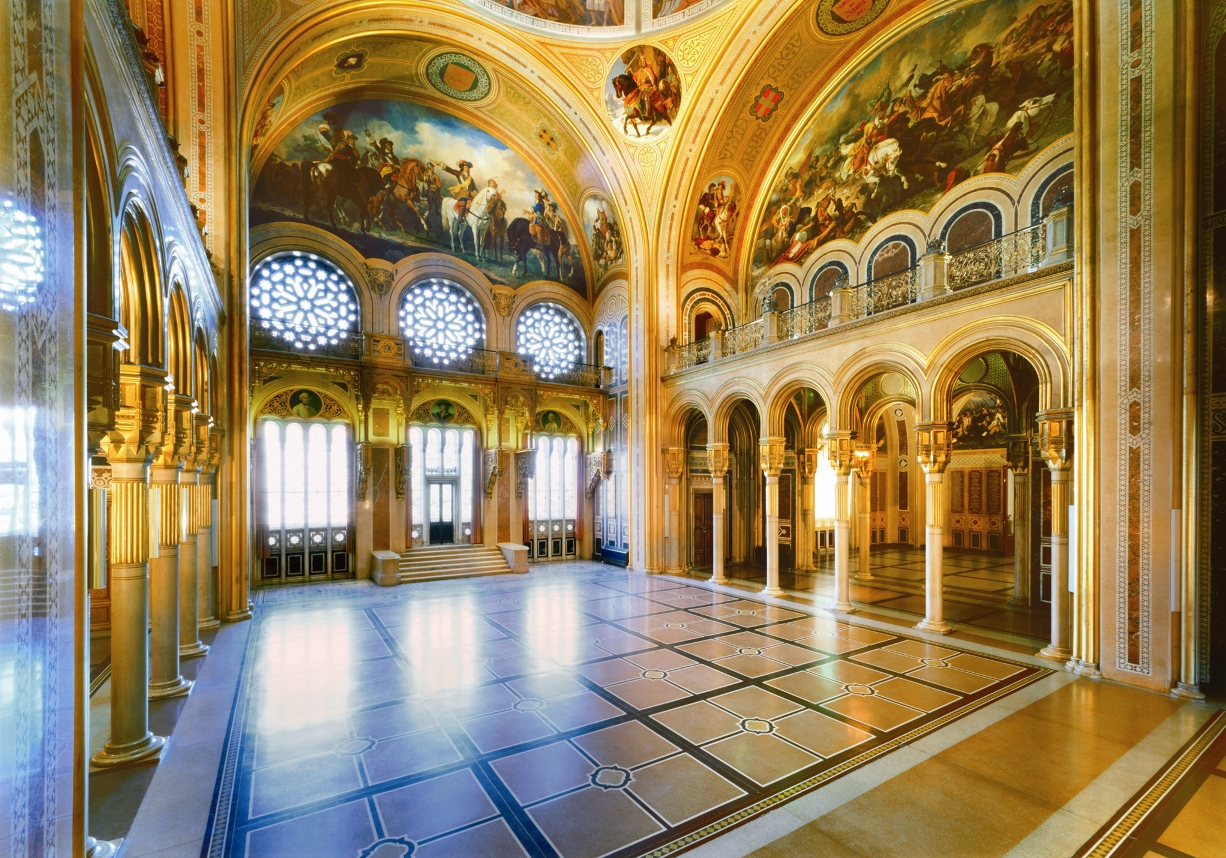
A Dicsőség csarnoka

A rendkívül díszes, reprezentatív lépcsőházban helyezték el a Habsburg-birodalom 1848-49-es felkeléseit leverő, további négy kiemelkedő hadvezér (Radetzky, Haynau, Windisch-Grätz és Jelasics) életnagyságnál nagyobb szobrát. A lépcsőház művészi kialakítása Carl Rahl munkája, aki azt tanítványaival, Christian Griepenkerllel és Eduard Bitterlichhel együtt végezte el 1864-ben. Az arannyal gazdagon díszített freskók mellett a fő helyet Johannes Benk 1969-ben márványból készült szoborcsoportja, Ausztria allegorikus ábrázolása foglalja el.

#### A Dicsőség csarnoka
A múzeum épületének legreprezentatívabb csarnoka az első emelet központi része, a Dicsőség csarnoka (Ruhmeshalle). Ennek fő díszei Karl von Blaas freskói, amelyek az osztrák hadtörténet legdicsőbb győzelmeit ábrázolják. A csarnok négy falának felső ívében az 1634-es nördlingeni csata, a szentgotthárdi csata (1664) haditanácsa, az 1697-es zentai csata és az 1706-os torinói csata egy-egy jelenete látható. A bal oldali mellékteremben Mária Terézia és II. József uralkodásának hadi eseményeit jelenítették meg 1789-ig; a jobb oldali mellékterem pedig a napóleoni koalíciós háborúk eseményeinek, a würzburgi csatától (1796) a tiroli népfelkelésen át (1809), valamint a Radetzky marsall és II. Viktor Emánuel olasz király által a novarai csata után folytatott fegyverszüneti tárgyalásoknak (1849) állít emléket.
A Dicsőség csarnokának tulajdonképpeni fő rendeltetése csak második pillantásra tűnik fel: a falakon elhelyezett márványtáblákon több mint 500 osztrák tiszt és tábornok neve olvasható, haláluk idejének és helyének feltüntetésével, akik a harmincéves háború kezdetétől az első világháború végéig a csatákban vesztették életüket.

## Története

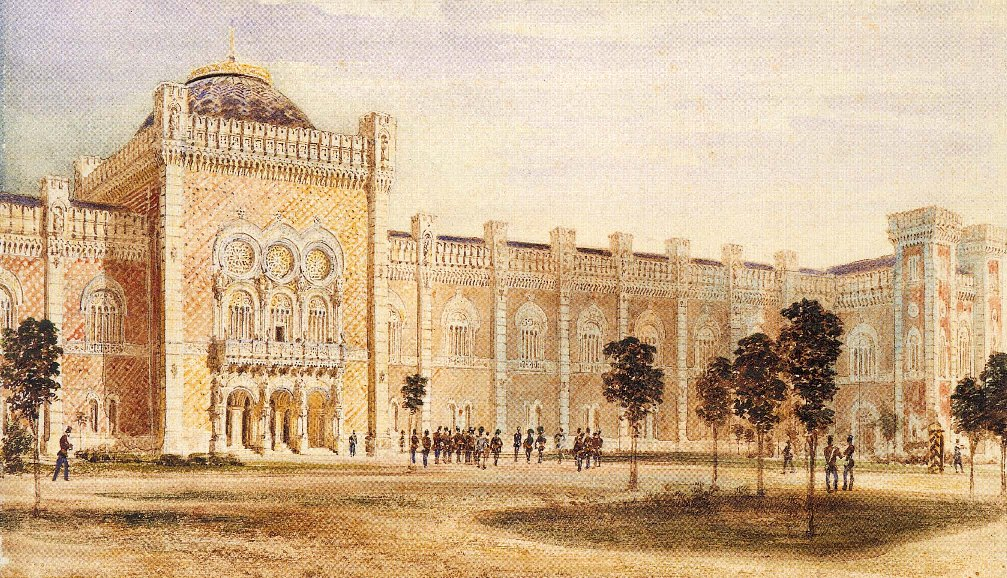
Az épület 1857-ben, akvarell

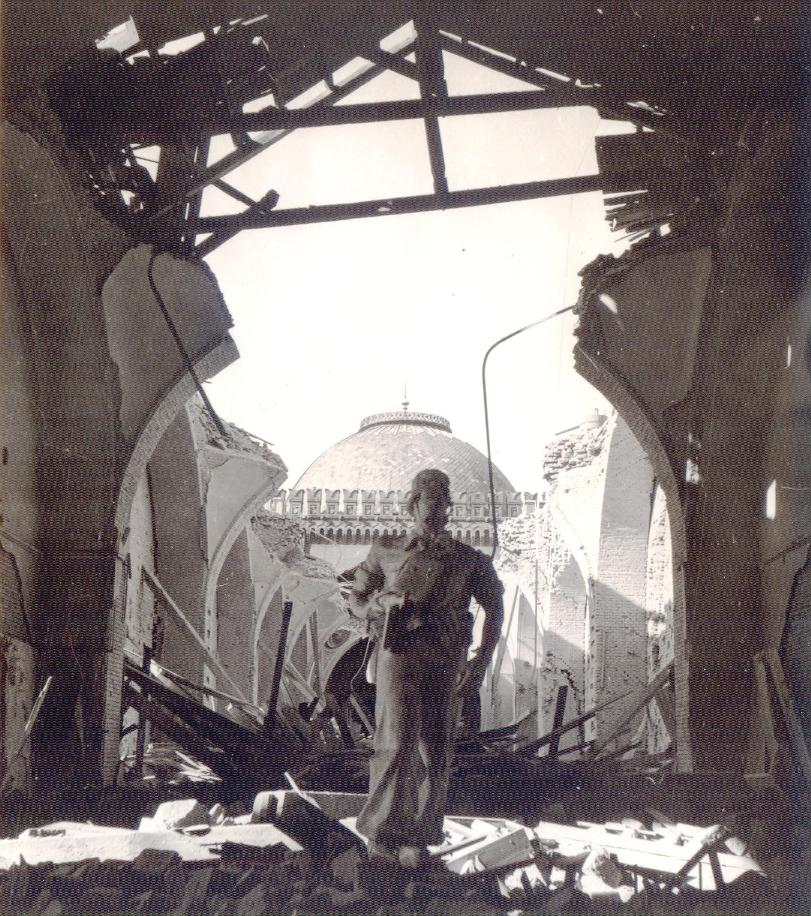
Az északi szárny 1945-ben

A múzeum épülete 1856-ban elkészült, de belső kialakítása, berendezése még 1872-ig elhúzódott. A gyűjtemény alapját az egykori császári udvari fegyvergyűjtemény, valamint a Laxenburg-kastély császári magángyűjteményének, és a Bécsi Kincstár egyes részei alkották, és eredetileg csak fegyverek, páncélok és trófeák kollekciója volt. Ennek a gyűjteménynek a reprezentatív elrendezése után az épületet 1869-ben „Császári és királyi udvari fegyvermúzeum” néven megnyitották a látogatók előtt. Ez volt az első bécsi múzeumi megnyitó. Csak ezután, 1871-ben kezdődött a Kunsthistorisches Museum építése a bécsi Ringen, ami majd csak 1891-ben nyílt meg. A 80-as években azonban sokáig bizonytalan volt, hogy az itteni gyűjteményekből mely részek kerülnek át esetleg majd az új múzeumba.
1885-ben létrehoztak egy kuratóriumot Rudolf trónörökös vezetésével, ami hozzáfogott a hadtörténeti múzeum koncepciójának kidolgozásához azzal, hogy az intézmény tevékenységének súlypontja a császári hadsereg dicső történetének bemutatása legyen. A kuratórium tagjai voltak:
- Rudolf főherceg, elnök
- Vilmos főherceg, elnökhelyettes
- Quirin von Leitner, a múzeum akkori „elöljárója”
- Alfred von Arneth, a császári Osztrák Tudományos Akadémia elnöke
- Johann Wilczek, mecénás és műgyűjtő, az akkor folyó, Julius von Payer és Karl Weyprecht vezette osztrák–magyar északi-sarki expedíció legfőbb támogatója.

A kuratórium különböző katonai intézmények mellett magánszemélyekhez is fordult azzal a felhívással, hogy adják át az új múzeum számára történelmi értékű tárgyaikat. A vezérelv az volt, hogy csak osztrák eredetű, az osztrák hadtörténelem számára jelentős tárgyakat gyűjtöttek, elsősorban eredeti formájukban, modelleket csak különleges esetekben. A felhívás rendkívül sikeres volt, és a császár és családja nagyvonalú ajándékai mellett a nemesség és a polgárság tagjai is nagy mennyiségben adták át emlékeiket a múzeum számára. 1891. május 25-én aztán Ferenc József császár és király ünnepélyesen megnyitotta az új, k.u.k. Heeresmuseum intézményt az Arsenal területén.
Az első világháború kitörésekor a múzeumot, mint katonai területen lévő intézményt, bezárták a közönség előtt. A hadszínterekről egyébként is olyan mennyiségben érkeztek be kiállításra szánt tárgyak, hogy tömegük kezelhetetlenné vált. A háborús vereség aztán a múzeum számára is a végveszélyt jelentette. Volt olyan javaslat is, hogy a gyűjtemények értékesíthető részét el kell adni a gazdasági szükséghelyzet enyhítése érdekében. Ezt azonban elvetették, és 1921 szeptemberében újra megnyitott az intézmény Österreichisches Heeresmuseum (Osztrák Hadimúzeum) néven. Megindult az első világháború katonai történetének tudományos feldolgozása is. A katonai tárgyú alkotások galériájának megnyitásával 1923-tól a képzőművészet szintén helyet kapott a gyűjteményben. A hadvezérek és a csaták mellett nagyobb figyelmet szenteltek a katonai mindennapok bemutatásának is.
Az Anschluss után az intézményt a katonai múzeumok berlini vezetése alá rendelték és Heeresmuseum Wien lett a neve. A második világháború alatt az épületet újra bezárták a látogatók előtt, illetve 1943-tól hétvégenként volt nyitva, és elsődlegesen a goebbelsi katonai propaganda céljait szolgálta. Kiállításokat rendeztek a Wehrmacht sikeres hadjáratairól: „Sieg im Westen“ (Győzelem Nyugaton, 1940 nyara), „Griechenland und Kreta 1941 – Bild und Beute“ (Görögország és Kréta 1941 – Kép és zsákmány, 1942 tavasza) és „Kampfraum Südost“ (Délkeleti hadszíntér, 1944).
A szövetséges légitámadások megindulása után, 1943 őszétől a múzeum legértékesebb gyűjteményeit biztonságba kellett helyezni. 1944 őszén, majd 1945 januárjában súlyos légitámadások érték a közeli bécsi déli pályaudvart. Ezek következtében a múzeum épületeit, raktárait is sok találat érte. A háború legvégén, különösen az 1945 áprilisi bécsi csata idején újabb súlyos károk érték az Arsenal épületeit.
Ausztria szövetséges megszállásának időszakában a megszállók sok olyan múzeumi tárgyat lefoglaltak, amik a háborút túlélték. A hivatalos rekvirálás mellett a szovjet katonák fosztogatásainak is sok műkincs esett áldozatul, de a bécsi polgári lakosság is részt vett ilyen cselekményekben. A múzeumot a teljes pusztulás fenyegette; a háborús és a fosztogatási veszteségek arányát a teljes gyűjtemény 40%-ára becsülték.
A nehézségek ellenére Alfred Mell vezetésével már 1946-ban megindult a múzeum újjáépítése, ami ekkor kapta ma is használatos nevét: Heeresgeschichtliches Museum. A múzeum különösen nagy segítséget kapott a Belvedere Osztrák Galéria és a Bécsi Szépművészeti Múzeum szakembereitől. A Bécsi Technikai Múzeum pedig átadta azt a hajómodell-gyűjteményét, amely ma is a HGM tengerészeti termének egyik fő látványossága. Hosszú előkészületek után a múzeumot 1955. június 24-én nyitotta meg ünnepélyesen újra a nagyközönség előtt Heinrich Drimmel oktatási és kulturális miniszter.
A megnyitás után a múzeum termei a hagyományos módon, egyfajta kultuszhelyként funkcionálva mutatták be a trófeákat, hadi eseményeket. Csak 1965 és 1983 között, Johann Christoph Allmayer-Beck vezetése alatt került sor a kiállítótermek modern koncepció szerinti átrendezésére. Ekkor alakították ki a 16. és a 17. század, valamint az 1866-tól 1914-ig terjedő időszak hadtörténetét bemutató termek kiállításait. A cél az volt, hogy a tárgyak egyszerű bemutatása helyett a különböző témákat tudományosan feldolgozzák, az egyes termek kiállításai egységes kompozíció alapján alkotott művekként jelenjenek meg a közönség előtt, ahogy ez illik a témájában a világ egyik legjelentősebb múzeumához. Allmayer-Beck célja nem pusztán a tradíciók ápolása volt, hanem az osztrák haderők történetének láthatóvá tétele, beleértve az addig sokáig elhanyagolt kulturális és szociális vonatkozásokat is.
1998 szeptemberében nyílt meg a Köztársaság és diktatúra terme, ami az 1918 és 1945 közötti időszakkal foglalkozik. Ez a kiállítás dolgozta fel először hadtörténeti–muzeológiai szempontból a két háború közötti, valamint a náci korszakot.
2008 decemberében a Heeresgeschichtliches Museum megkapta a kiemelkedő munkásságot végző osztrák múzeumoknak járó Österreichische Museumsgütesiegel, öt évre érvényes elismerést, amit 2013-ban újabb öt évre meghosszabbítottak.
2014. június 28-án – pontosan a szarajevói merénylet 100 éves évfordulóján – nyíltak meg kétéves előkészítő munka és építkezés után az első világháború hadtörténetét bemutató modernizált, újjáalakított kiállítás-rész termei. A múzeum 2016. május 25-én ünnepelte saját fennállásának 125 éves jubileumát egy külön-kiállítással és új katalógus kiadásával. Ebben a katalógusban szerepel, hogy a 125 év alatt az intézmény gyűjteményeiben őrzött tárgyak száma 8000-ről 1,2 millióra nőtt, a látogatók évi száma pedig 5307-ről körülbelül 220 000-re. Egyidejűleg a múzeum gyűjtési és tevékenysége köre nagy mértékben kiszélesedett, bár az alapvetően hadtörténelmi jellegét megőrizte.
A minisztérium gyűjteményei osztrák állami tulajdonban vannak, kezelőjük hagyományosan a védelmi tárca, aminek a neve 2009-ben a sportügyek odacsatolásával Bundesministerium für Landesverteidigung und Sport lett.

### A múzeum vezetői
| Év        | Az intézmény korabeli neve                                                 | Név                                                                                |  |
| --------- | -------------------------------------------------------------------------- | ---------------------------------------------------------------------------------- |  |
| 1869–1885 | k.k. Hofwaffenmuseum                                                       | Quirin von Leitner (1834–1893) mint a múzeum „elöljárója” (Vorstand)               |  |
| 1885–1889 | k.k. Heeresmuseum                                                          | Bizottság Habsburg–Lotaringiai Rudolf főherceg trónörökös elnökletével (1858–1889) |  |
| 1889–1909 | k.u.k. Heeresmuseum                                                        | Bizottság Habsburg–Tescheni Frigyes főherceg elnökletével (1856–1936)              |  |
| 1909–1918 | k.u.k. Heeresmuseum                                                        | Wilhelm John (1877–1934), 1909-től a vezető hivatalos rangja „igazgató“ (Direktor) |  |
| 1918–1934 | Österreichisches Heeresmuseum                                              | Wilhelm John (1877–1934)                                                           |  |
| 1934–1938 | Österreichisches Heeresmuseum                                              | Alfred Mell (1880–1962)                                                            |  |
| 1938–1945 | Heeresmuseum Wien (a berlini katonai múzeumok főnökének alárendeltségében) | Alfred Mell (1880–1962)                                                            |  |
| 1945–1949 | Heeresgeschichtliches Museum                                               | Alfred Mell (1880–1962)                                                            |  |
| 1950      | Heeresgeschichtliches Museum                                               | Kövess Géza (1896–1977), megbízottként                                             |  |
| 1950–1956 | Heeresgeschichtliches Museum                                               | Rudolf Pühringer (1891–1969)                                                       |  |
| 1957–1965 | Heeresgeschichtliches Museum                                               | Heinz Zatschek (1901–1965)                                                         |  |
| 1965–1983 | Heeresgeschichtliches Museum                                               | Johann Christoph Allmayer-Beck (* 1918)                                            |  |
| 1983–1992 | Heeresgeschichtliches Museum                                               | Franz Kaindl (* 1931)                                                              |  |
| 1992–2005 | Heeresgeschichtliches Museum                                               | Manfried Rauchensteiner (* 1942)                                                   |  |
| 2005–2007 | Heeresgeschichtliches Museum                                               | M. Christian Ortner (* 1969), megbízottként                                        |  |
| 2007-től  | Heeresgeschichtliches Museum                                               | M. Christian Ortner (* 1969)                                                       |  |

## A látogatók számának alakulása
A 2000-es évektől a múzeum látogatóinak száma dinamikusan nőtt. A 2005-ös 62 984 látogatóhoz képest 2007-ben már 93 637 fő kereste fel az intézményt. A 2008-as szám 126 006 volt, 2009-ben 139 792, 2010-ben pedig 172 007. 2012-ben már 174 146 látogatót számláltak. E siker eredményeképpen az igazgató elnyerte az osztrák védelmi és sportminisztérium díját (Civil Servant of the Year 2012). 2013-ban a múzeum történetében első ízben sikerült átlépni 200 000-es látogatószámot, 2014-ben pedig újabb rekord következett 224 267 fővel, amit 2015-ben 244 638 látogató követett.

## Kiállítótermek

### I. terem – A harmincéves háborútól Savoyai Jenő hercegig (16. század)
A múzeum első terme Európa 16. és 17. századi hadtörténelmével foglalkozik. Bécs 1588-ban I. Ferdinánd német-római császár megkoronázásával a Német-római Birodalom székesfővárosává vált, de egyúttal hatalmi vallási és fegyveres konfliktusok középpontja is lett. A múzeum gyűjteményei időben addig nyúlnak vissza, amikor a hadtörténelem is fordulóponthoz érkezett, és az addigi népfelkelői haderők helyébe az állandó hadseregek léptek. A császári hadak, amiket a harmincéves háborúig csak egy-egy hadjáratra toboroztak, és változatosan, egyenlőtlenül voltak felszerelve, egyre inkább állandó zsoldot húzó, mindig harcra kész seregekké váltak. E hadakat túlnyomórészt maguk a hadvezérek, mint Albrecht von Wallenstein, finanszírozták. Gyorsan fejlődtek a tűzfegyverek, ugyanakkor számos addigi kézifegyver elavulttá vált.
A terem érdekességei közé tartozik Wallenstein levele Gottfried Heinrich zu Pappenheim marsallnak, amit 1632. november 15-én, a lützeni csata előestéjén írt. Pappenheim a csatában, amikor a levelet még magánál hordta, halálosan megsebesült, vérnyomai máig a levélen láthatók. Látható itt még egy tüzérségi fegyver 1678-ból, amit tervezője sorozatlövésre igyekezett alkalmassá tenni.
A terem nagy részét foglalják el a török háborúk emlékei, különösen Bécs második török ostroma idejéből. Látható itt az oszmán hadsereg számos fegyvere, köztük a szpáhik összetett reflexíjai. Különlegesek a törökök láncingei a szentgotthárdi csatából, Raimondo Montecuccoli hagyatékából, és sok más, a törököktől zsákmányolt tárgy, mint II. Musztafa oszmán szultán pecsétje, amit Savoyai Jenő szerzett meg a zentai csatában. A terem utolsó szakaszát teljes egészében e nagyszerű hadvezér és mecénás emlékének szentelték.

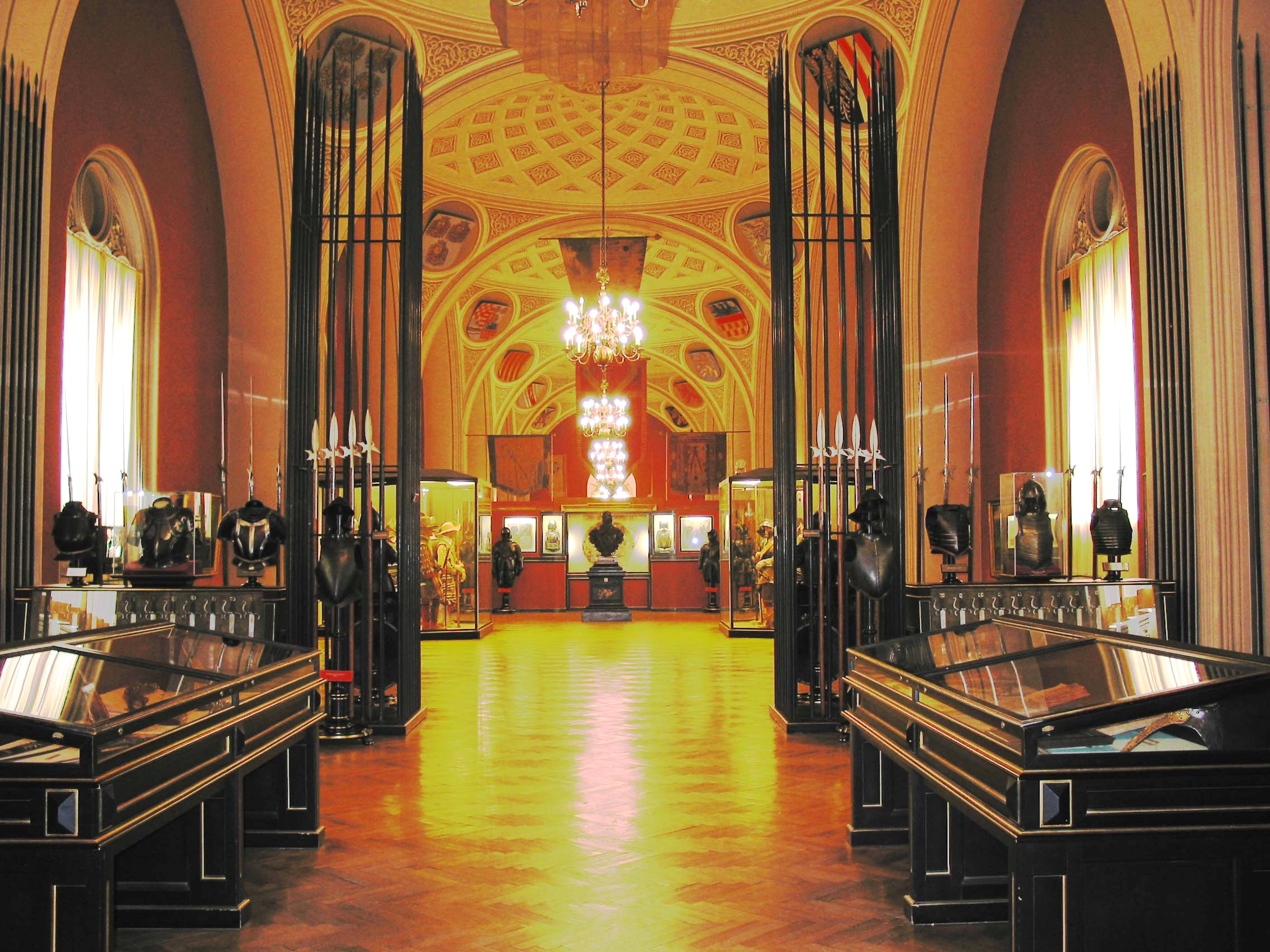
Az I. terem
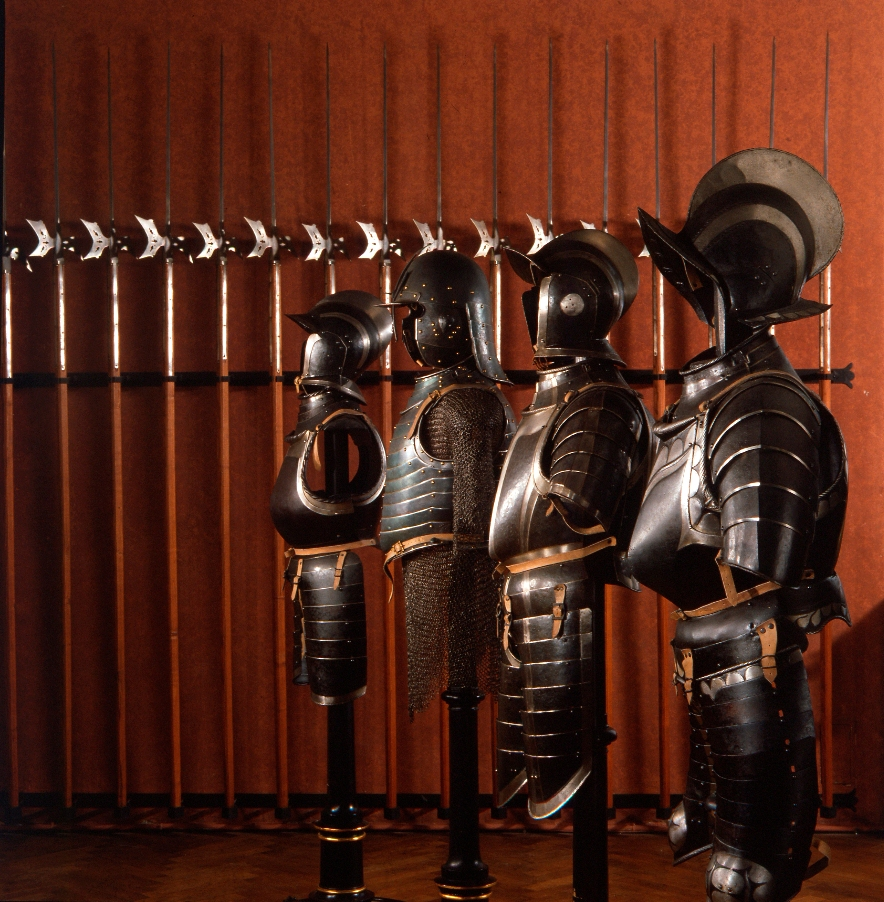
Páncélok, 1600 körül
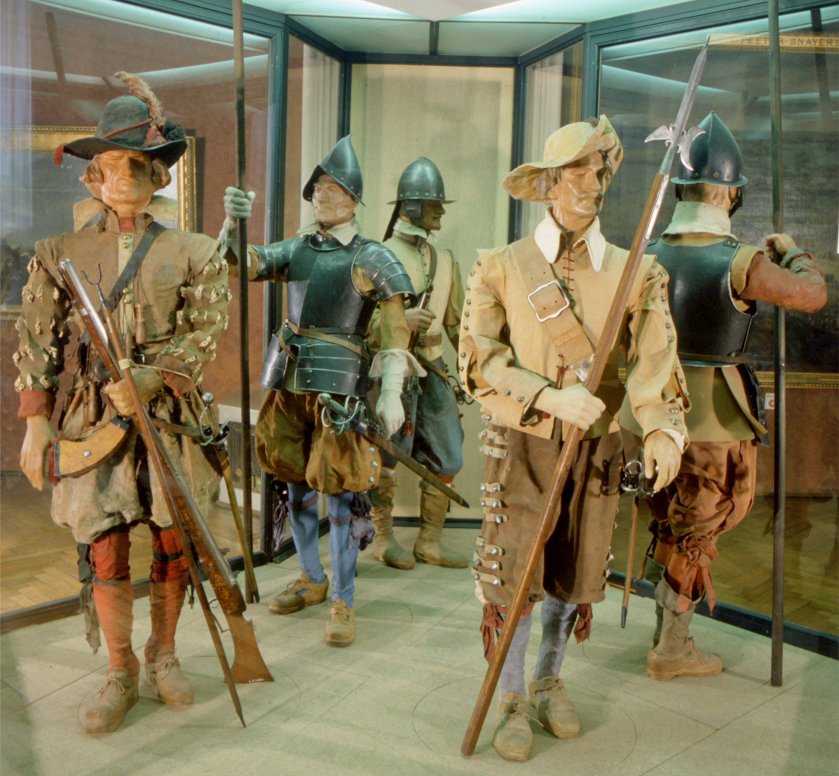
Muskétások és pikások
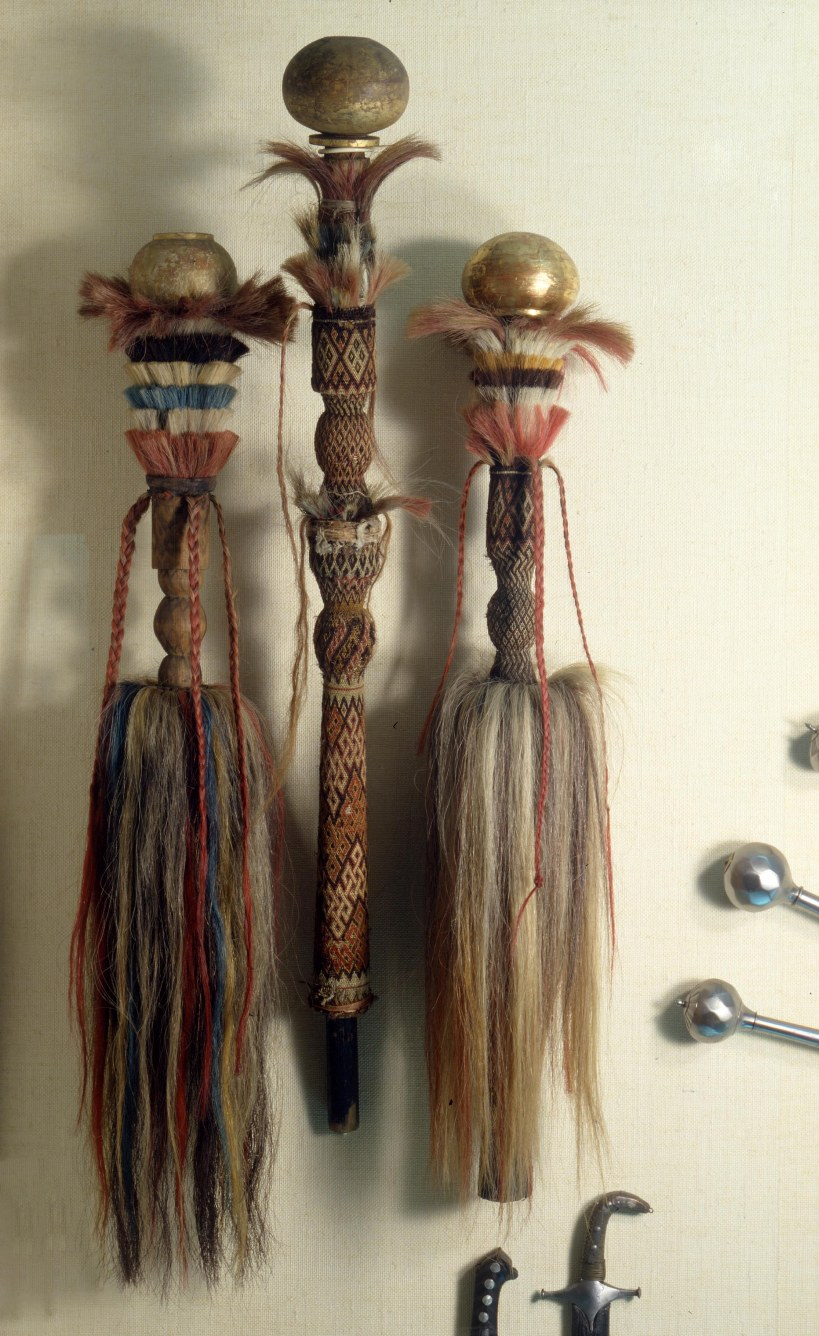
Török lófarkak
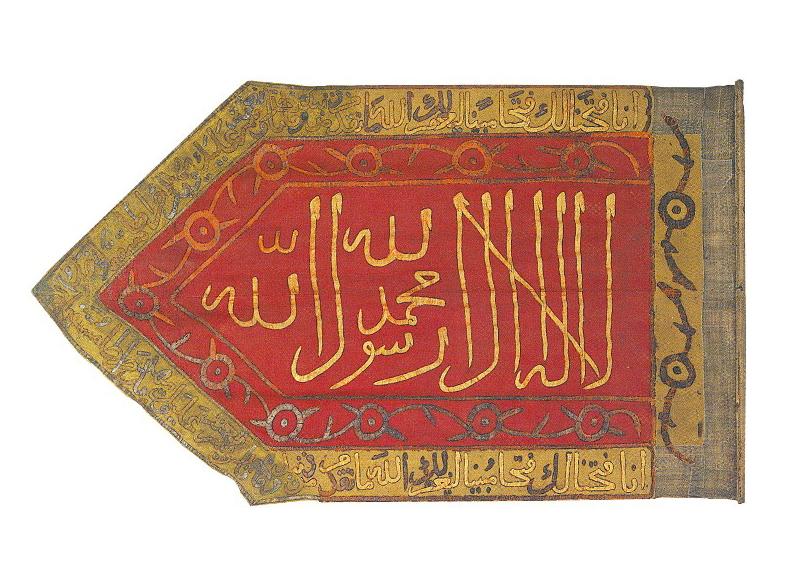
Török hadizászló, 1683

### II. terem – A spanyol örökösödési háború és Mária Terézia (1701–1789)
A 18. századnak szentelt termet gyakran Mária Terézia-teremnek is nevezik, pedig az első részét még mindig Savoyai Jenő személye és sikerei uralják, hiszen ez a gyakran „nemes lovagnak” nevezett hadvezér nem csak a törökök ellen, hanem a spanyol örökösödési háborúban is nagy sikereket aratott.
A törökök ellen a 17. század végén, a 18. század elején vívott nagy háborúk után, amiket a péterváradi csata (1716) és Nándorfehérvár ostroma (1717) nyomán a pozsareváci béke koronázott meg 1718-ban, a Habsburg-monarchia elérte legnagyobb területi kiterjedését és európai nagyhatalommá vált. Ebből a korszakból származnak a II. terem érdekességei, mindenekelőtt egy török díszsátor és a tízfontos belgrádi mozsárágyú, ami 1717-ben egy török lőporraktár elleni telitalálatával Belgrád egyik városrészét teljesen lerombolta.
Savoyai Jenő halála 1736-ban és az utolsó férfi Habsburg uralkodó, VI. Károly császár elhunyta 1740-ben nagy történelmi határvonalat jelentett, amit aztán Mária Terézia uralkodása követett. A női uralkodó trónra lépésének jogosságát számos szomszéd hatalom kétségbe vonta, és megindult az osztrák örökösödési háború. A támadók élén II. Frigyes porosz király állt. Bár az úgynevezett sziléziai háborúkban Ausztria néhány csatát megnyert, egészében nem tudott győzelmet aratni.
Az ebben a teremben kiállított tárgyak, fegyverek, zászlók és egyenruhák részletes képet adnak a kor osztrák és porosz hadseregéről. Ernst Gideon von Laudon marsall személyes tárgyai, köztük a Katonai Mária Terézia-rend, Ausztria legmagasabb katonai kitüntetése külön vitrinben láthatók. Itt láthatók a világ legrégebben ugyanazon a helyen működő katonai akadémiája, a Theresianum Katonai Akadémia alapításának dokumentumai is 1751-ből.

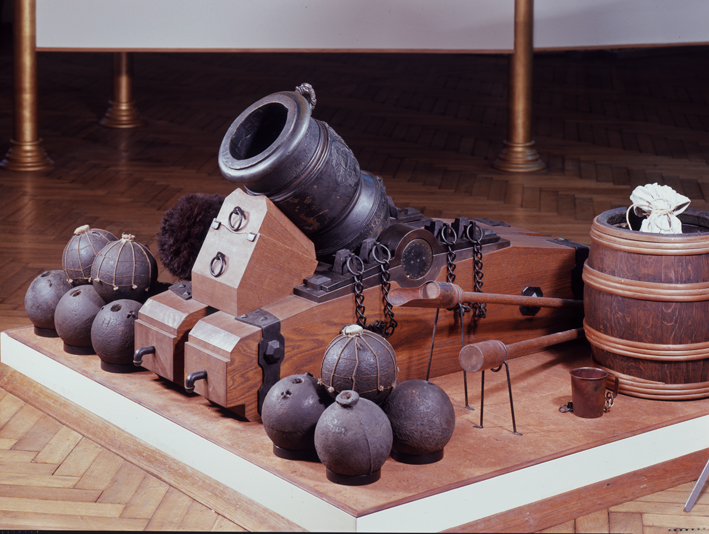
A belgrádi mozsár
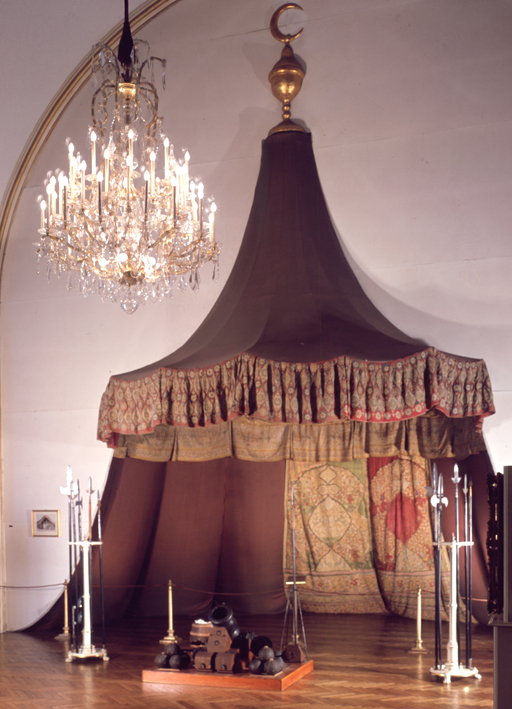
Török díszsátor
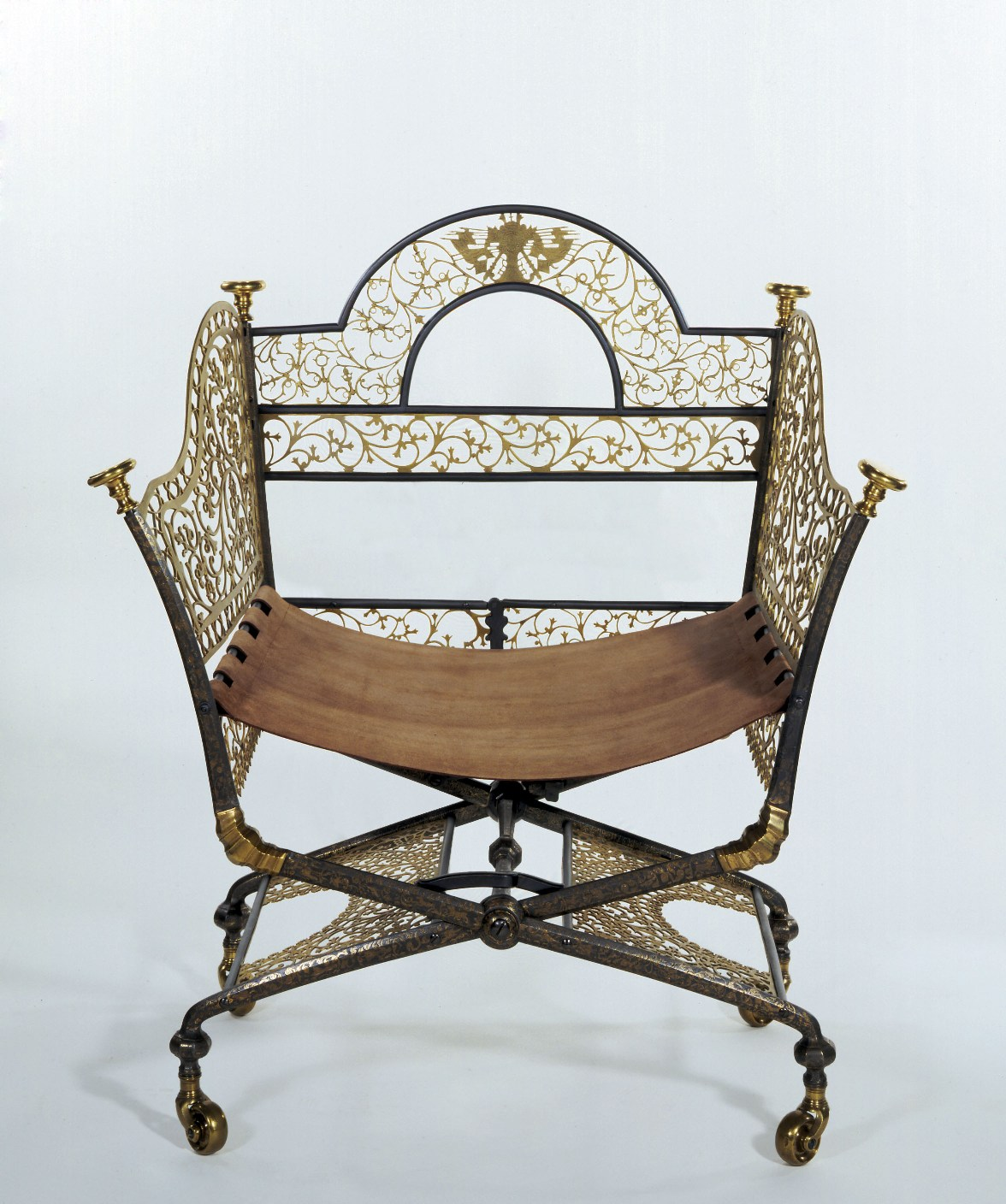
Erzsébet orosz cárnő széke
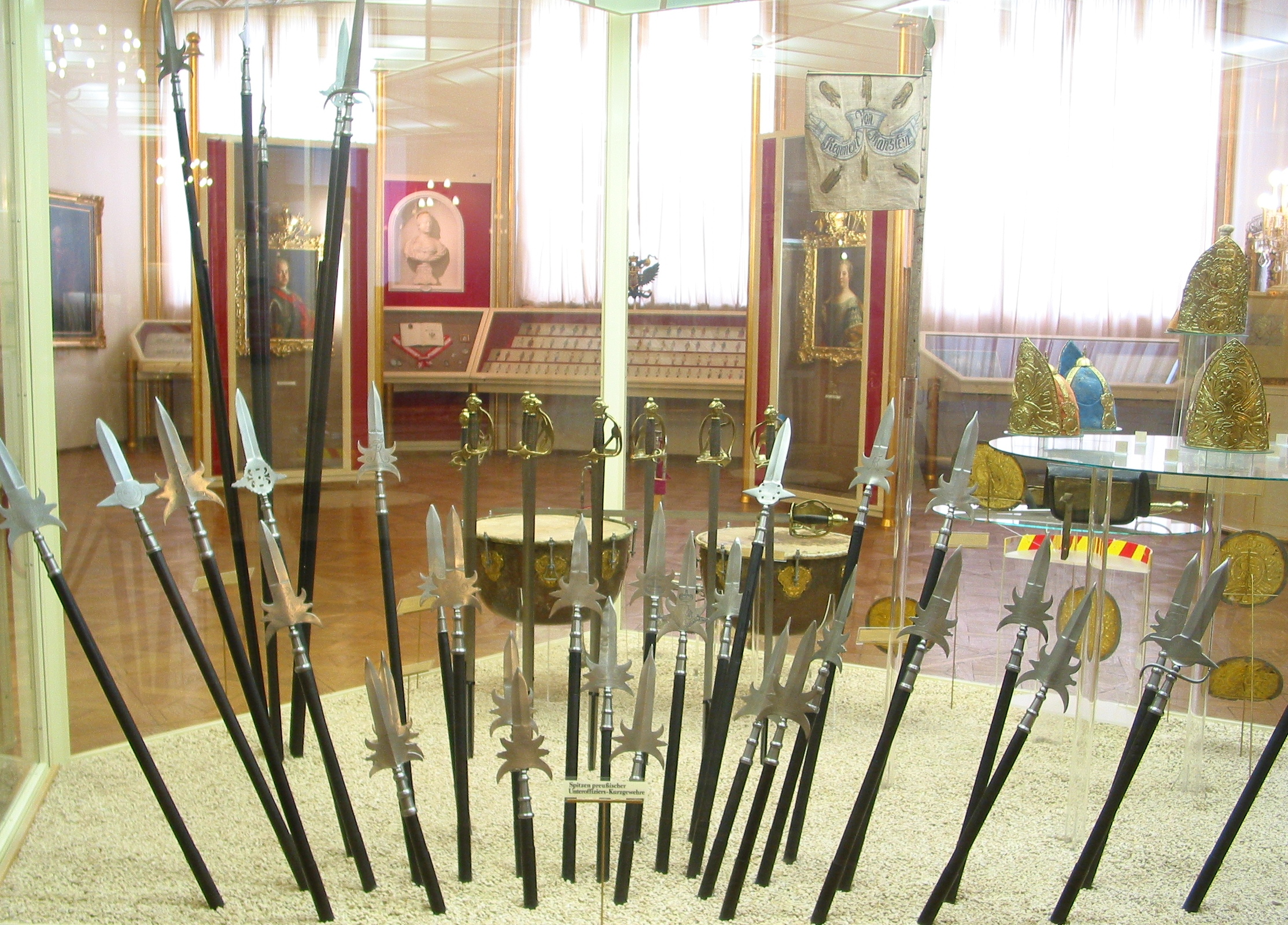
Porosz fegyverek
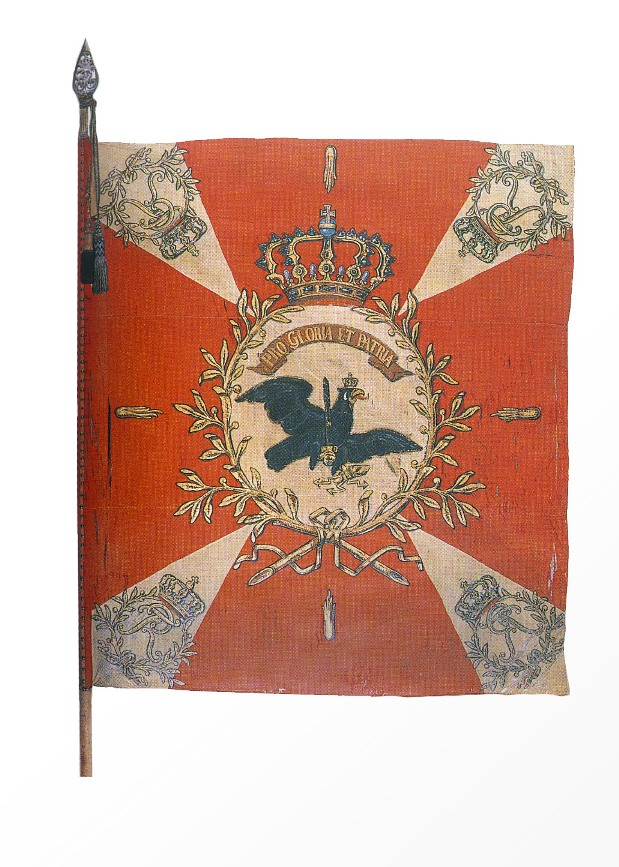
Porosz zászló

### III. terem – A forradalmak (1789–1848)
Az Ausztria által megvívott utolsó török háború, az 1987–1792-es orosz-osztrák-török háború vége már egybeesett a nagy francia forradalom első éveivel. Megindult Napoleon Bonaparte felemelkedése, aki aztán 1815-ig drámaian megváltoztatta Európa politikai térképét. Ez a terem bemutatja a kor osztrák szempontból legjelentősebb csatáit, így az austerlitzi, würzburgi, asperni, wagrami és a lipcsei csatát csakúgy, mint az Andreas Hofer vezette 1809-es tiroli népfelkelést.
Különlegesen pontos képet nyújtanak a kor osztrák és francia egyenruháiról, rendjeleiről és fegyvereiről a részben magyar származású Helmut Krauhs (1912–1995) egész alakos modelljei. Itt látható Pavel Andrejevics Suvalov orosz tábornok köpenye is, amit Napóleon az elbai száműzetésébe utazva viselt. A terem kiemelt érdekessége a legrégebbi fennmaradt katonai repülő szerkezet, az Intrépide francia hadi léggömb. amit az osztrákok a würzburgi csatában ejtettek zsákmányul.
A kiállítás részletesen dokumentálja a bécsi kongresszust, bemutatja Habsburg–Lotaringiai Károly Lajos tescheni herceg személyét és szerepét. A látogatókat érintőképernyős információs pontok tájékoztatják grafikák, térképek és életrajzi adatok révén. A III. terem további részében az osztrák birodalmat megrázó 1848/49-es forradalmak története, főleg az itáliai harcok áttekintése látható.

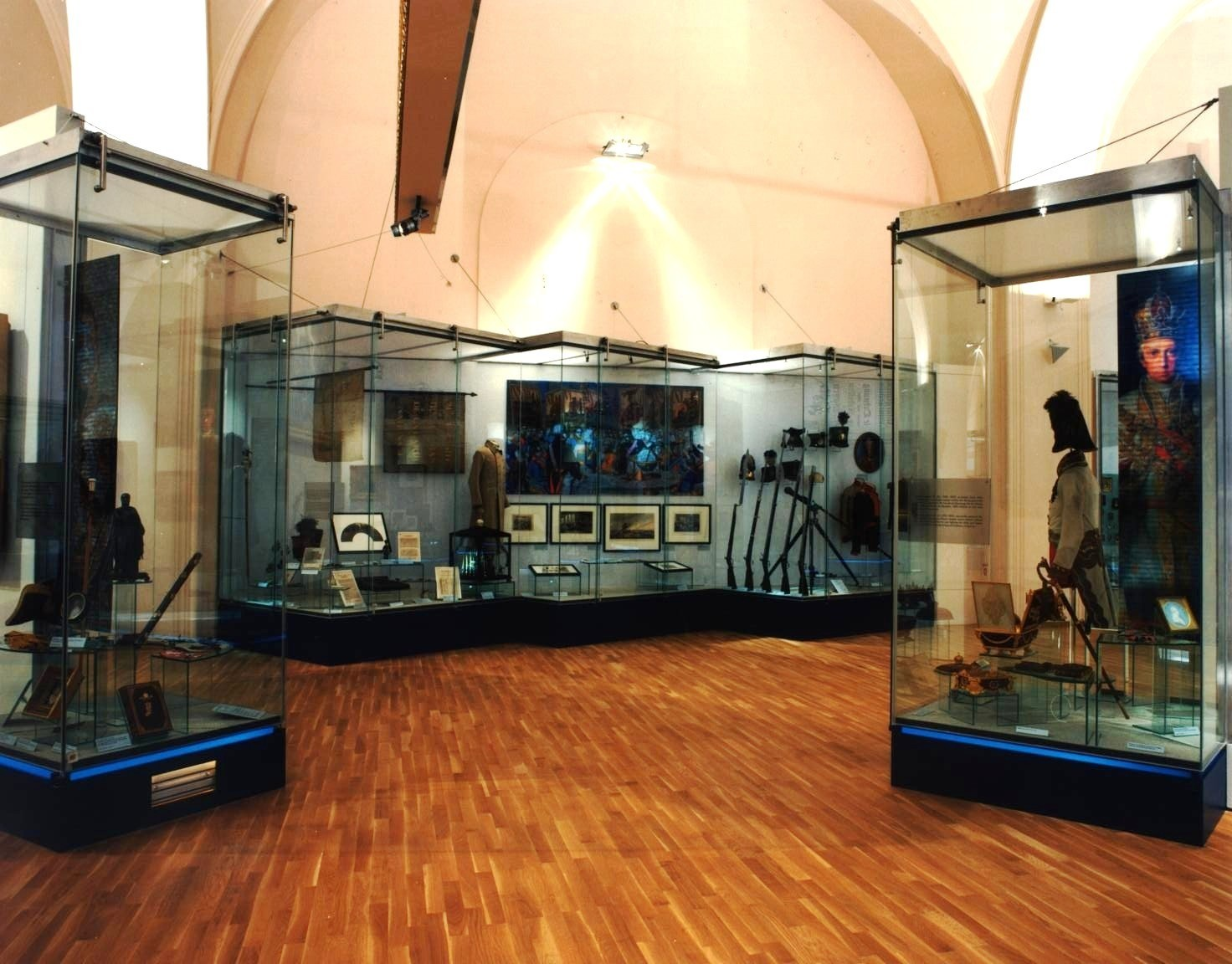
A III. terem
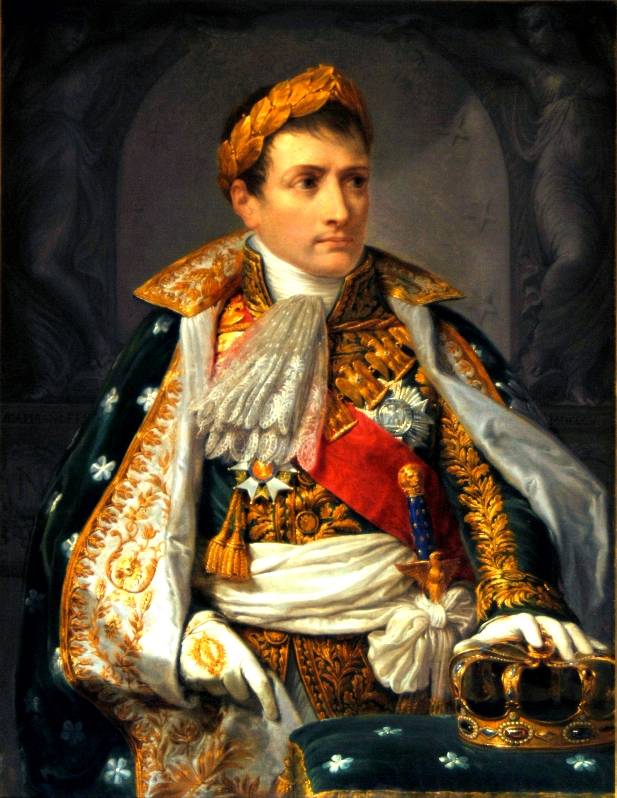
Napóleon mint római király (Andrea Appiani festménye)
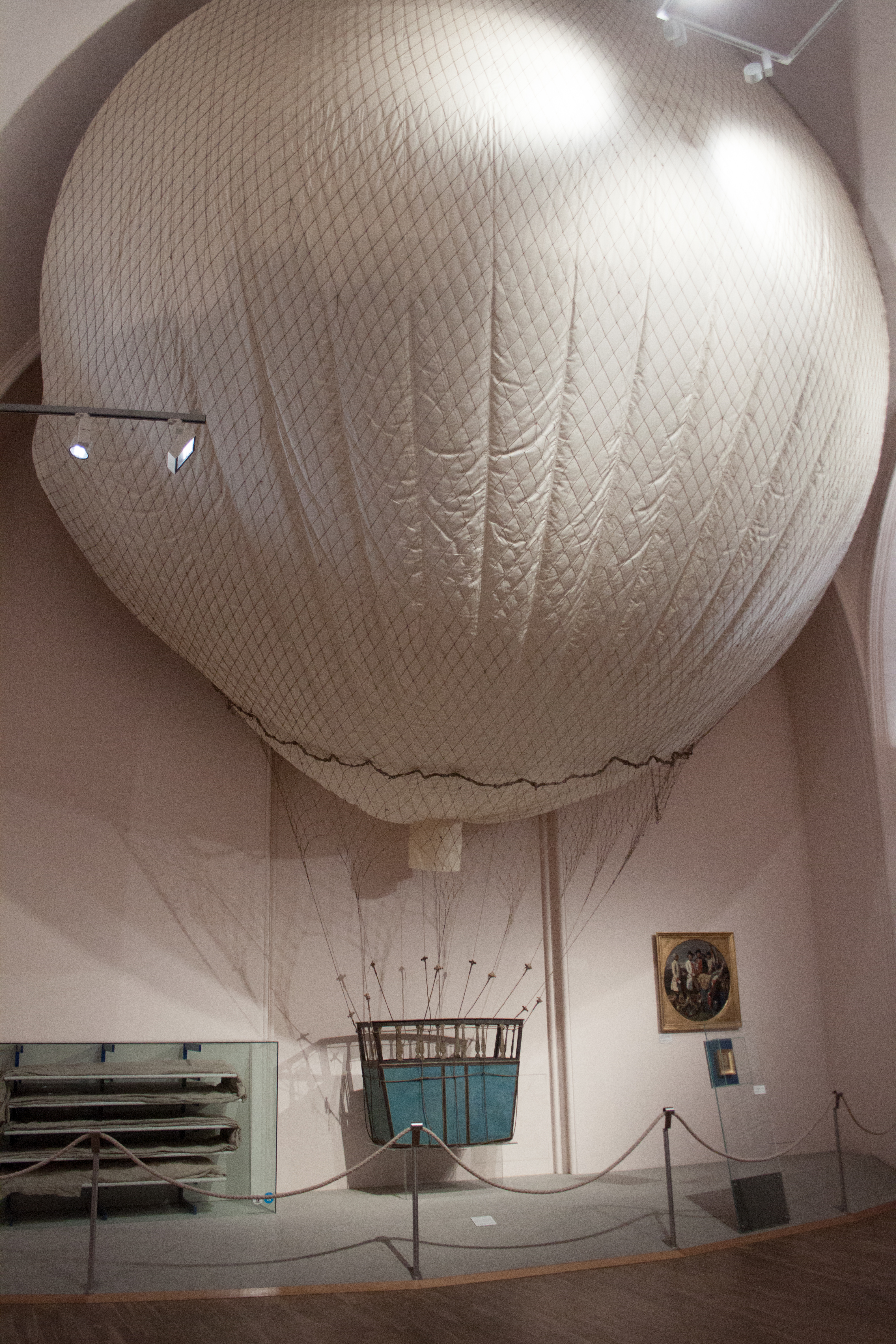
Francia hadi léggömb, 1796
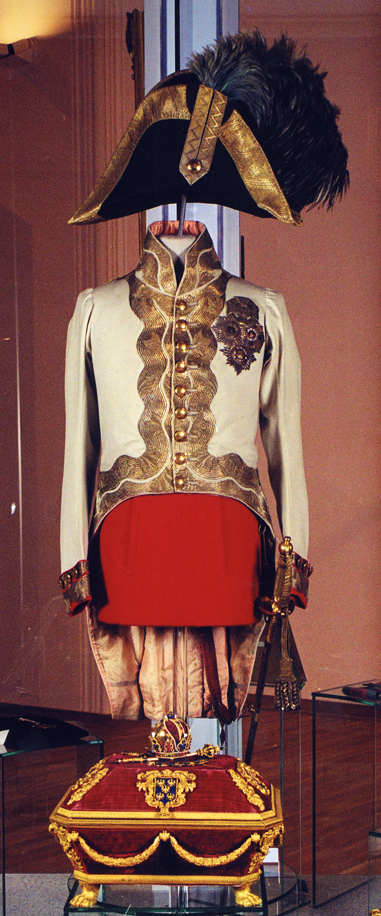
II. Ferenc császár egyenruhája
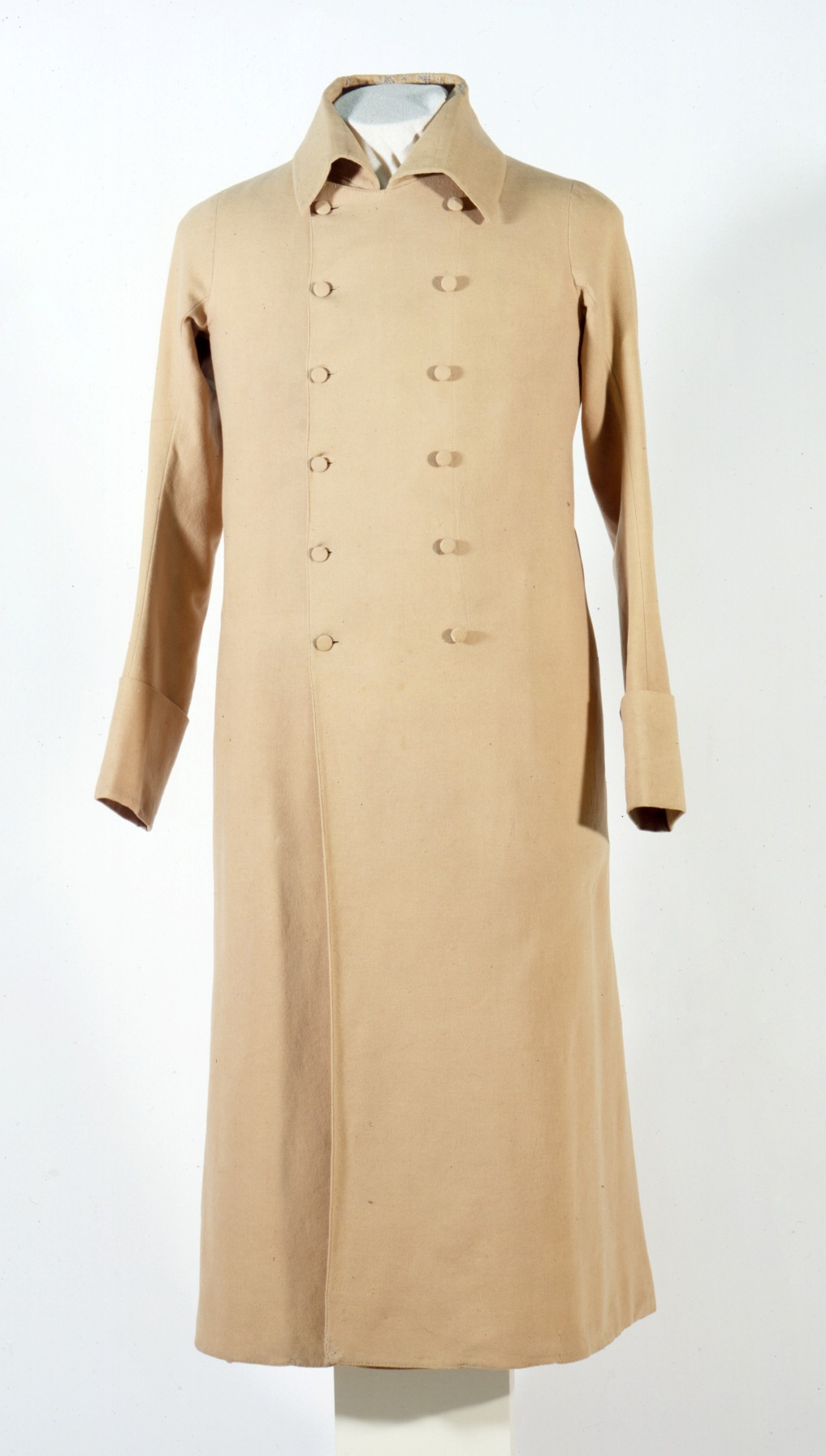
Suvalov orosz tábornok köpenye

### IV. terem – Radetzky marsall és kora (1848–1866)
Ez a terem nagy részében a legendás osztrák hadvezérnek, Joseph Wenzel Radetzky marsallnak állít emléket tevékenysége részletes bemutatásával. Már 1784-ben belépett kadétként a császári hadseregbe és harcolt az utolsó török háborúban. 72 év szolgálat után, 90 éves korában vonult csak nyugállományba. Öt császár alatt szolgált és 17 hadjáratban vett részt. Összesen 146 bel- és külföldi kitüntetésben részesült. A Szárd Királyság ellen aratott győzelmei, köztük a custozzai csata (1848) és a novarai csata (1849) biztosították az ifjú Ferenc József császár uralmát itáliai birtokai felett. Franz Grillparzer osztrák lírikus ódát is írt a marsallhoz, amiért a költő egy serleget kapott – ez is ki van állítva a teremben. Számos kortárs művész festményei is illusztrálják Radetzky győztes hadjáratait.
Radetzky halála után 1859-ben a solferinói csata, amelyben Ferenc József maga volt a fővezér, már súlyos osztrák vereséggel zárult. Ennek a csatának a tömeges emberi áldozatai, a tehetetlen sebesültek látványa ösztönözte Jean Henri Dunantot a Nemzetközi Vöröskereszt megalapítására, valamint vezettek a genfi egyezmények megkötéséhez.
1864-től az osztrák tüzérség olyan új fegyvereket kapott, amelyek felülmúlták az ellenfelek ágyúit mind a pontosság, mind pedig a mozgathatóság terén. Ezeket képviseli az itt kiállított M 1863 jelű tábori ágyú. A gyalogsági fegyverek, az elöltöltős osztrák puskák elmaradtak azonban a porosz hátultöltős fegyverekhez képest. A teremben látható az 1866-os königgrätzi csatában a poroszoktól elszenvedett vereséget ábrázoló monumentális festmény is.
E teremben állították ki a tragikus sorsú I. Miksa mexikói császárnak, Ferenc József testvérének a részben a Miramare-kastélyból származó személyes tárgyait, valamint halotti maszkját is.

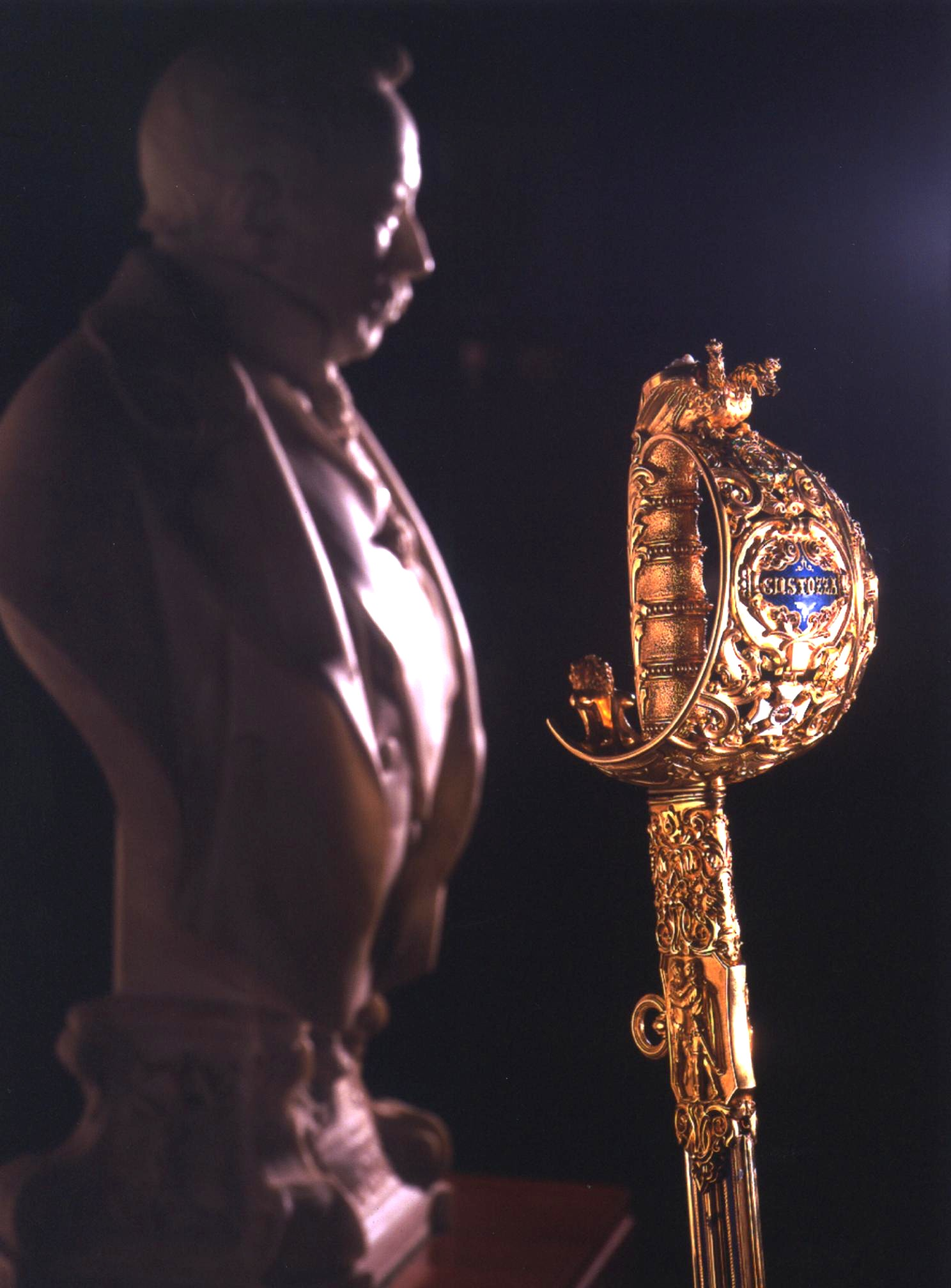
Radetzky díszszablyája
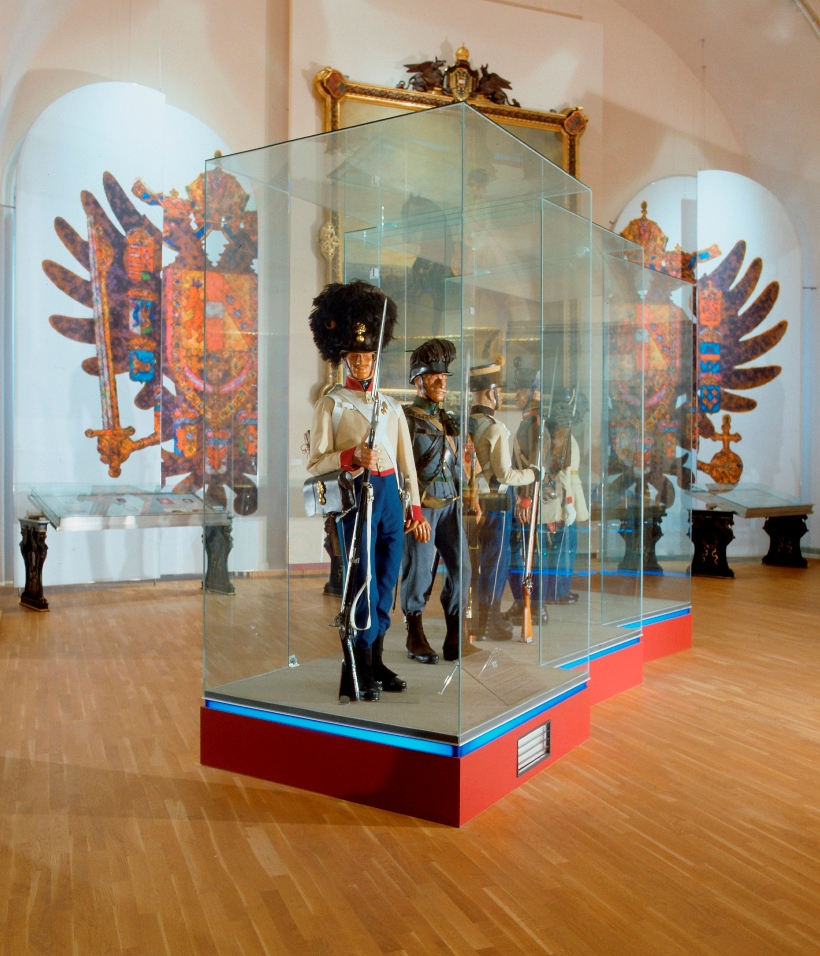
Egyenruhák 1848–1866
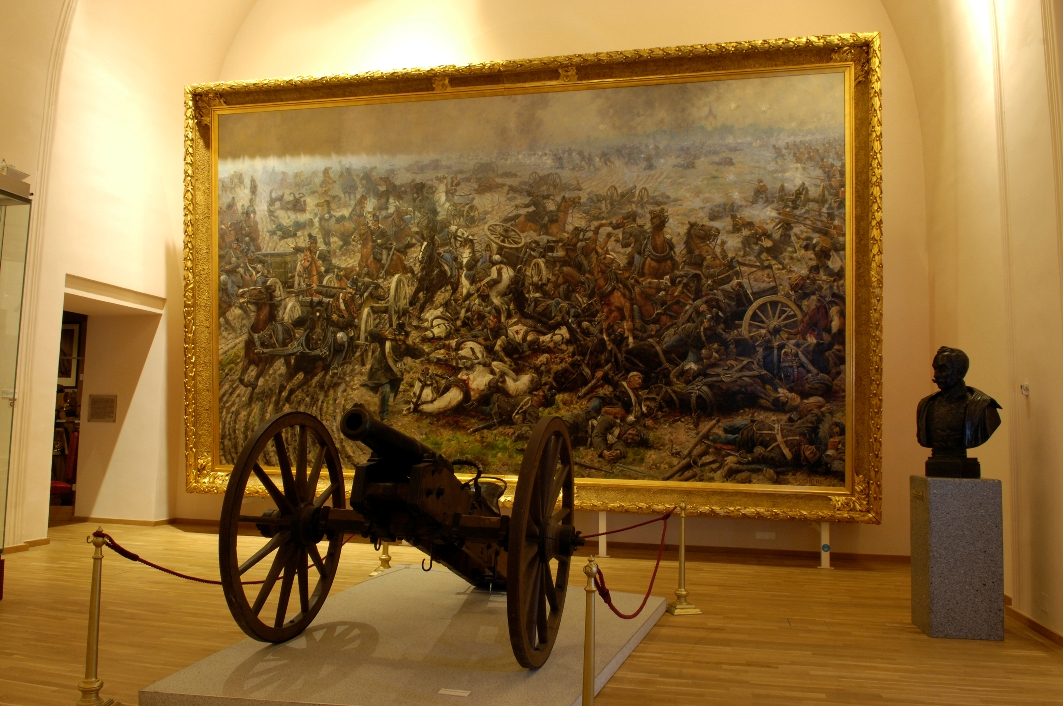
Tábori ágyú 1863
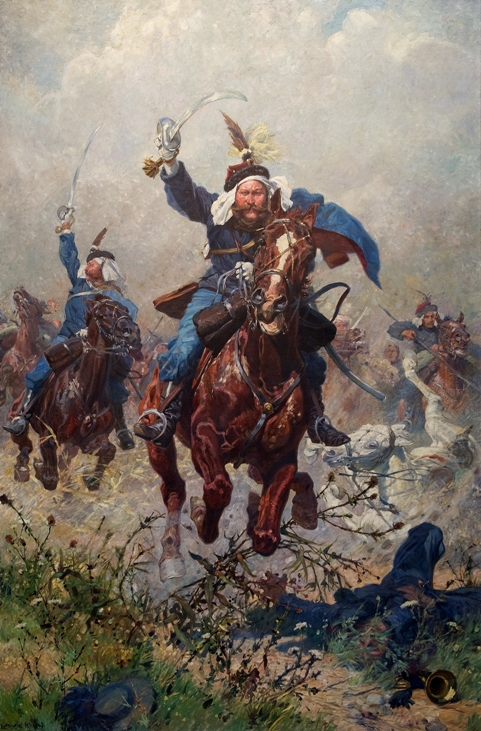
Rodakowski ezredes a custozzai csatában, 1866

### V. terem – A kiegyezéstől Szarajevóig
A Ferenc József-teremnek is nevezett kiállításrészben megtekinthető a Császári és Királyi Hadsereg különböző egyenruháinak ábrázolása Oskar Brüch 34 képén, amelyek a budapesti 1896-os millenniumi ünnepségekre készültek. A kiállítás egy része Bosznia-Hercegovina 1878-as elfoglalását mutatja be. A középső tárlóban láthatók a hadsereg 1914-es új technikai eszközei, köztük az első rendszeresített géppuska, a Schwarzlose MG M.07/12 és egy tábori konyha modellje. A kiállítás foglalkozik a katonai repülés kezdeteivel, itt van kiállítva az Etrich Taube modellje is, valamint a k.u.k. M 1896 katonai léggömb.
A kiállítás egyik legérdekesebb része a Ferenc József személyes tárgyait bemutató tárló. Láthatók itt egyenruhái, rendjelei és egy cvikkere. Egy további részben az uralkodói testőrség egyenruhái állnak szemben a k.u.k. hadsereg közönséges egyenruháival, amit a katonák az első világháború kitörésekor viseltek. Megtekinthetők itt Franz Conrad von Hötzendorfnak, a k. u. k. hadsereg vezérkari főnökének személyes tárgyai is.
A kiállítás külön tárgyalja a szarajevói merényletet is, ami közvetlenül vezetett az első világháború kitöréséhez. Itt látható a trónörököst és feleségét szállító Gräf & Stift típusú gépkocsi is a támadás nyomaival, a főherceg akkor viselt egyenruhája, a támadók fegyverei. Az akkori történéseket fényképeken és filmen is nyomon lehet követni.

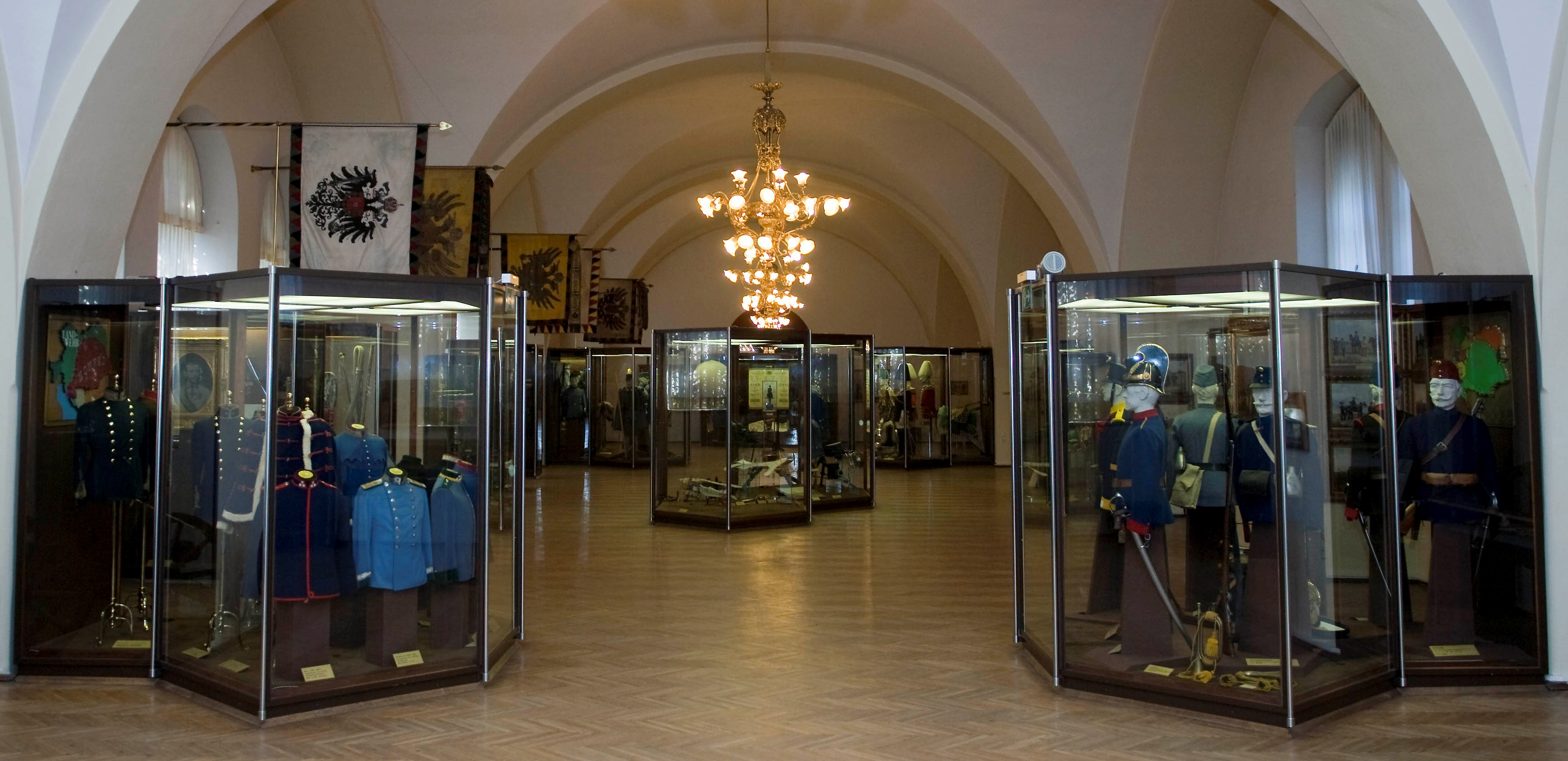
Az V. terem
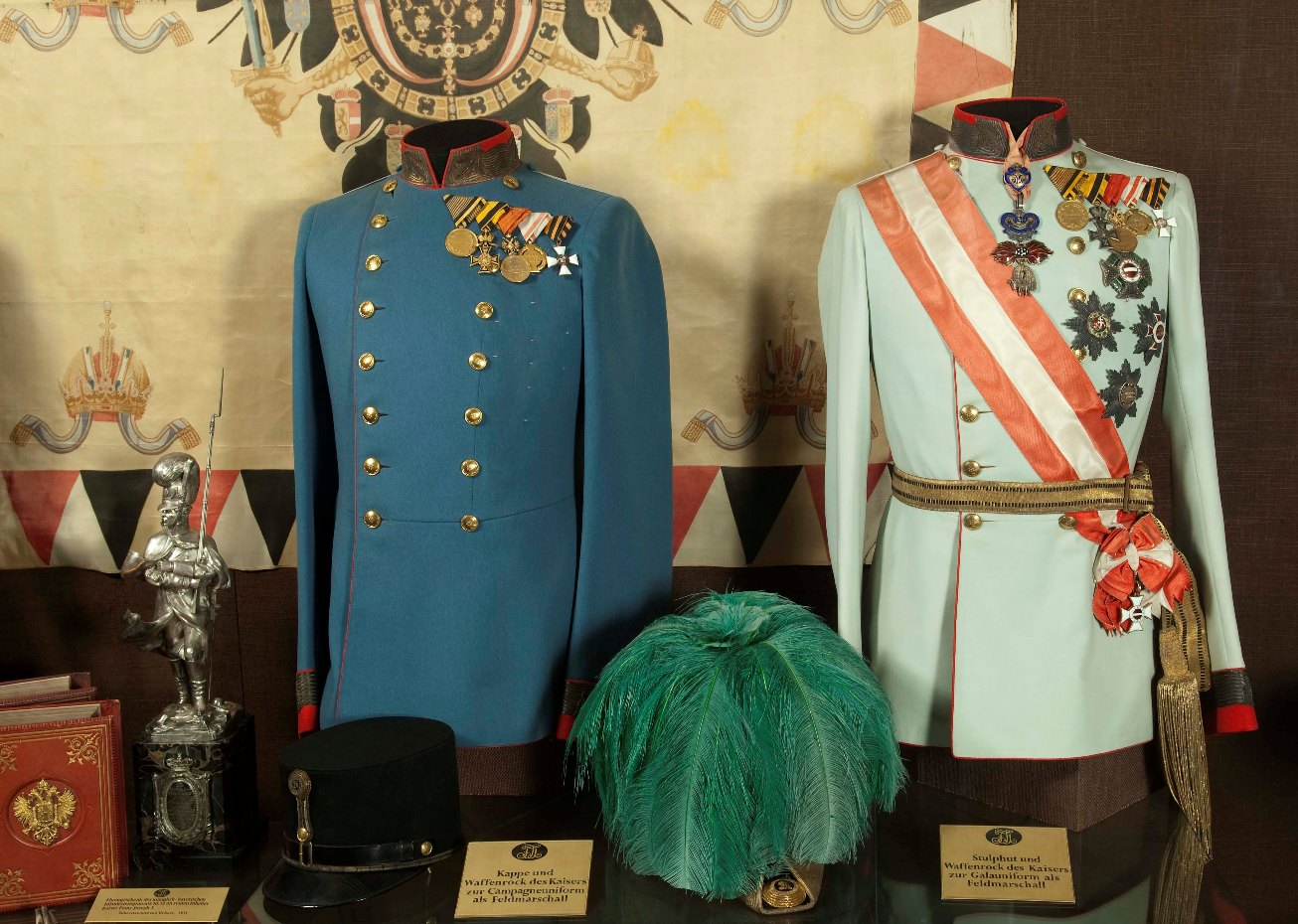
Ferenc József uniformisai
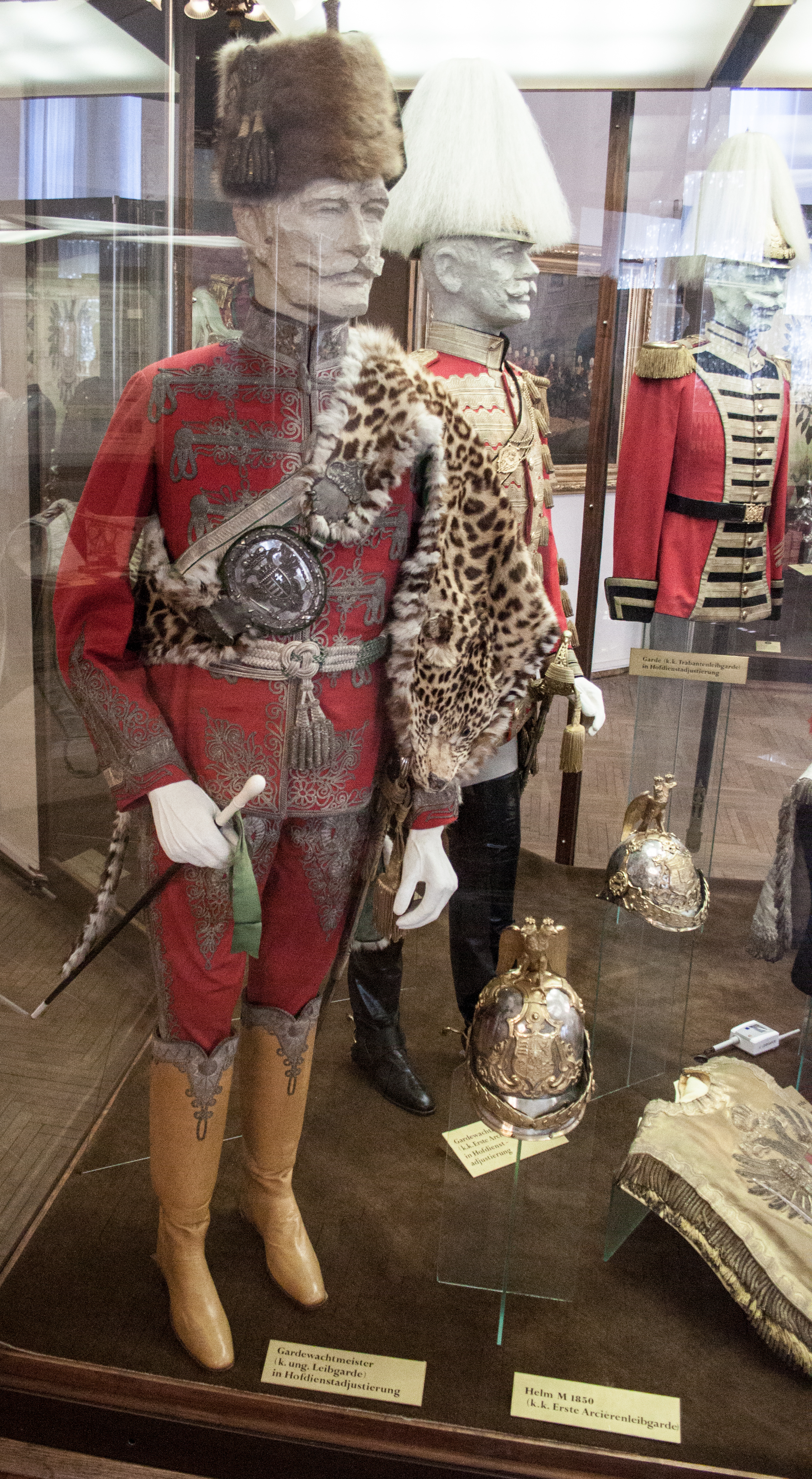
A testőrség egyenruhái – előtérben a magyar királyi testőrség őrmesterének udvari öltözete
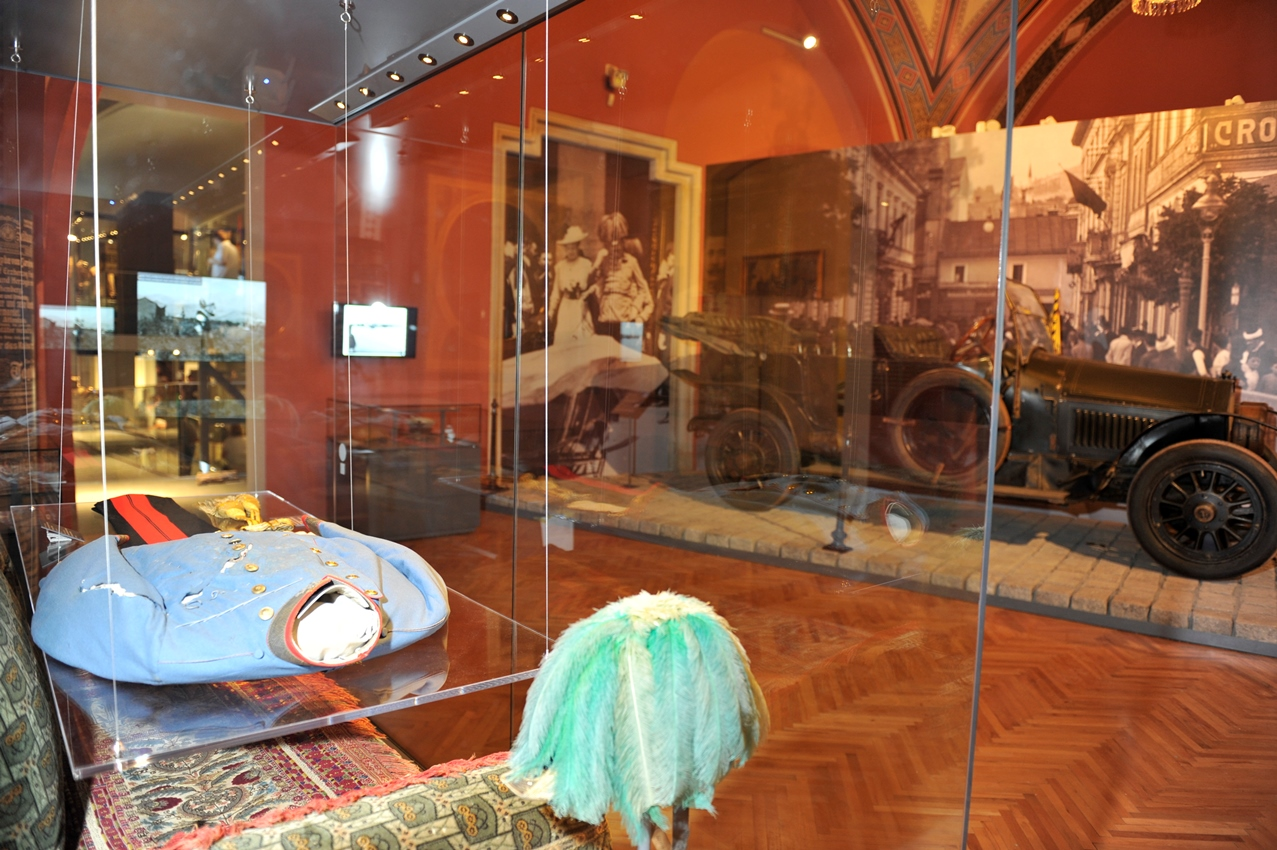
Szarajevó-kiállítás

### VI. terem – Az első világháború és a Habsburg-monarchia bukása
A kiállításnak ezt a részét 2012 és 2014 között teljesen átépítették, modernizálták. Annak érdekében, hogy a kiállítóteret a korábbi 1000-ről 1400 m2-re növelhessék, a terem szintjét lesüllyesztették és beépítettek egy közbülső emelvényt, galériát, így most már ez a kiállítás három szinten helyezkedik el. Ezzel sikerült további kétezer, az első világháborúból származó tárgyat bemutatni, azaz megduplázni a korábbi számot.
Egy sor tárló mutatja be az első világháború hadviselő államai katonáinak egyenruháit, fegyverzetét és felszerelését. Külön teret kapott az olaszok ellen 1915–1918 között vívott hegyi háború. Érdekesség az a 7 cm-es M 1899 hegyi ágyú, amit az Ortler csúcsa közelében 3850 méter magasan állítottak fel. A kiállítás a közvetlen katonai vonatkozásokon túl foglalkozik a mindennapi élet egyes jelenségeivel is, így a nők helyzetével a háború idején, k.u.k. katonai igazságügy szerepével, a menekülés, üldöztetés, ínség és propaganda, a sebesültek ellátása, a vallás, a hadifogság, a rokkantság és halál témáival. A digitalizált fotók és filmek százai tekinthető meg monitorokon.
A kiállítás centrumában helyezték el az M.1916-os ostromtarackot, ami 38 cm-es kaliberű csövéből 750 kg-os gránátokat tudott kilőni több mint 15 km-es távolságra. Korabeli mintára kialakítottak a kiállítótéren belül egy állásrendszert, amiben bemutatják az 1916-os év felszerelését, technikai újításait, köztük az első osztrák acélsisakot, amit német mintára készítettek. Különösen figyelemre méltó az Albatros B.II iskola- és felderítő repülő, annak az 5200 gépnek az egyike, amit az osztrák haderő a háborúban bevetett. Mindezeken felül még a hadi sajtó és a háborús művészet is kapott kiállítóhelyet ebben a térben.

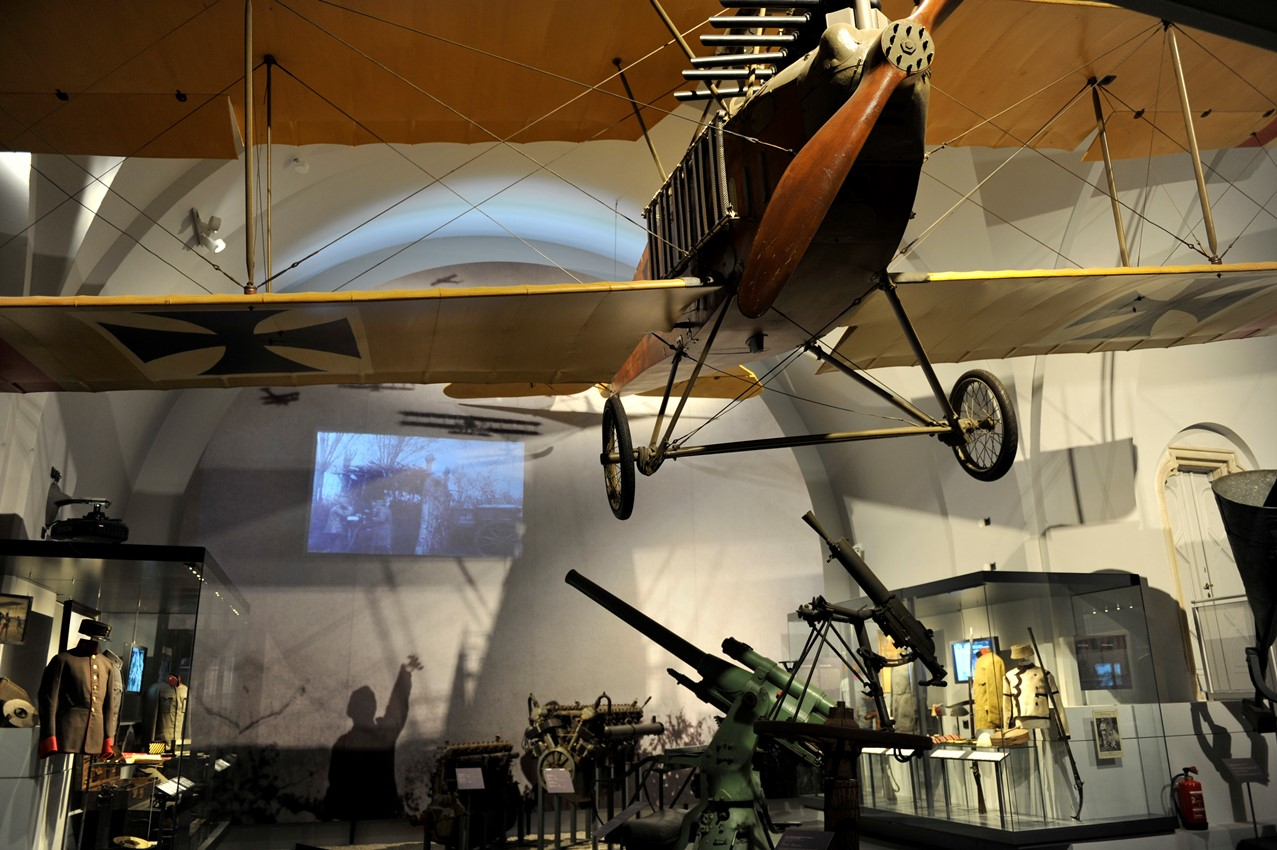
Légiháború alulról
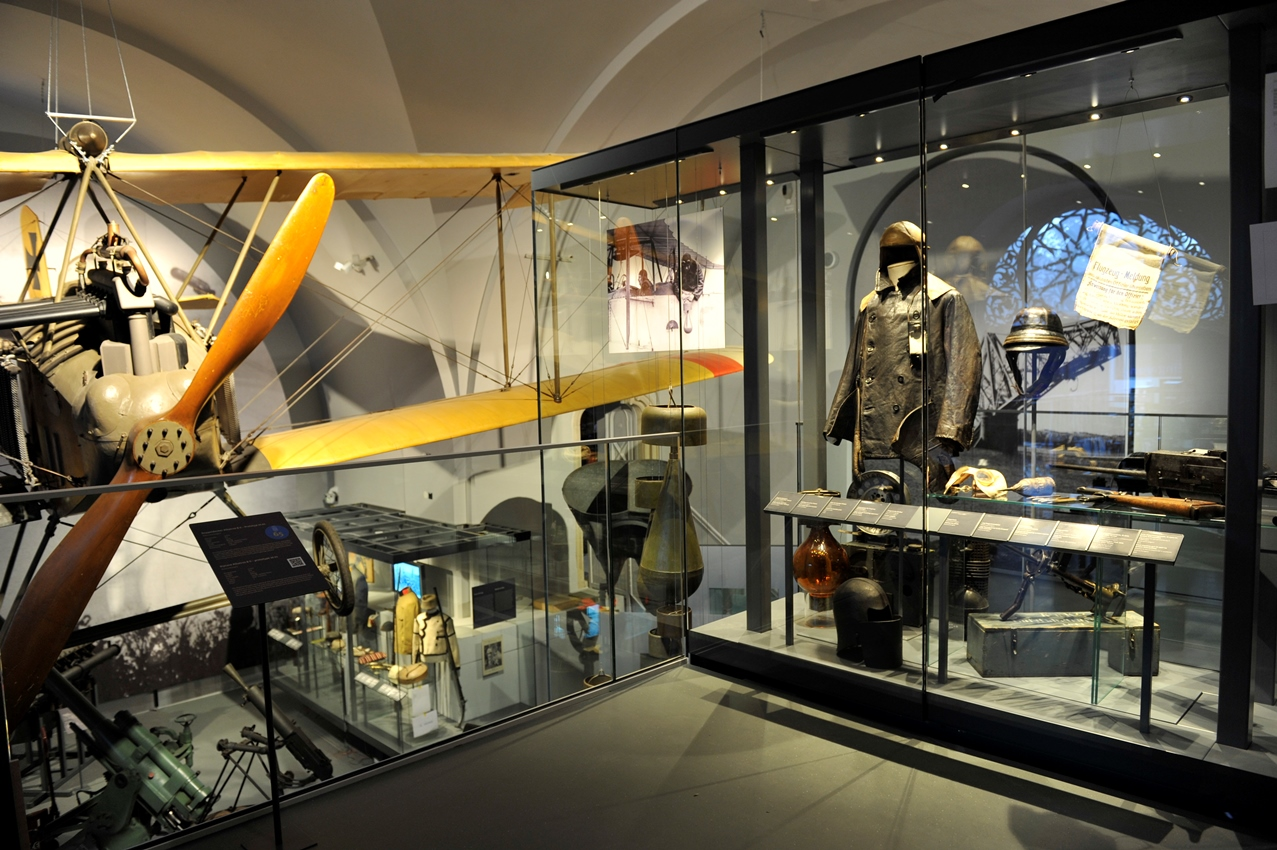
Légiháború felülről
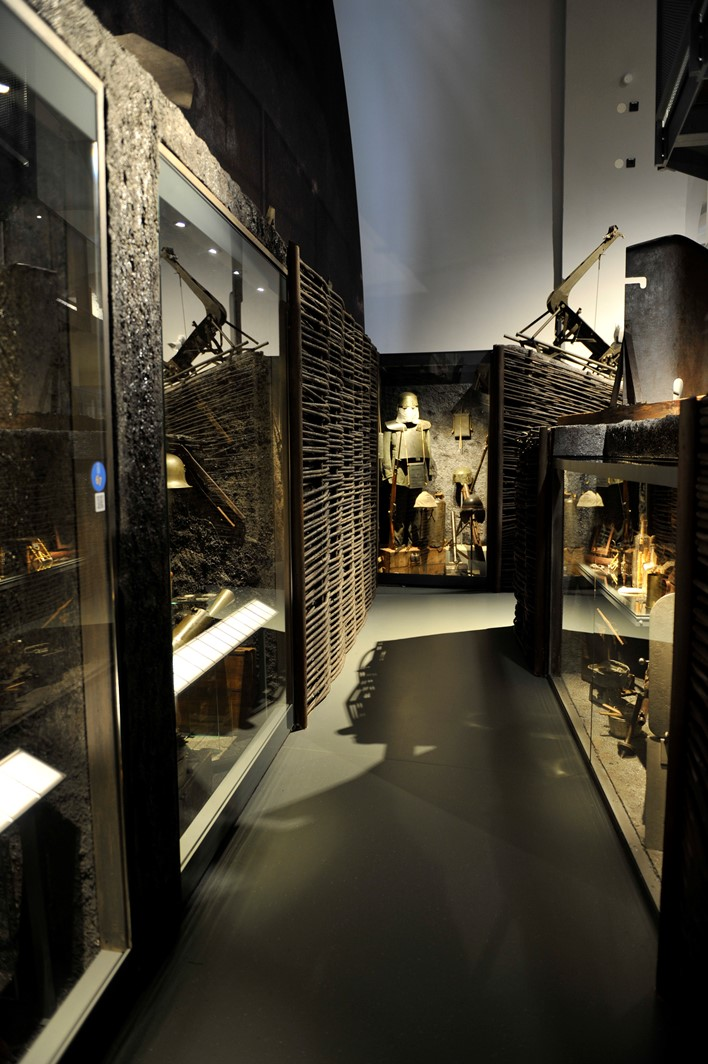
Futóárkok
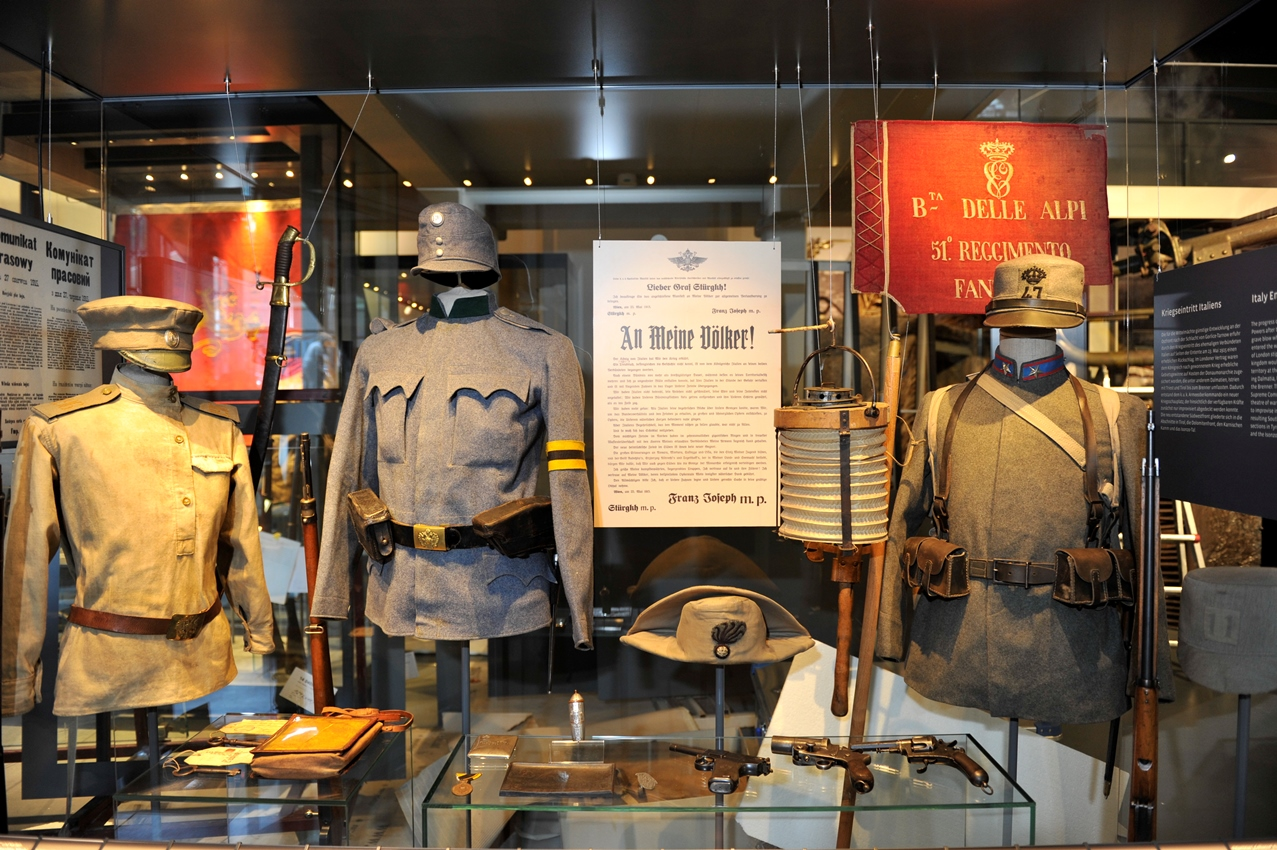
Olaszország hadbalépése, 1915
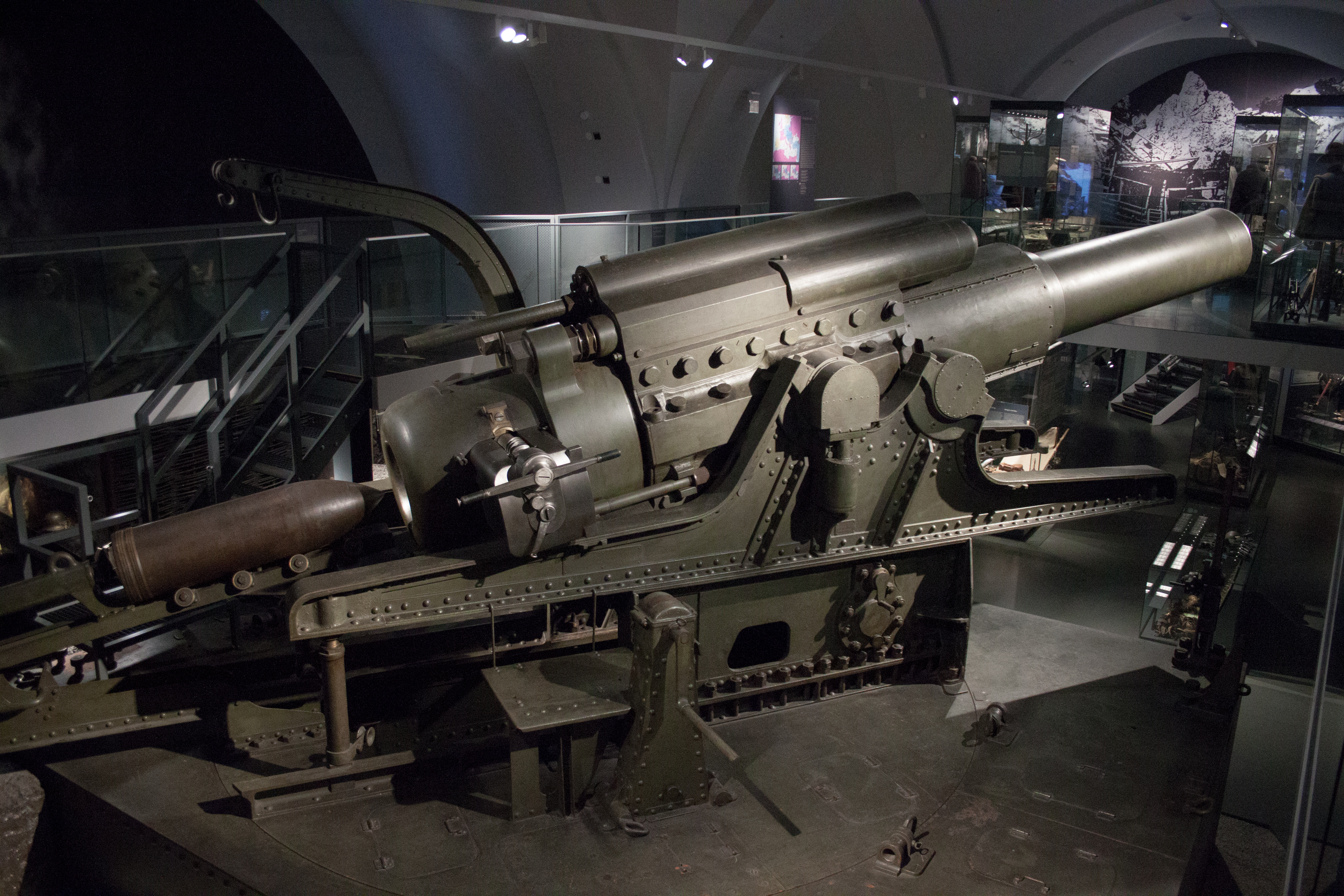
M.1916 ostromtarack

### VII. terem – Köztársaság és diktatúra (1918–1955)
Ez a terem az első osztrák köztársaság mozgalmas történetével és a második világháborúval foglalkozik. Bemutatja az 1927-es júliusi lázadás valamint az 1934. februári harcok fő eseményeit, például a schattendorfi merényletben használt puskát, amivel a nagynémet érzelmű merénylő két embert lelőtt egy szociáldemokrata gyűlésen, és egy M 1918-as tábori ágyút, amit az 1934-es bécsi harcokban a Republikanischer Schutzbund, az osztrák szociáldemokrata párt paramilitáris szervezete ellen bevetettek. Ez a kiállítási rész mutatja be az osztrák köztársasági fegyveres erők fejlődését az 1918-1920-as népfelkelői szervezettől a szövetségi hadsereg felállításáig. Megtekinthetők az Engelbert Dollfuß kancellár elleni merénylet körülményei, valamint az Anschluss eseményei és az osztrák haderő betagozódása a Harmadik Birodalom hadseregébe, a Wehrmachtba. A kiállítás foglalkozik a nácizmus elleni ausztriai ellenállással is.
A második világháborús német egyenruhák, a hadsereg, a haditengerészet és a légierő uniformisai mellett bemutatja a kiállítás az ellenfelek felszerelését is. Különösen sok érdekes technikai eszköz látható itt, mint az álcázó színekre festett BMW R 12 motorkerékpár, egy 8,8-cm-es légvédelmi ágyú, az Sd.Kfz. 2 típusú lánctalpas motorkerékpár, a VW Typ 82 típusú Kübelwagen („csille”) elnevezésű katonai terepjáró személygépkocsi, az Fi 156 futárrepülőgép, a Goliath automata robbantó páncélos, a V–2 hajtóművének darabjai, a Raupenschlepper Ost páncélos vontató, valamint a részben a magyar határon kiépített Südostwall bunkereinek részletei. 2012-ben helyezték el a kiállításon a Borgward IV nehéz automata robbantó páncélos egy példányát, ami az egykori bécsi déli pályaudvar bontási munkálatai során került a felszínre. További fontos téma az 1945. áprilisi bécsi csata, amivel kapcsolatban láthatók a háború legvégén a csapatokhoz került modern német fegyverek és felszerelések, mint a Raketenpanzerbüchse 54 kézi páncéltörő rakéta, a Sturmgewehr 44 gépkarabély.
A kiállításon kitér a sztálingrádi csata, az Ausztria feletti légi háború, a polgári lakosság megpróbáltatásai, a totális háború, a nácizmussal szembeni ellenállás, a holokauszt témáira is. A kiállítás foglalkozik a háború utáni szövetséges megszállás időszakával is.

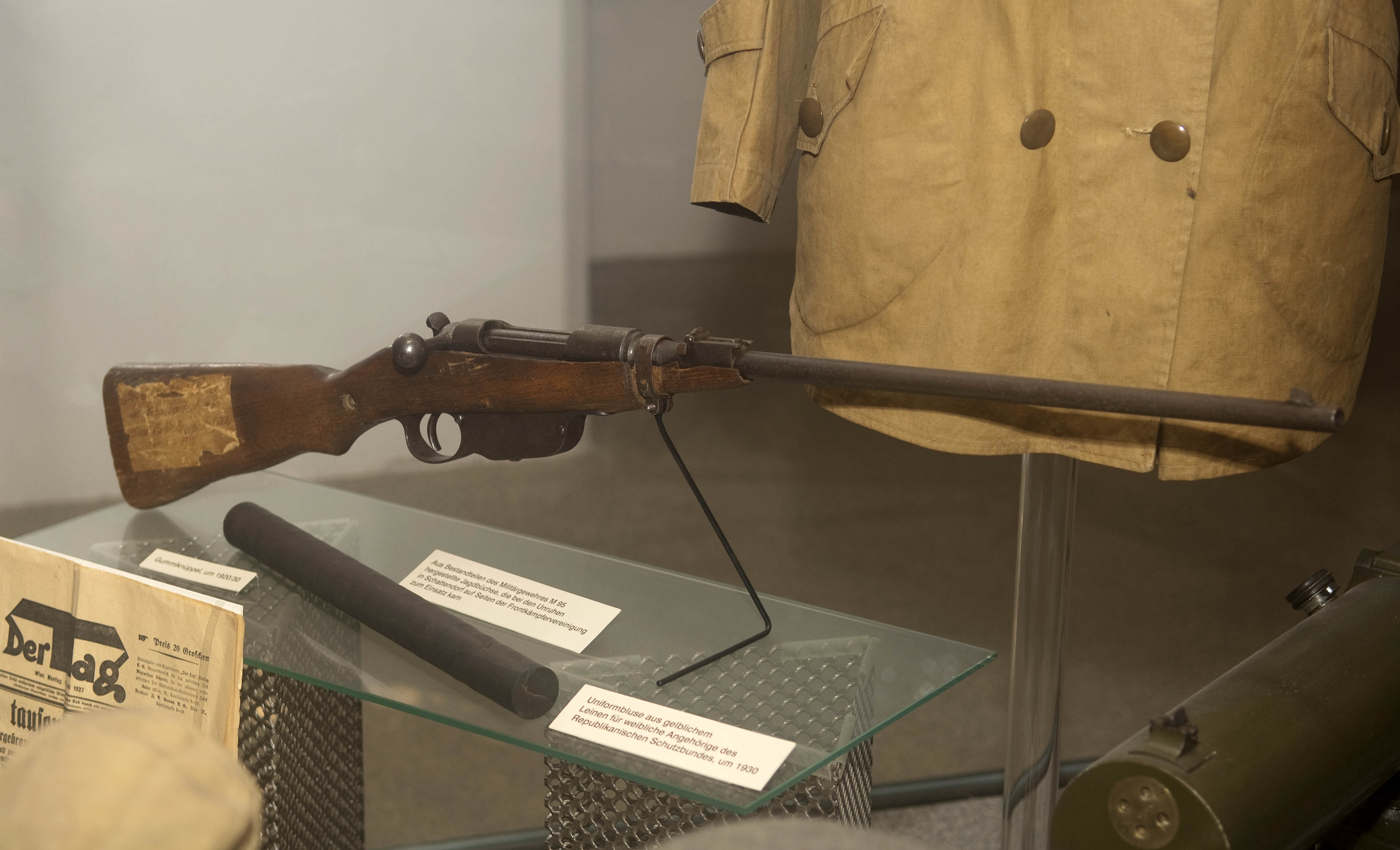
A schattendorfi merénylet fegyvere
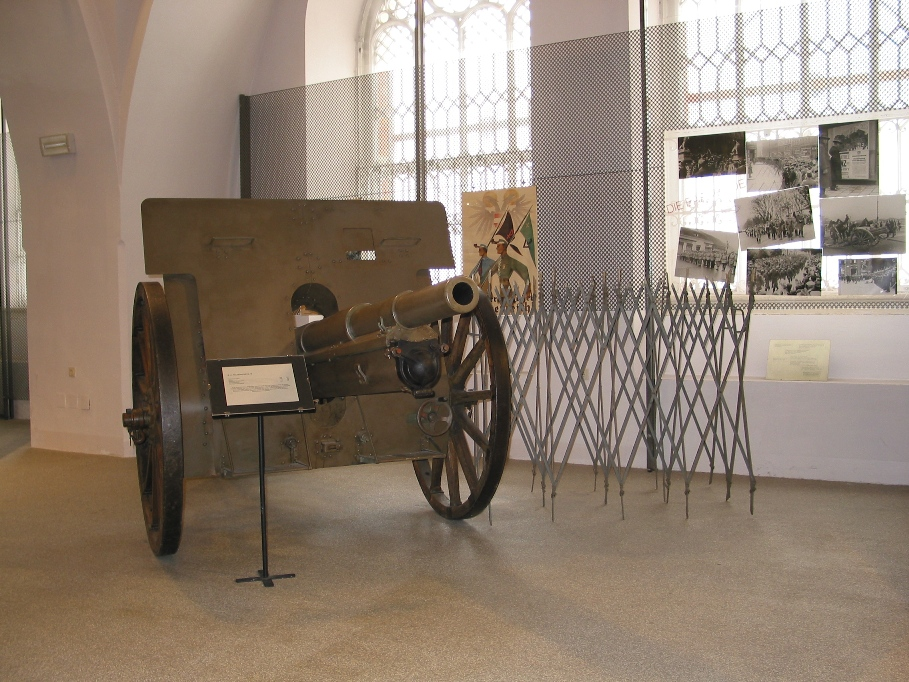
M1918 tábori ágyú
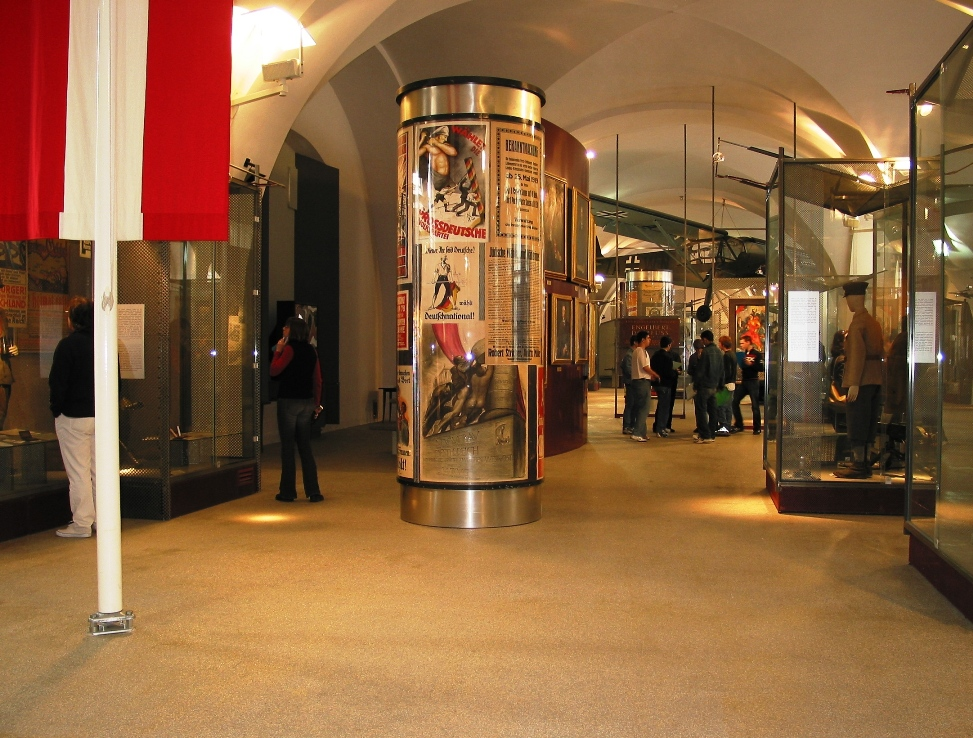
A két világháború közötti időszak
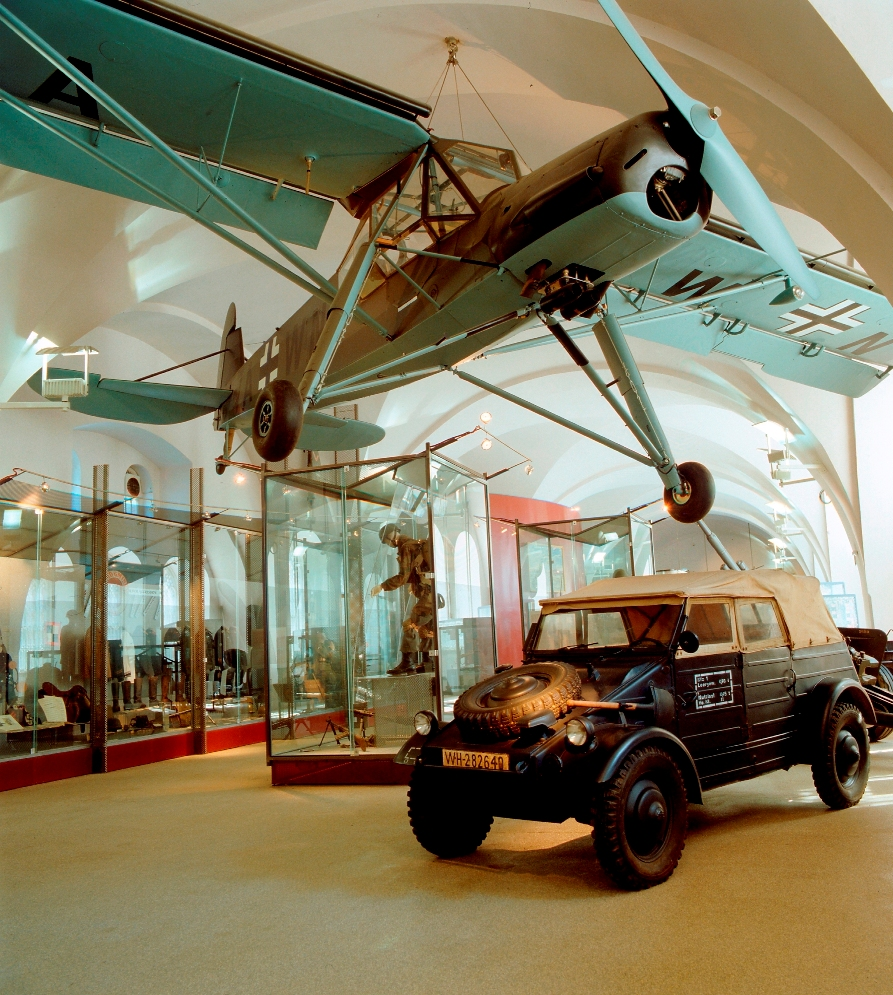
Köztársaság és diktatúra
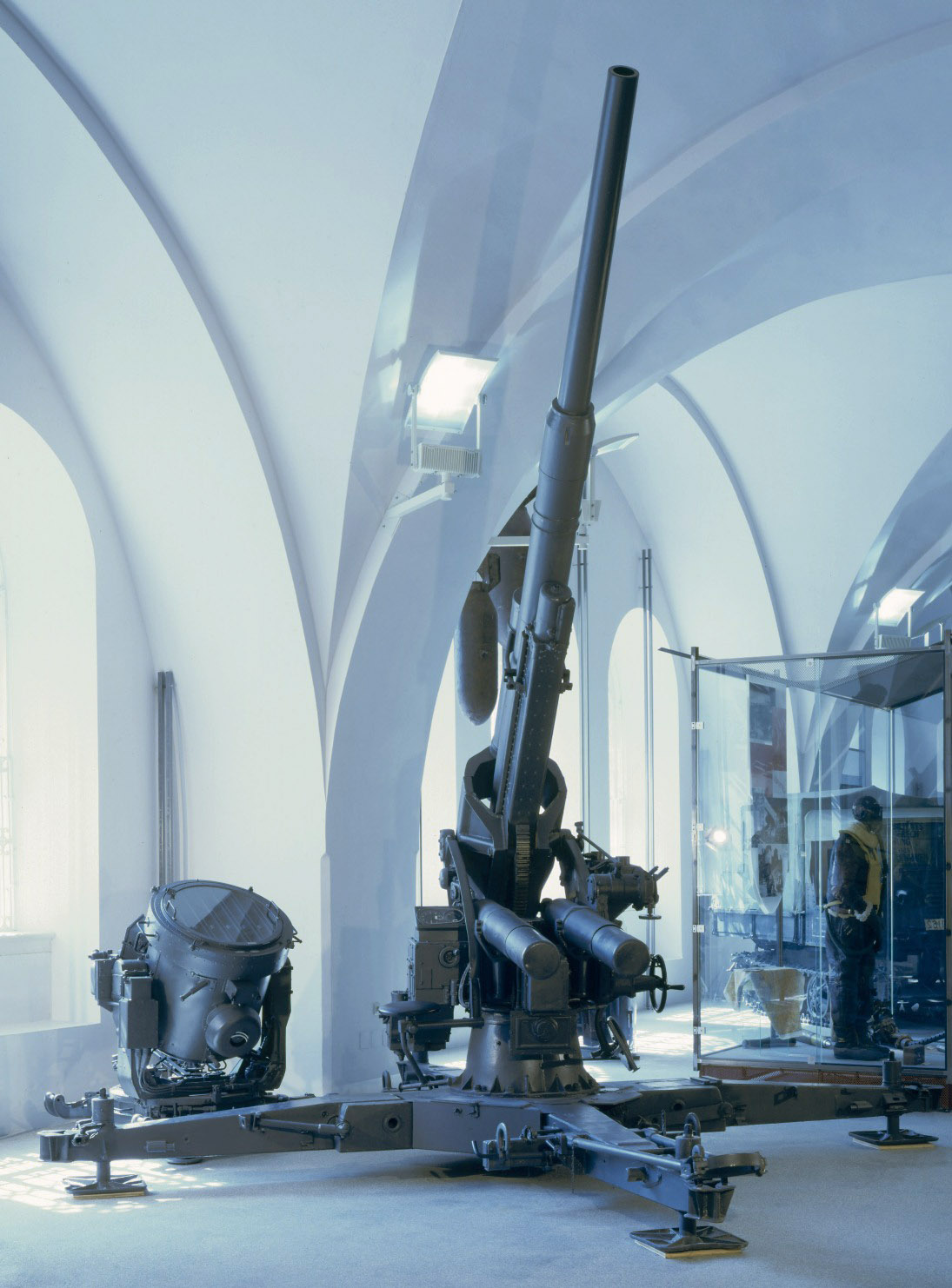
8,8-cm-es légelhárító ágyú

### VIII. terem – Az osztrák haditengerészet
A haditengerészeti kiállítás felöleli az osztrák vízi haderők egész történetét az első dunai flottilláktól a Császári és Királyi Haditengerészet 1918-as végéig. Számos hajómodell, valamint történelmi hajók orrdíszei tekinthetők itt meg. Nagyszabású olajfestmények örökítik meg az osztrák haditengerészet nagy csatáit, mint a lissai csata egyes jeleneteit. Láthatók a legendás admirális, Wilhelm von Tegetthoff személyes tárgyai és a zászlóshajójának, az SMS Erzherzog Ferdinand Max makettje is.

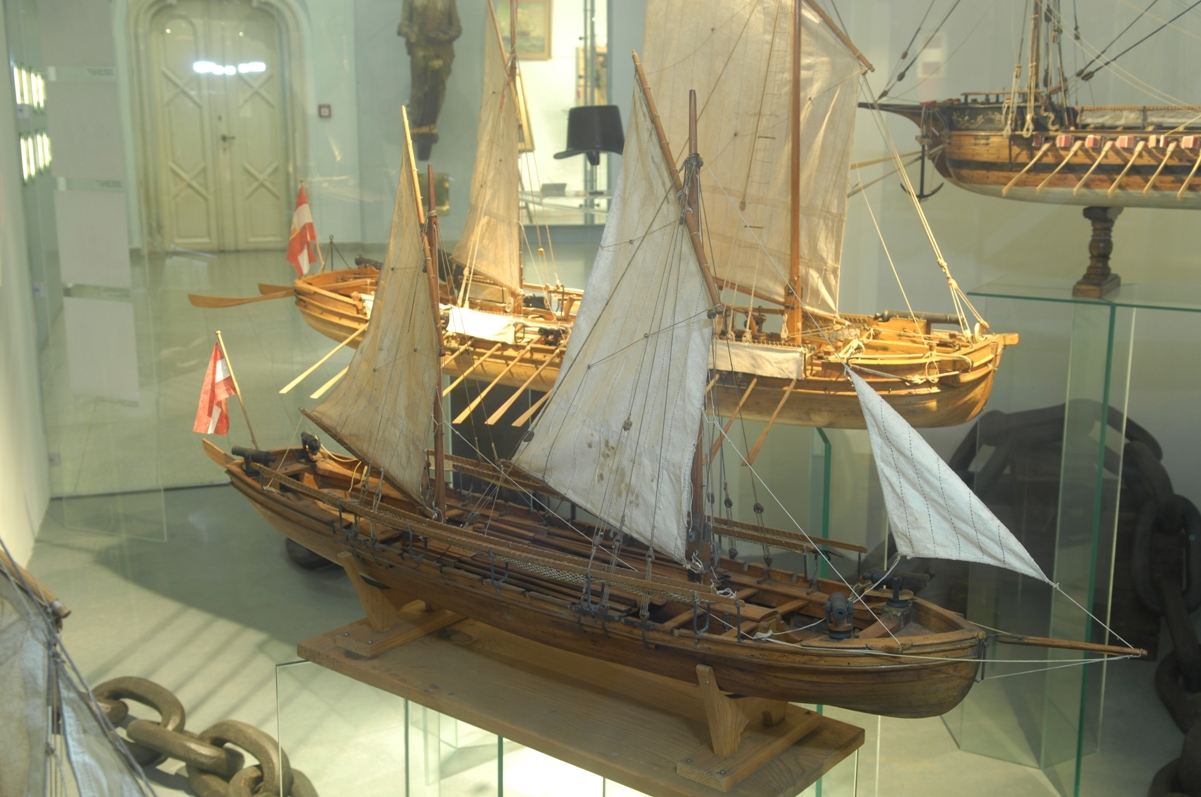
Dunai sajkák modelljei
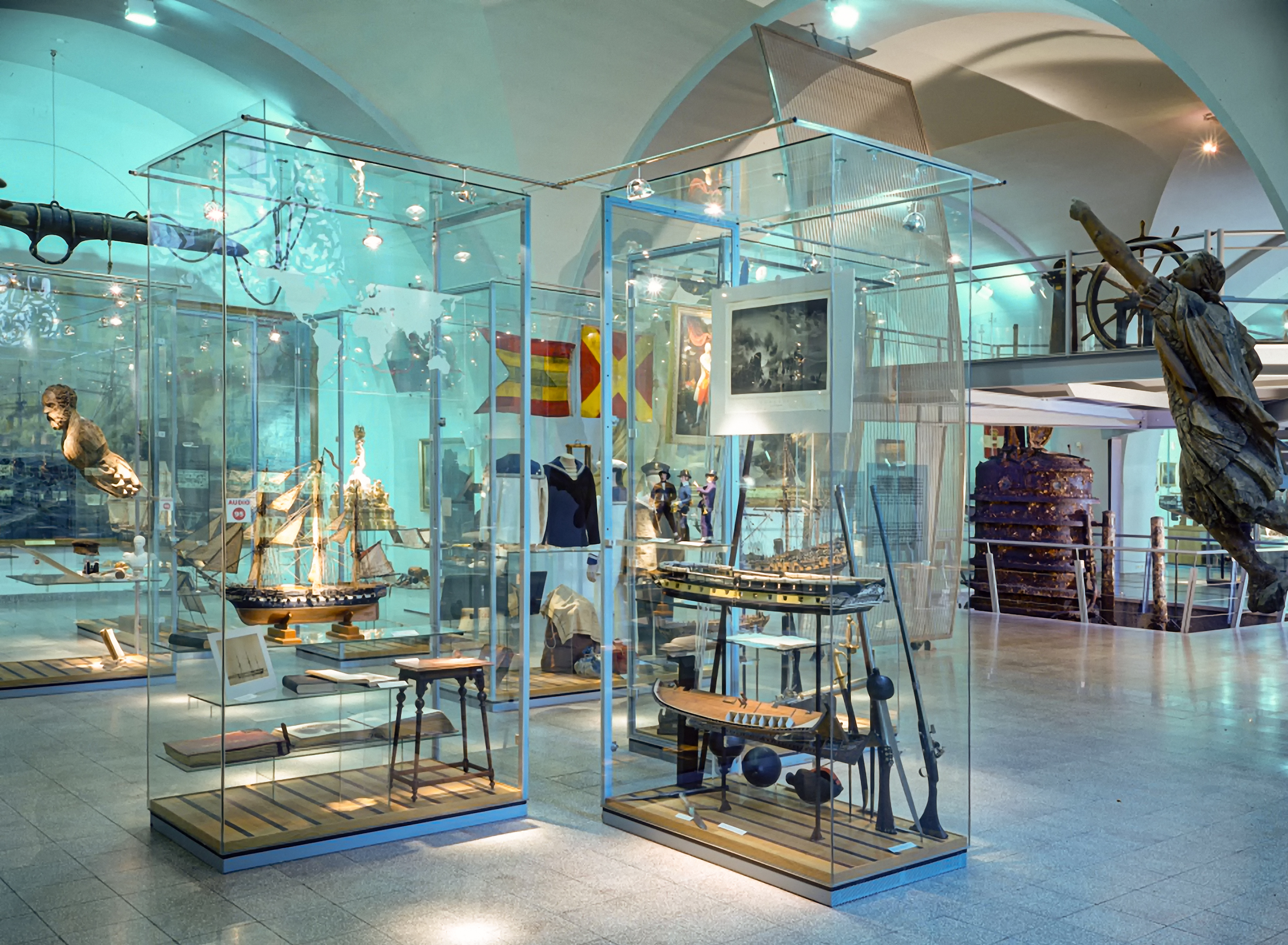
A haditengerészet terme
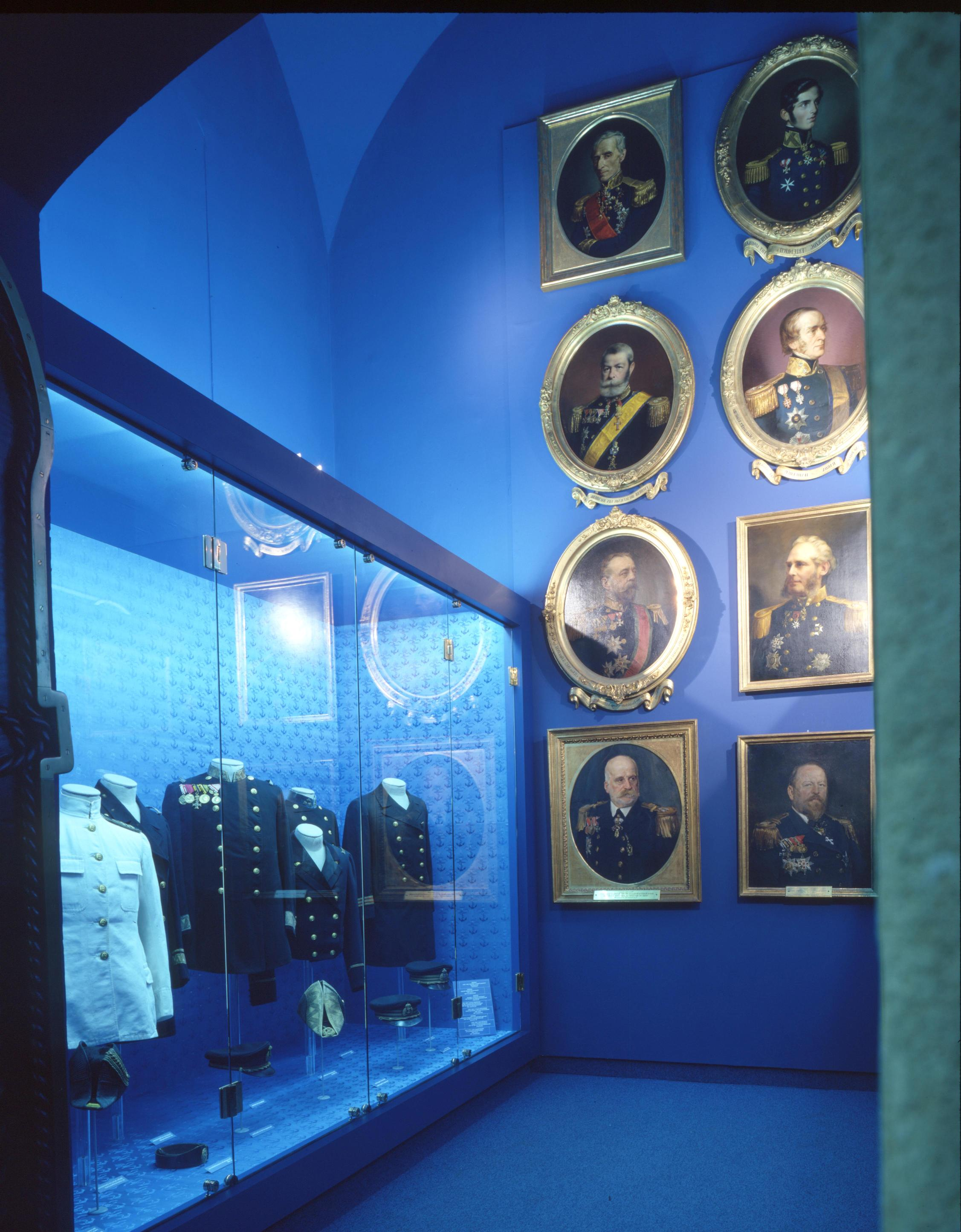
A kék szoba
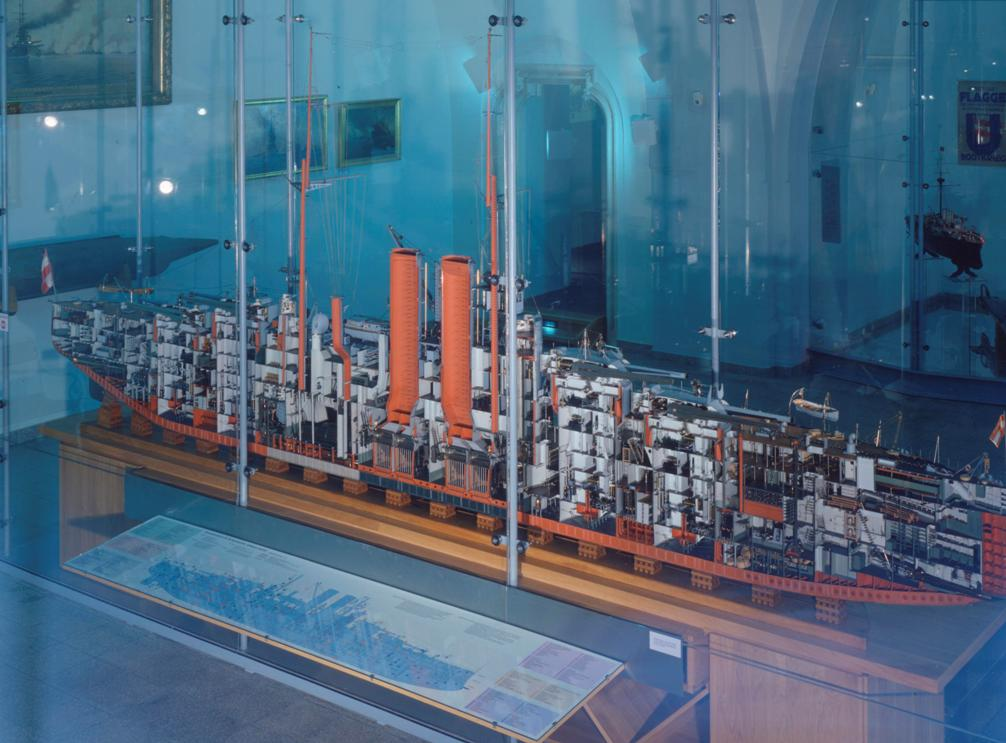
A SMS Viribus Unitis modellje
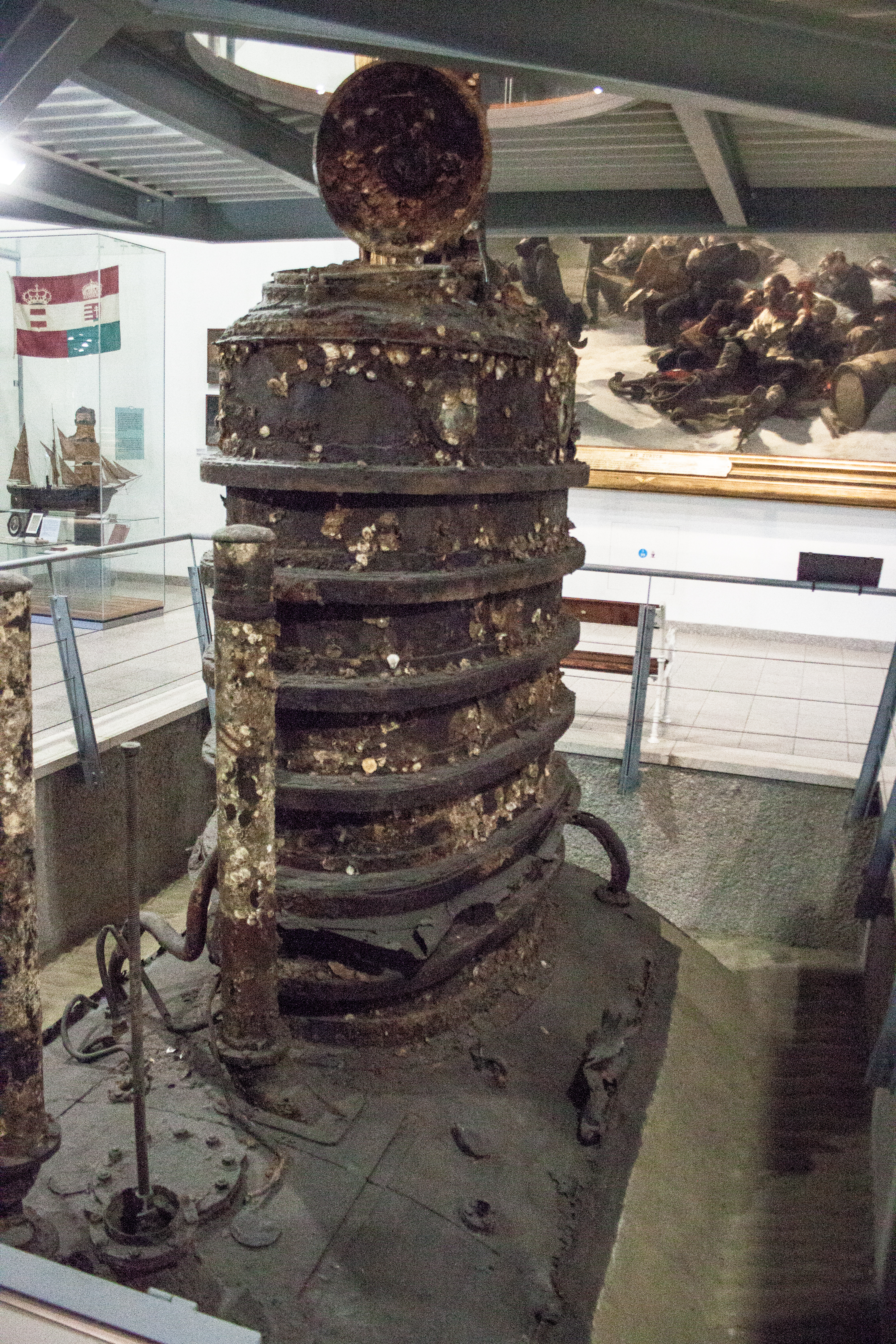
Az U-20-as tengeralattjáró tornya

Az osztrák haditengerészet kiemelkedő tudományos eredménye volt a Novara-expedíció (1857–1859) világ körüli útja és a osztrák–magyar északi-sarki expedíció (1872–1874). A teremben láthatók még az 1900-as kínai bokszerlázadás fényképei, az ott zsákmányolt tárgyak, a nemzetközi flottaegység bevetése Kréta szigeténél 1897–98-ban, az első világháború haditengerészeti vonatkozásai. Különösen érdekes a K.u.K. haditengerészet zászlóshajójának, a SMS Viribus Unitisnak az 1:25-ös méretarányú, hat méteres, részleteiben is hiteles metszet-modellje, amit a trieszti Stabilimento Tecnico Triestino hajógyár nyolc szakembere készített 1913 és 1917 között. Még a tiszti ebédlőt díszítő festményeket is olajfestékkel, vásznon rekonstruálja a modell.
Az első k.u.k. haditengerészeti repülő, Gottfried von Banfield emlékei mellett képet ad a kiállítás az osztrák tengeralattjáró-flotta első világháborús történetéről is. Itt látható az 1918-ban a Tagliamento torkolatánál elsüllyedt U–20-as tengeralattjáró tornya is, amit 1962-ben emeltek ki a tengerből. Azoknak a dunai monitoroknak a modelljei, amiket 1918. december 31-én a szerb-horvát-szlovén államnak kellett átadni, logikus befejezését jelentik a kiállításnak.

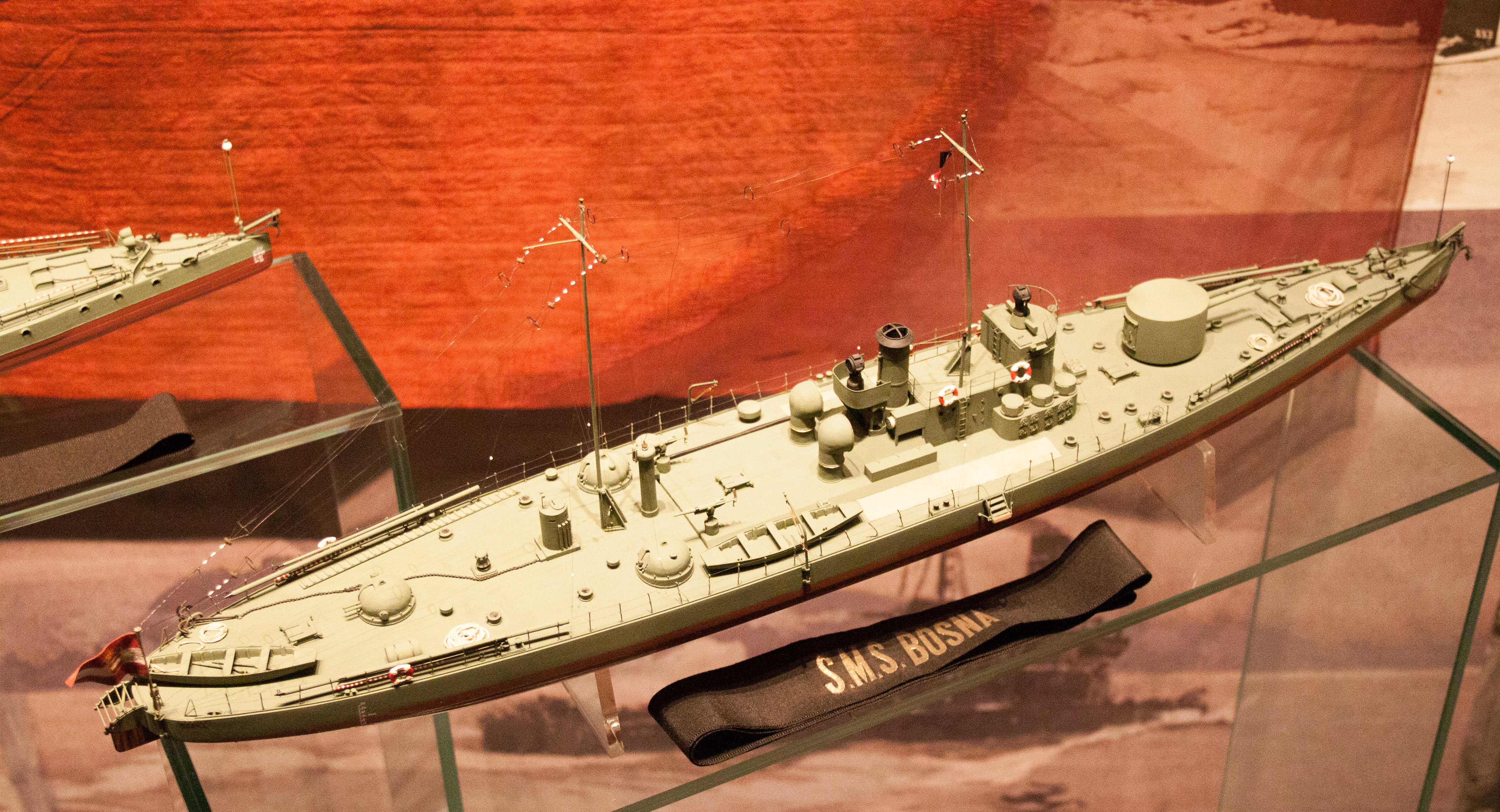
A Bosznia dunai monitor modellje
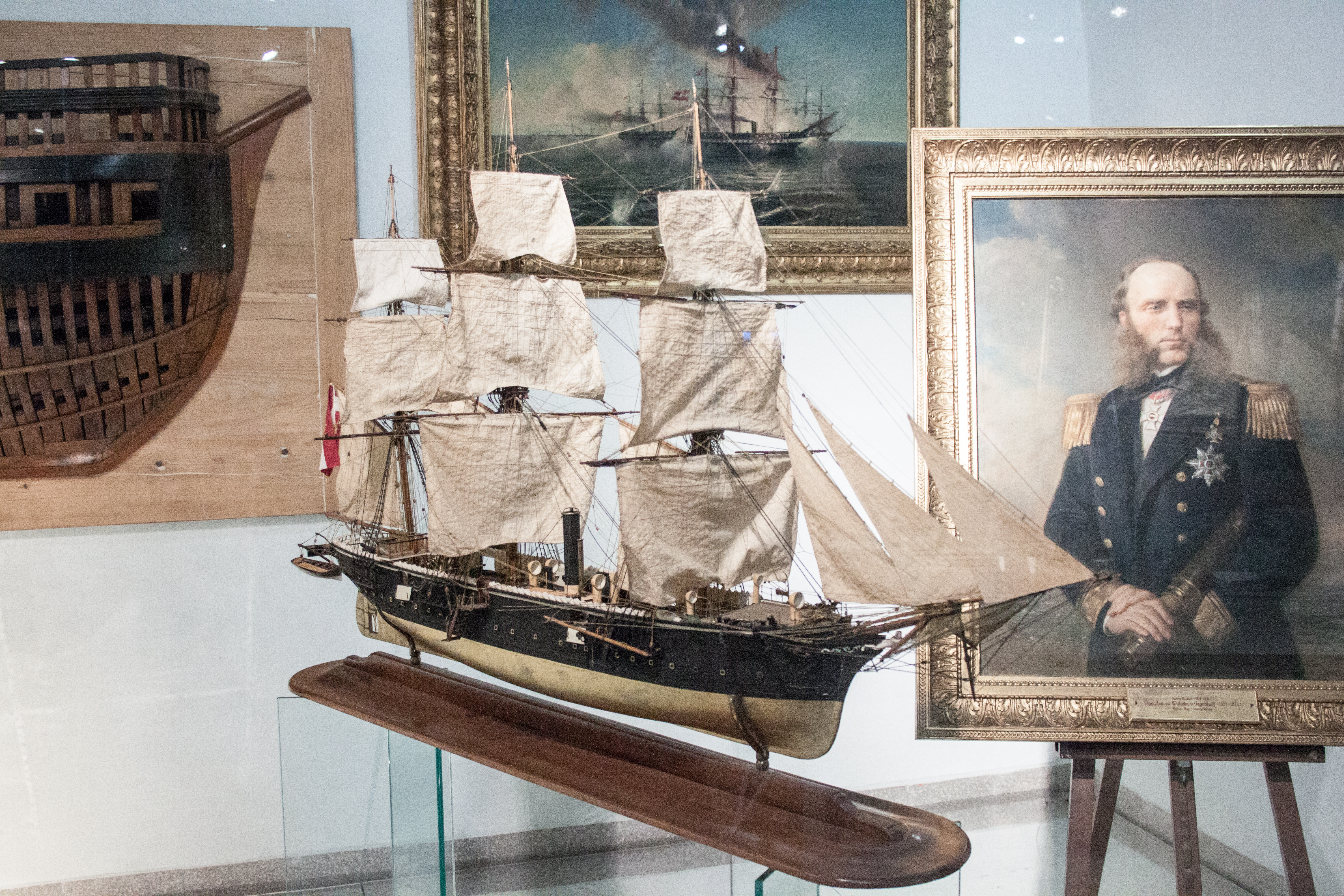
Hajómodell, Tegetthoff admirális portréja
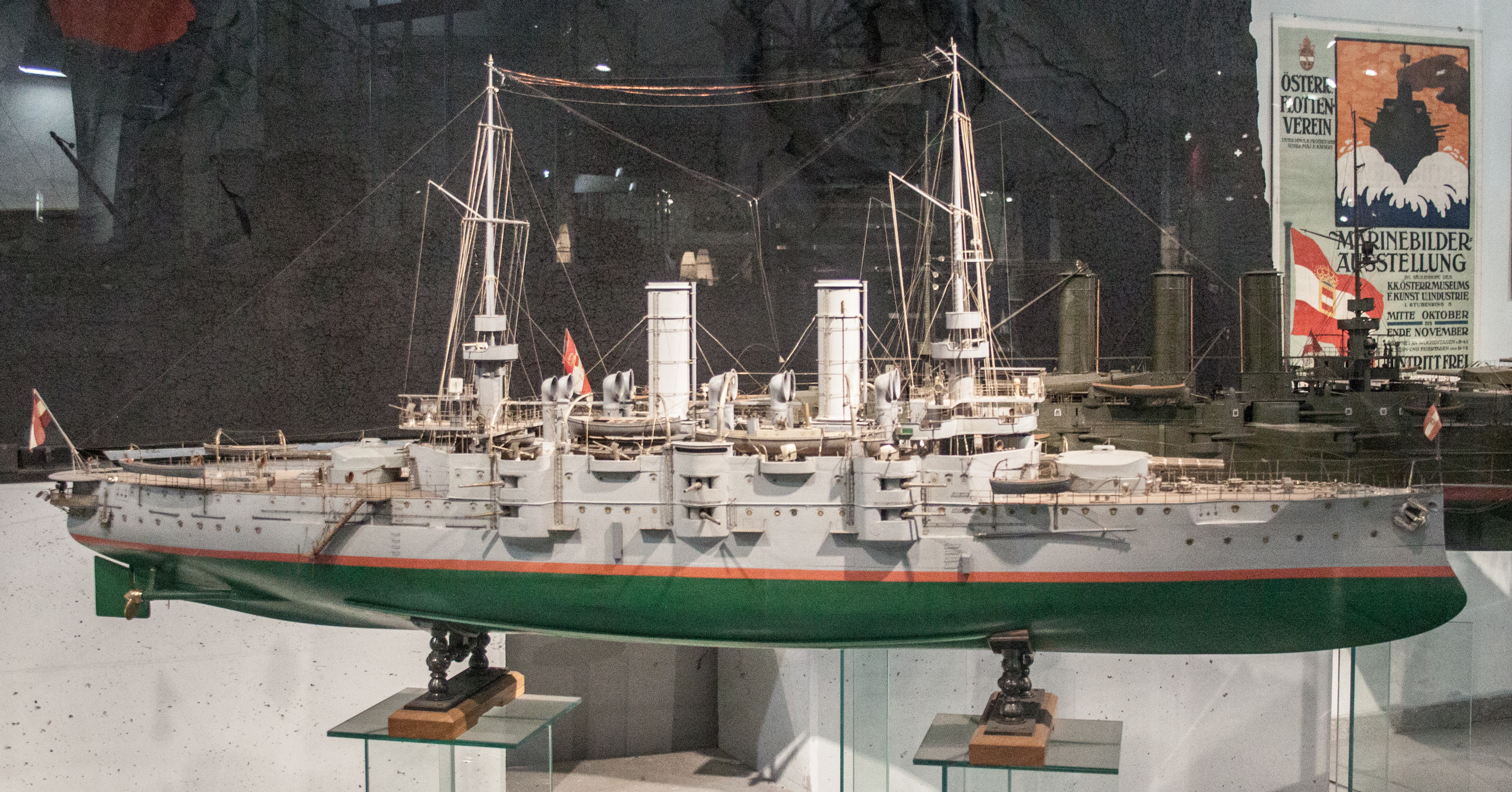
Az Árpád csatahajó modellje
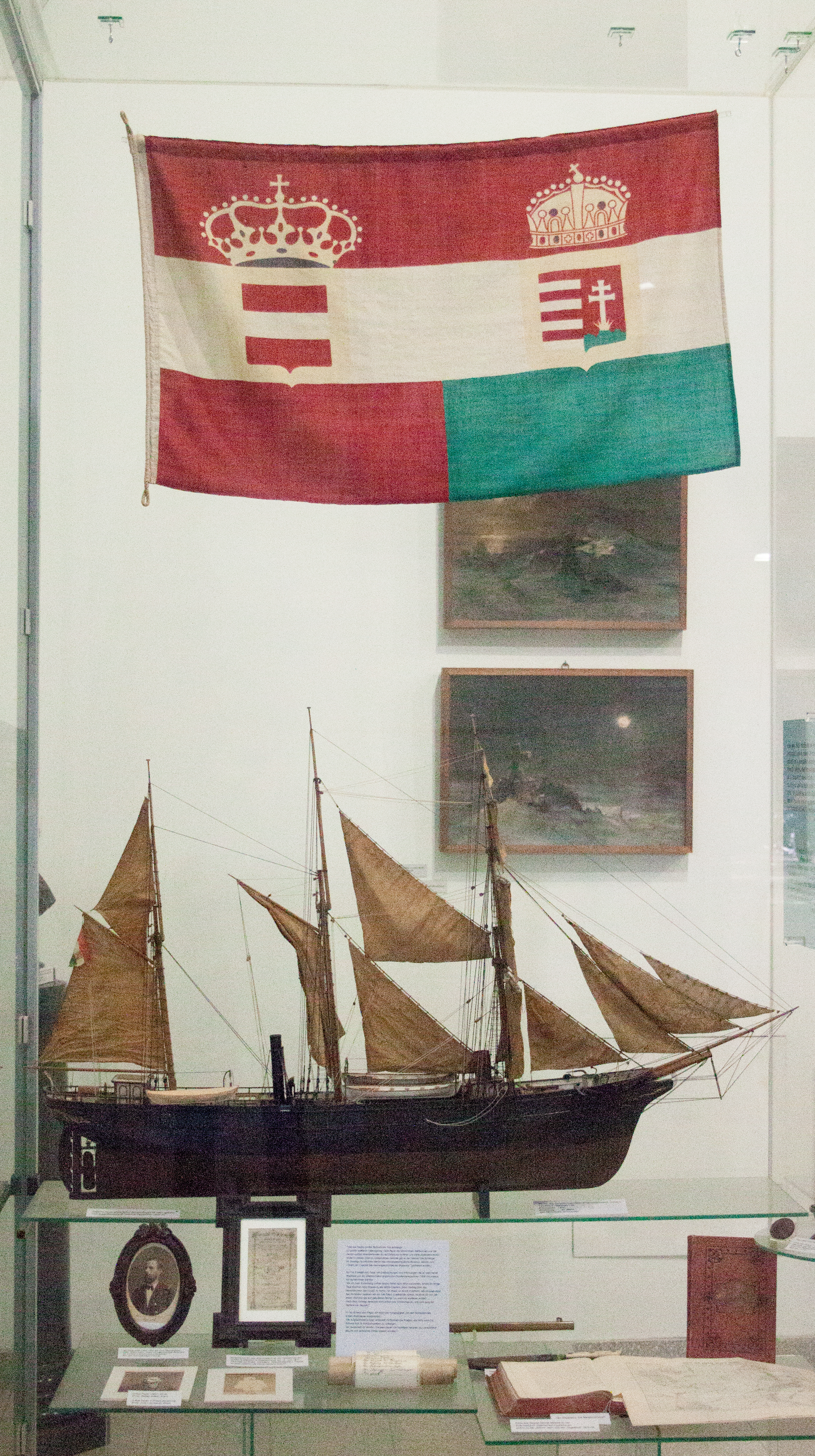
Az osztrák–magyar északi-sarki expedíció tárlója

### Harckocsik, repülőgépek
A múzeum épülete mögötti területen a közönség számára március és október között látogatható a harckocsik kiállítása. Itt tekinthetők meg az Osztrák Szövetségi Hadsereg páncélozott harceszközei 1955-től a 21. századig. Az első osztrák harckocsizó egységek a szövetséges megszálló hatalmak fegyverzetéből kaptak, ilyenek voltak az amerikai M8 Greyhound, a félig lánctalpas M3 páncélos vagy az M24 Chaffee könnyű harckocsi.
A szovjet páncélosokat a legfontosabb típusok képviselik, így a T–34 és a SZU–100 rohamlöveg, mely utóbbi eredetileg a Schwarzenbergplatzon álló bécsi szovjet hősi emlékműnél volt felállítva. Számos osztrák gyártású páncélos is látható a kiállításon, így a Saurer 4K4FA, az SK-105 Kürassier, utóbbit az új A1-es változat képviseli. Ezek ma is rendszeresítve vannak az osztrák hadseregben, csakúgy, mint az M109, amelyik szintén megtekinthető itt. A gyűjtemény legnagyobb, legnehezebb harckocsija egy M60-as, ami sok éven szolgált a szövetségi hadseregben.
A múzeumépület mellett, szintén a szabad téren tekinthető meg két, az osztrák légierőnél szolgált repülőgép is, a Saab 29 Tunnan, és a J 35 Draken.

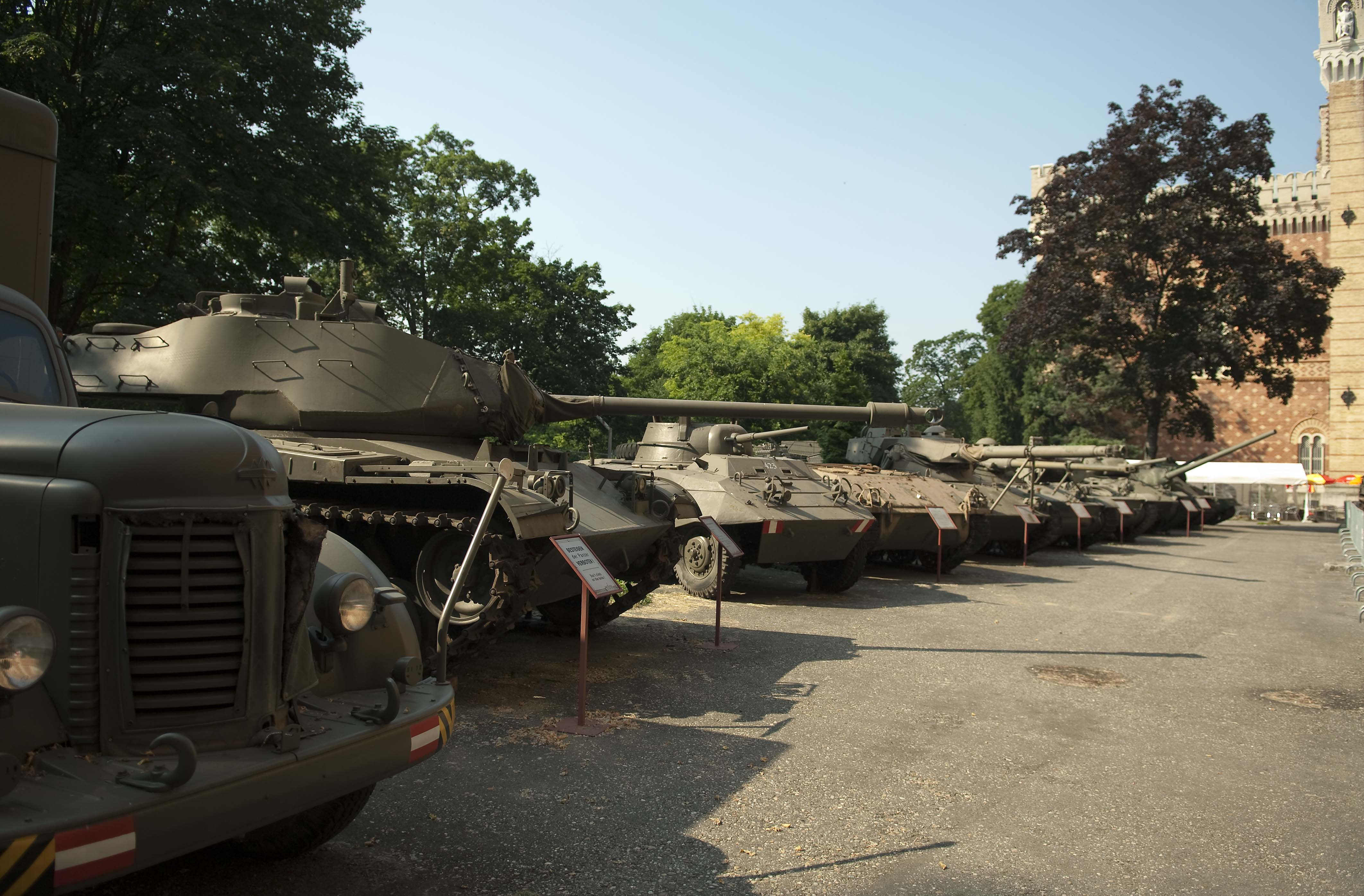
Páncélosok sora
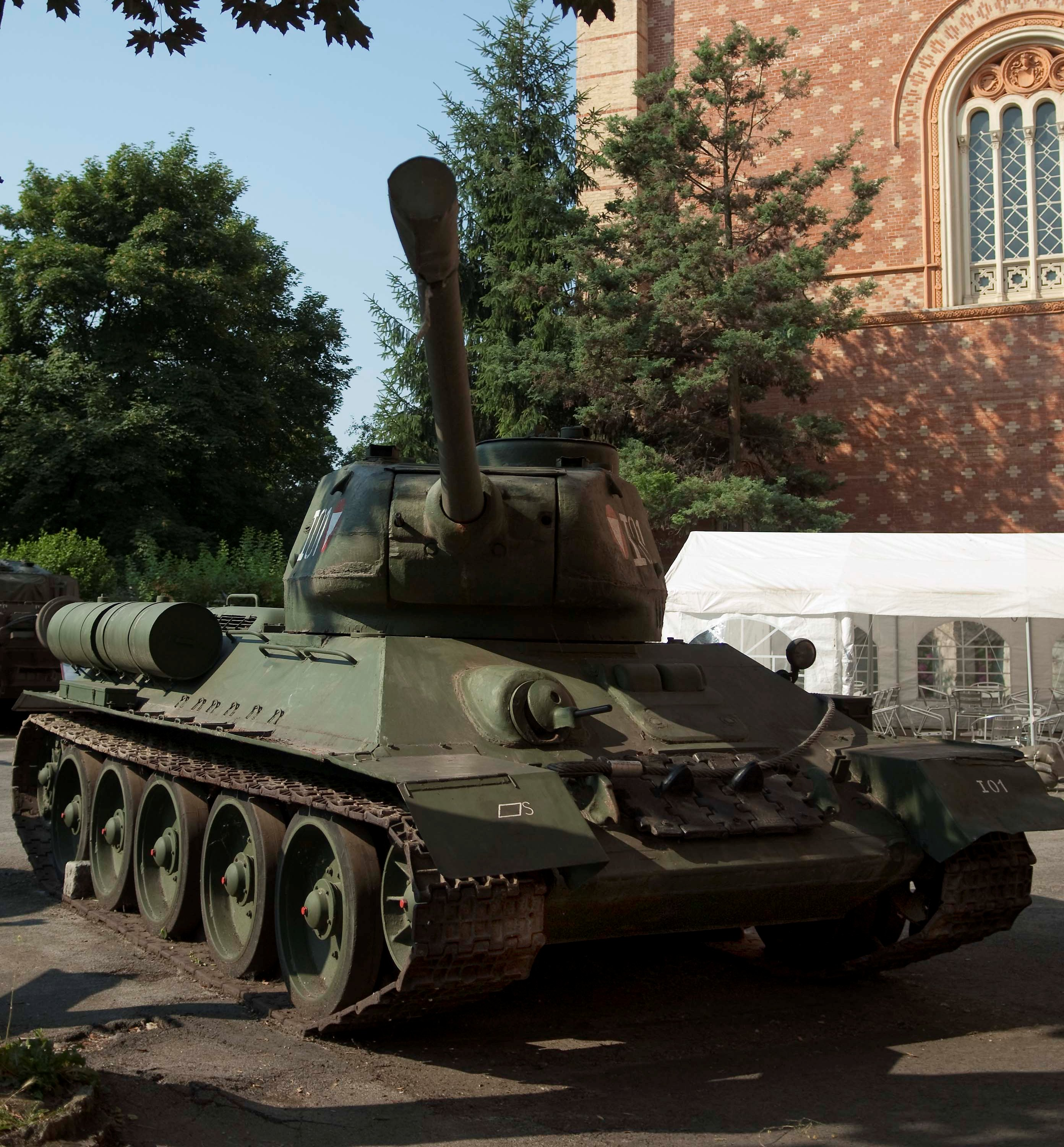
Szovjet T–34-es
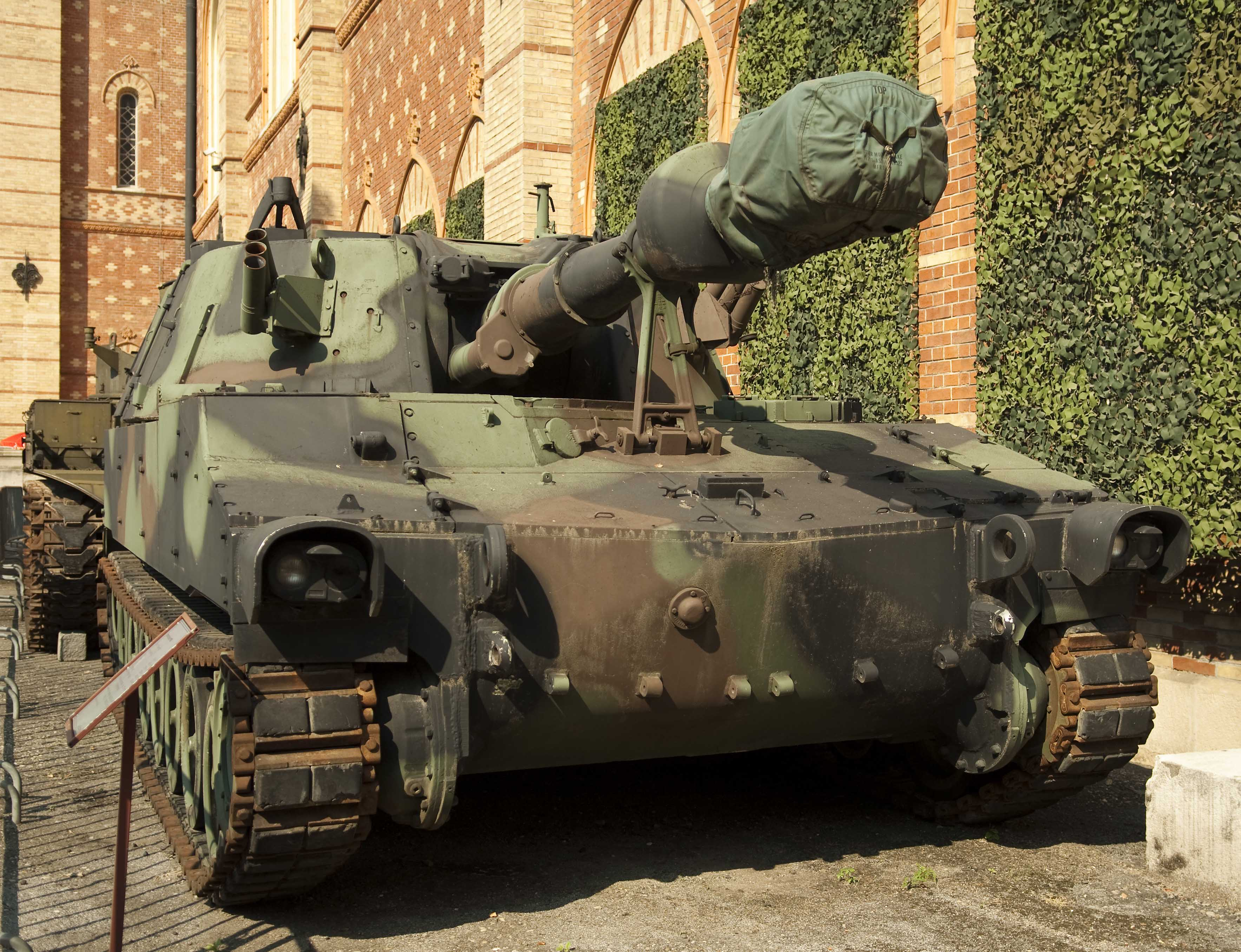
M109 önjáró tarack
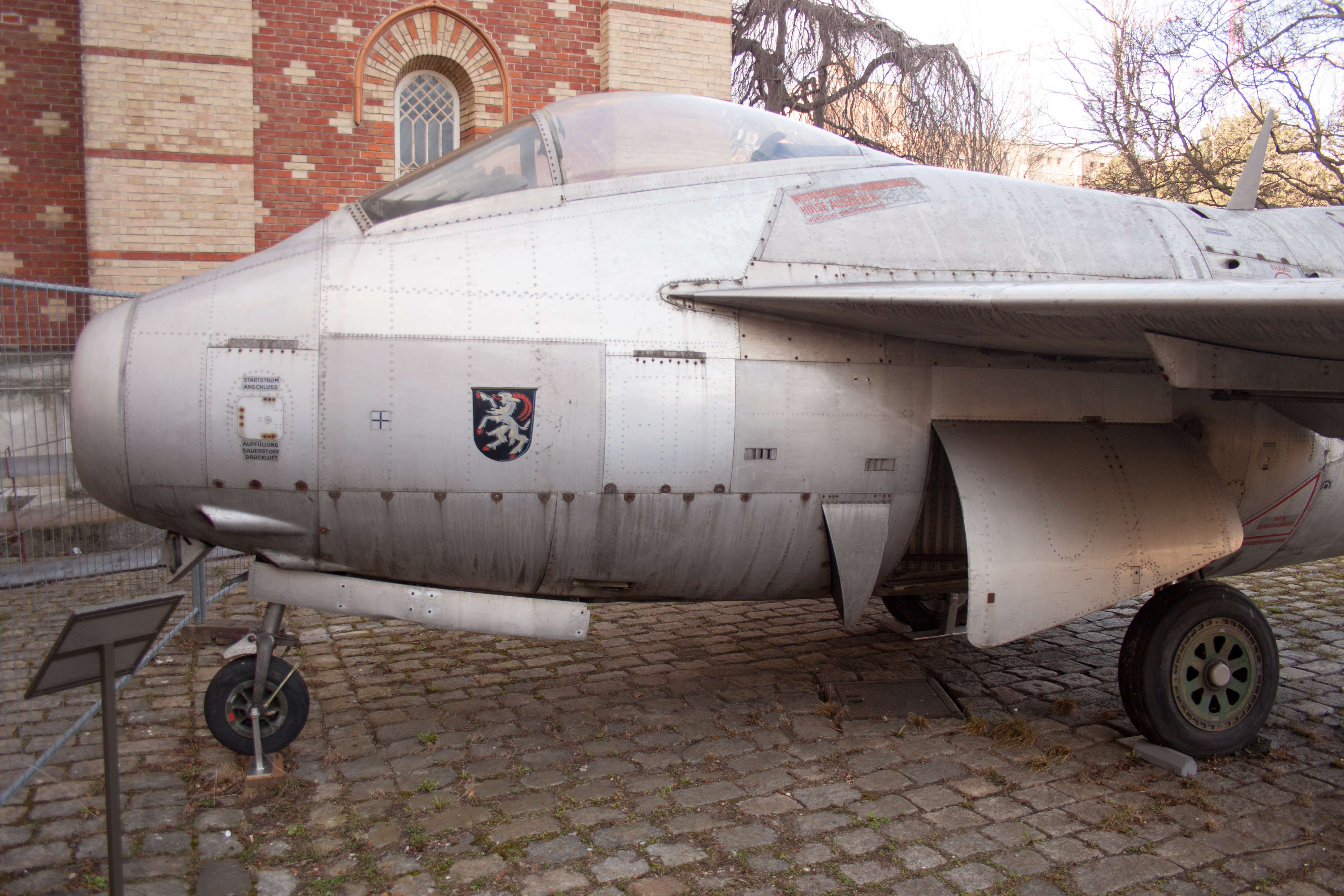
Saab 29 Tunnan

### Tüzérség
A múzeum összesen mintegy 550 darab csöves tüzérségi eszközt őriz, és ezzel a világ legjelentősebb ágyú-gyűjteményei közé tartozik. Az állomány legnagyobb része a régi császári fegyvertárból származik. A készlet korábban még ennek a kiemelkedő mennyiségnek is csaknem a kétszerese volt, de a második világháborús fémhiány idején sok történelmileg értékes ágyút is beolvasztottak.
Az ágyúk, mozsarak, tarackok nagy része, történelmi szerepüknek megfelelően, a múzeum különböző termeiben van elhelyezve, de legnagyobb számban külön épületekben (az Arsenal 2. és 17. számú objektumában, az Arsenal korábbi parancsnoki épületeiben) láthatók. Az állomány további része a múzeum falánál, a szabad ég alatt áll. A 2. objektum kiállítása a 18. századig követi a tüzérség fejlődését. Ennek egy oldaltermében láthatók a gyűjtemény történelmileg legértékesebb tárgyai, a középkori kovácsoltvas lövegek. Közöttük van a világhírű, 88 cm-es kaliberű „Pumhart von Steyr“, ami a korai 15. században 690 kilogrammos kőgolyókat volt képes kilőni. A 17. objektumban főleg külföldi eredetű ágyúk láthatók, a Velencei Köztársaság meg az Oszmán Birodalom fegyverei. A korabeli francia tüzérséget főleg a napóleoni háborúkban zsákmányolt lövegek képviselik. Az oldalsó termekben osztrák fegyverek is láthatók, köztük az első hátultöltős ágyúk.
A tüzérségi csarnokok falait nagyrészt neves 20. századi osztrák művészek freskói díszítik.

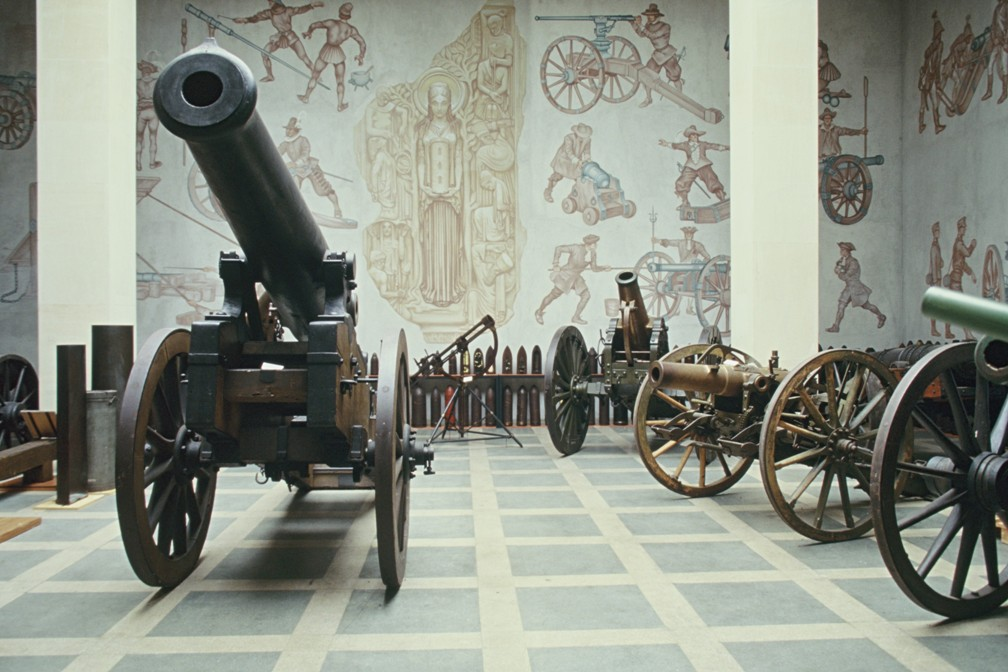
A tüzérségi csarnok
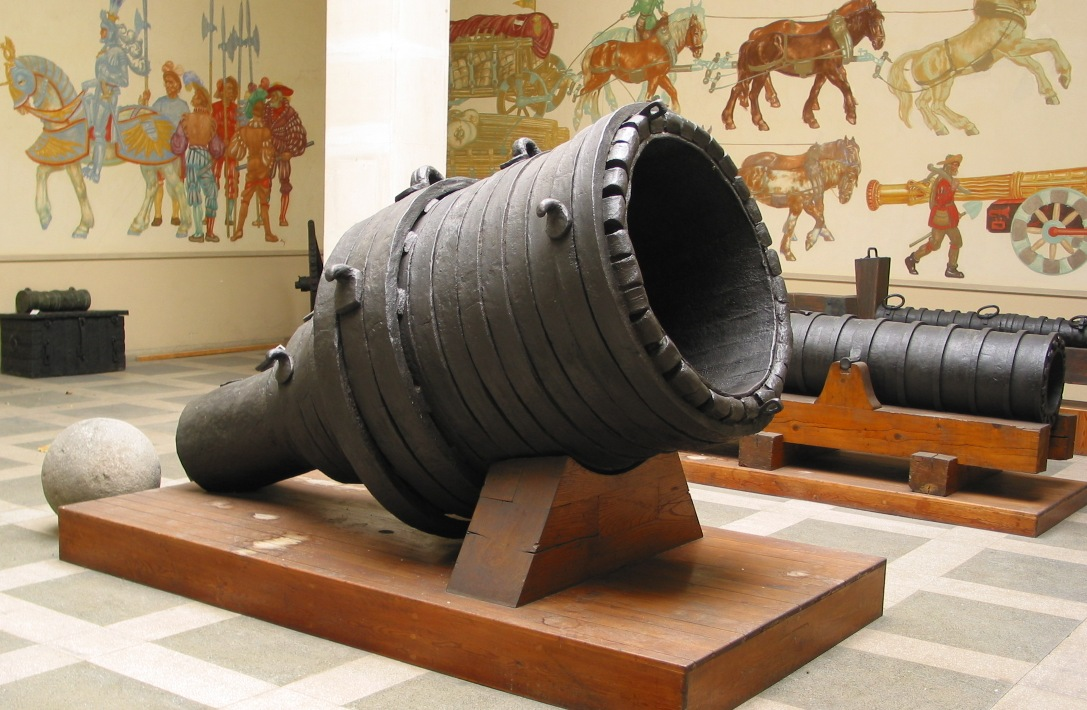
Pumhart von Steyr
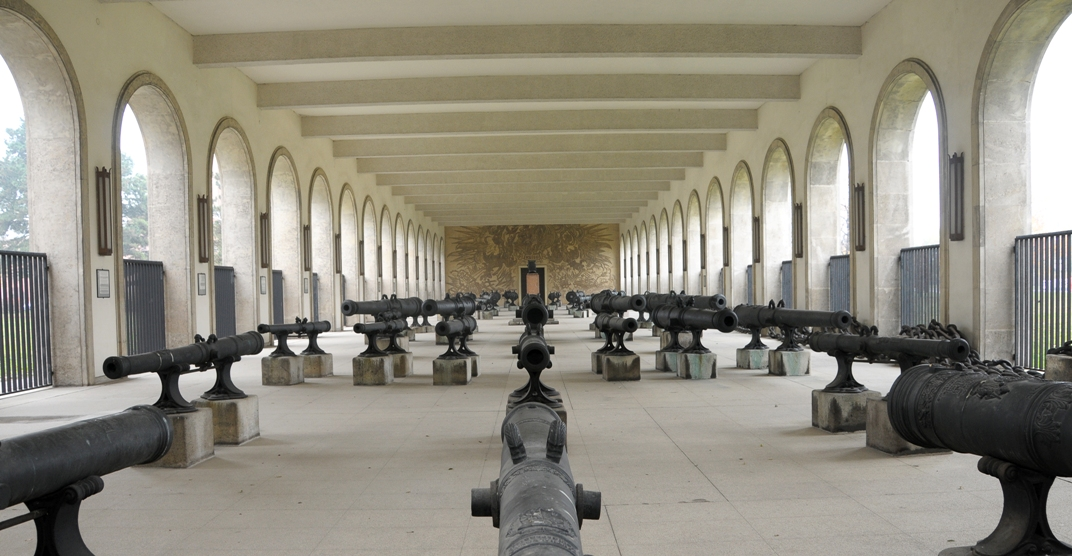
A 2. objektum terme
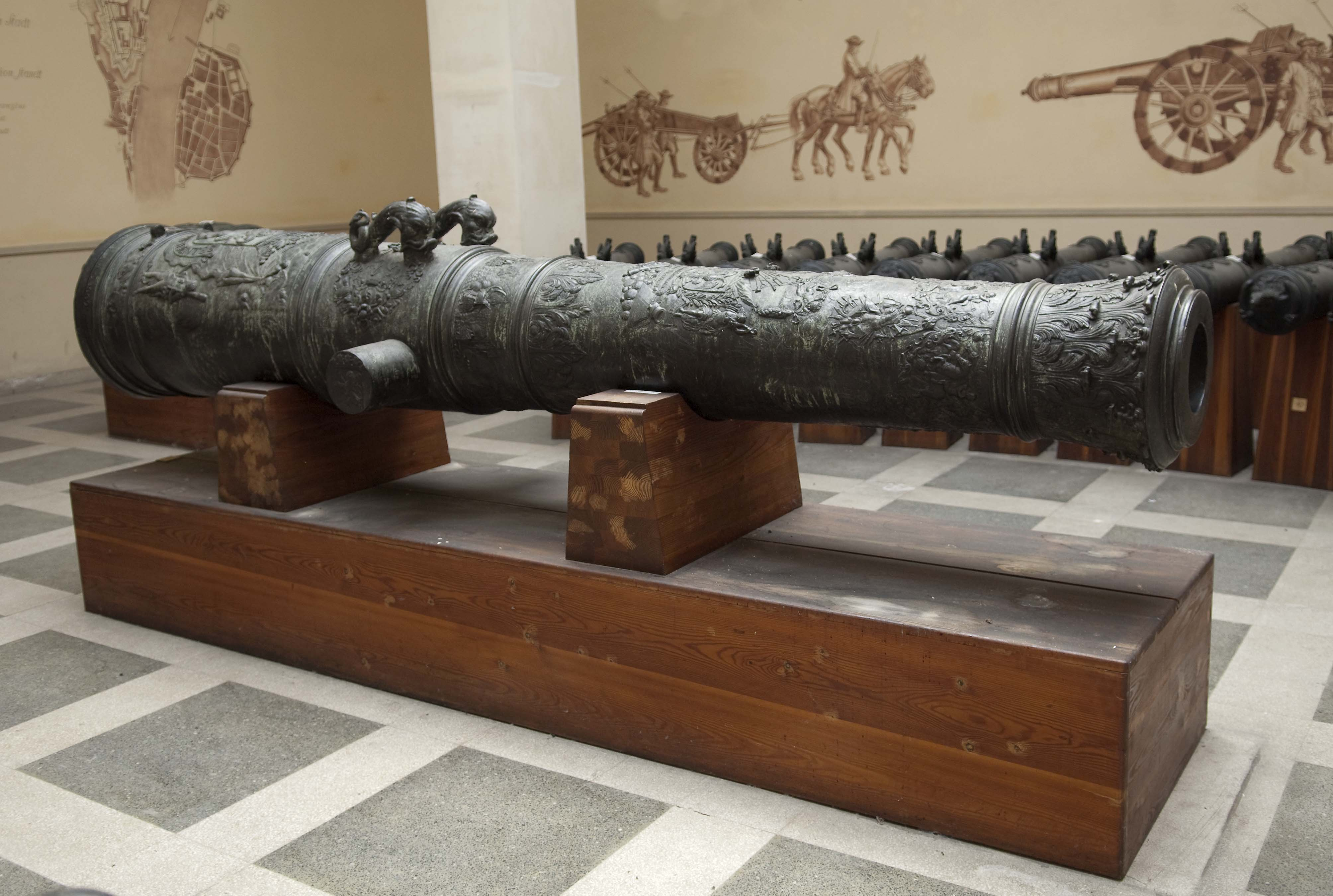
Osztrák „Kartaune” ágyú, 1669
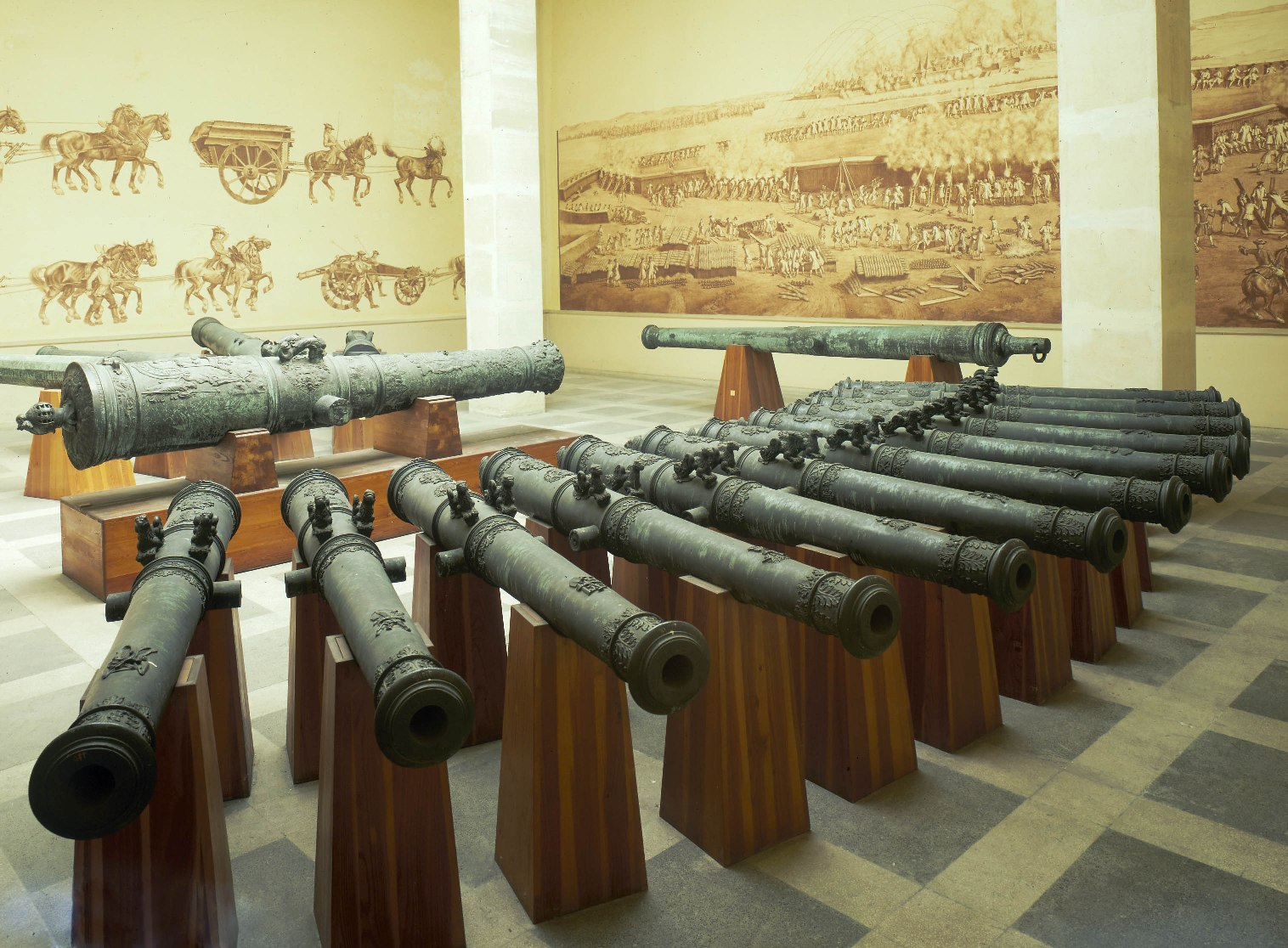
Nürnbergi ágyúk, egy-egy hónapról elnevezve

## Képzőművészeti gyűjtemények

Bécs ostroma, 1683

### Festmények
A múzeumban megtalálható egy sor neves, a 16. század végétől a 20. századig tevékenykedett festő jelentős, katonai témával foglalkozó alkotásainak gyűjteménye. Sok közülük monumentális méretű. Az egyik kiemelkedő alkotás a Bécs 1683-as ostromáról készült festmény. Ezeket a koruknak és a témájuknak megfelelő termekben helyezték el.

### Grafikák
A múzeumban őrzik Ausztria egyik legnagyobb grafikai gyűjteményét, mintegy 200 000 lappal. A császári ház már jóval a fényképezés feltalálása előtt nagy súlyt fektetett a történelmi események magas színvonalú képi dokumentációjára, ezért sok rajzot és metszetet készíttetett. A különböző hadi eseményekről nagy számban készültek térképek és vázlatok. A hadtörténeti jelentőségű események mellett az udvar és a hadvezérek által foglalkoztatott művészek sok más társadalmi eseményt is megörökítettek, mint esküvők, koronázások, temetések, ezért számos ilyen, művészi és dokumentum-értékkel egyaránt rendelkező alkotás is megtalálható a gazdag gyűjteményben. A gyűjtemény jelentős részét képviselik a különböző korszakok egyenruháinak rajzai. A császári hadsereg mindig nagy gondot fordított arra, hogy a felszereléseket és a változó uniformisokat művészi szinten dokumentálja.
A múzeum termeiben többfelé, állványokon elhelyezett, nagy, lapozható mappákban lehet megnézni a terem témájához kapcsolódó rajzokat, térképeket, vázlatokat.

#### A múzeum állandó kiállításán alkotásaikkal szereplő képzőművészek listája
| I. terem / 1600–1700 - Hans von Aachen (1552–1615) - Johann Gottfried Auerbach (1697–1753) - Anton Brenek (1848–1908) - Nicolaas I van Eyck (1617–1679) - Jakob de Gheyn II. (1565–1629) - Elias Grießler (1622–1682) - Jan van Helmont (1650–1714) - Gerrit van Honthorst (1592–1656) - Jan van Huchtenburgh (1647–1733) - Johann Kupetzky (1667–1740) - Matthäus Merian der Ältere (1593–1650) - Adam Frans van der Meulen (1632–1690) - Pieter Meulener (1602–1654) - Palamedesz I (1607–1638) - Georg Philipp Rugendas (1701–1774) - Ludwig Schnorr von Carolsfeld (1788–1853) - Pieter Snayers (1592–1667) | II. terem / 1700–1789 - Bernhard Albrecht (1758–1822) - Siegmund L’Allemand (1840–1910) - Johann Christian Brand (1722–1795) - Jan Pieter van Bredael (1638–1735) - Hugo von Bouvard (1879–1959) - Giuseppe Ceracchi (1751–1802) - Paul Decker (1677–1713) - Martin Engelbrecht (1684–1756) - Franz Paul Findenigg (1726–1771) - Joseph Hickel (1736–1807) - Godfrey Kneller (1646–1723) - Johann Baptist von Lampi (1751–1830) - Jean-Baptiste Martin (1659–1735) - Franz Xaver Karl Palko (1724–1767) - Hyacinth de La Pegna (1706–1772) - Martin Ferdinand Quadal (1736–1808) - August Querfurt (1696–1761) - Jean Pierre Sauvage (1699–1780) - Jacob Matthias Schmutzer (1733–1811) - Georg Weikert (1743–1799) | III. terem / 1789–1848 - Friedrich von Amerling (1803–1887) - Andrea Appiani (1754–1817) - Karl von Blaas (1815–1894) - Johann Ender (1793–1854) - Heinrich Füger (1751–1818) - Franz Habermann (1788–1866) - Peter von Hess (1792–1871) - Johann Nepomuk Hoechle (1790–1835) - Franz Horčička (1776–1856) - Angelo Inganni (1807–1880) - Karl Karger (1848–1913) - Johann Adam Klein (1792–1875) - Johann Peter Krafft (1780–1856) - Leopold Kupelwieser (1796–1862) - Johann Baptist von Lampi (1751–1830) - Dietrich Monten (1799–1843) - Johann Baptist Pflug (1785–1866) - Friedrich Schneider (1799–1855) - Johann Baptist Seele (1774–1814) - Friedrich Treml (1816–1852) | IV. terem / 1848–1867 - Albrecht Adam (1786–1862) - Franz Adam (1815–1886) - Fritz L’Allemand (1812–1866) - Rudolf von Alt (1812–1905) - Miklós Barabás (1810–1898) - Alexander von Bensa (1820–1902) - Giuseppe Bezzuoli (1784–1855) - Georg Decker (1818–1894) - Anton Einsle (1801–1871) - Joseph Heicke (1811–1861) - Ludwig Koch (1866–1934) - Hans von Marées (1837–1887) - Johann Nepomuk Passini (1798–1874) - Rudolf Otto von Ottenfeld (1856–1913) - Carl Rahl (1812–1865) - Wilhelm Richter (1824–1892) - Alois Schönn (1826–1897) - Václav Sochor (1855–1935) - Josef Anton Strassgschwandtner (1826–1881) - Horace Vernet (1789–1863) |

| V. terem / 1867–1914 - Tadeusz Ajdukiewicz (1852–1916) - Josef Berres, Edler von Perez (1821–1912) - Theodor Breitwieser (1847–1930) - Oskar Brüch (1869–1943) - Friedrich Franceschini (1845–1906) - Ludwig Ferdinand Graf (1868–1932) - Franz Horst (1862–1950) - Ludwig Koch (1866–1934) - Rudolf Konopa (1864–1938) - Josef Kis (1833–1900) - Karl Pippich (1862–1932) - Kasimir Pochwalski (1855–1940) - Alexander Pock (1871–1950) - Hermann Torggler (1878–1939) - Franz Zeller von Zellenberg (1805–1876) | VI. terem / 1914–1918 - Leo Adler (1897–1987) - Anton Aicher (1859–1930) - Ferdinand Andri (1871–1956) - Alfred Basel (1876–1920) - Hugo von Bouvard (1879–1959) - Jan Bolesław Czedekowski (1885–1969) - Albin Egger-Lienz (1868–1926) - Anton Faistauer (1887–1930) - Robert Frangeš Mihanović (1872–1940) - Georg Gerlach (1874–1962) - Armin Horovitz (1880–1965) - Albert Janesch (1889–1973) - Ludwig Heinrich Jungnickel (1881–1965) - Franz Kienmayer (1886–1963) - Alexander Kircher (1867–1939) - Ludwig Koch (1866–1934) - Anton Kolig (1886–1950) - Koppay József Árpád (1857–1927) - Wilhelm Viktor Krausz (1878–1959) - Ferdinand Kruis (1869–1944) - Hans Larwin (1873–1938) - Georg Leisek (1869–1936) - Bertold Löffler (1874–1960) - Jakob Löw (1887–1968) - Josef Müllner (1879–1968) - Fryderyk Pautsch (1877–1915) - Alexander Pawlowitz (1884–1955) - Anton Pitscheider (1877–1962) - Alexander Pock (1871–1950) - Max von Poosch (1872–1968) - Eugen Remsey (1885–1980) - Alois Rieber (1876–1944) - Oswald Roux (1880–1971) - Egon Schiele (1890–1918) - Karl Sterrer (1885–1972) - Fritz Schwarz-Waldegg (1889–1942) - Benjamin Strasser (1888–1955) - Roland Strasser (1892–1974) - Wilhelm Thöny (1888–1949) - Wilhelm Vita (1846–1919) - Adolf Wagner von der Mühl (1884–1962) - Leopold Widlizka (1870–1940) | VII. terem / 1918–1945 - Franz Blauensteiner (1896–1939) - Tom von Dreger (1868–1948) - Julius Endlweber (1892–1947) - Karl Engel (1889–1985) - Josef Engelhart (1864–1941) - Albert Fessler (1908–1978) - Maximilian Florian (1901–1982) - Max Frey (1902–1955) - Hans Fronius (1903–1988) - Walther Gross (* 1920) - Rudolf Hafner (1893–1951) - Robert Hammerstiel (* 1933) - Othmar Peter Hartmann (1898–1973) - Ernst Hochschartner (1877–1947) - Otto Jahn (1900–1940) - Albert Janesch (1889–1973) - Irma Katz (* 1906) - Heinrich Krause (1885–1983) - Heinrich Rauchinger (1858–1942) - Othmar Ružička (1877–1962) - Hans Schachinger (1888–1952) - Ferdinand Staeger (1880–1976) - Franz Trenk (1899–1960) - Hans Wulz (1909–1985) - Rudolf Zeileissen (1897–1970) | VIII. terem / Haditengerészet - Franz Chalaupka (1856–1921) - Harry Heusser (1881–1943) - Gustav Kappler (1855–1922) - Alexander Kircher (1867–1939) - Aristides Oeconomo (1821–1887) - Julius von Payer (1841–1915) - Josef Püttner (1821–1881) - August von Ramberg (1866–1947) - Leander Russ (1809–1864) - Carl Frederik Sørensen (1818–1879) - Viktor Stauffer (1852–1934) - Norbert von Stetten (1885–1979) - Willy Stöwer (1864–1931) - Fritzi Ulreich (1865–1936) |

## Rendezvények

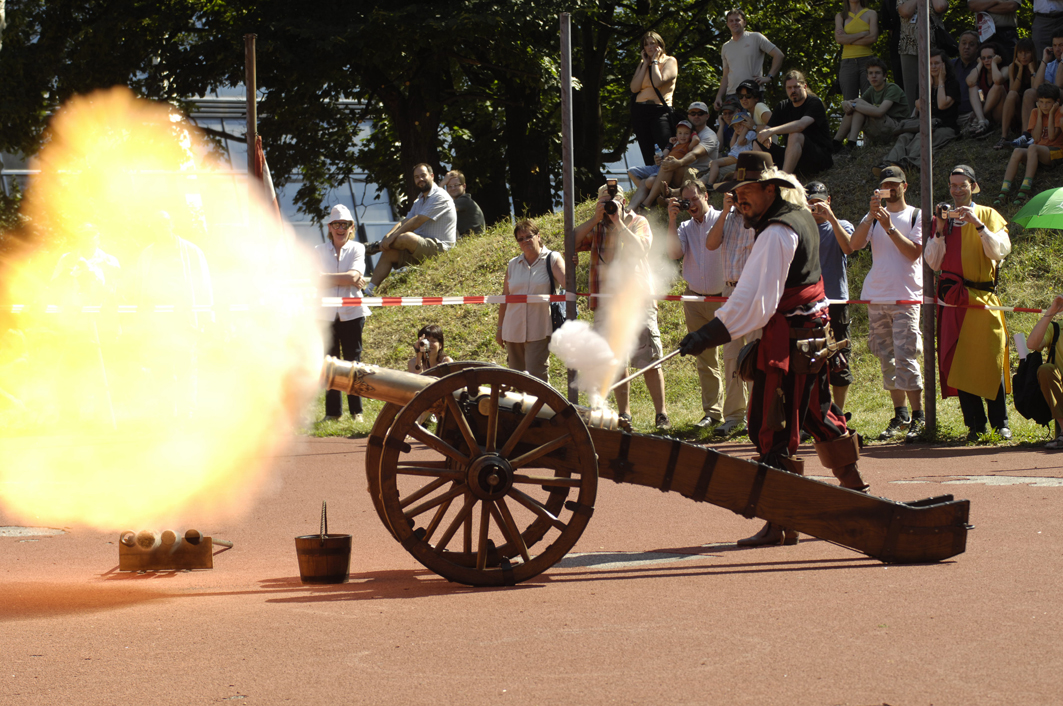
Mundér és puskaporfüst, 2007

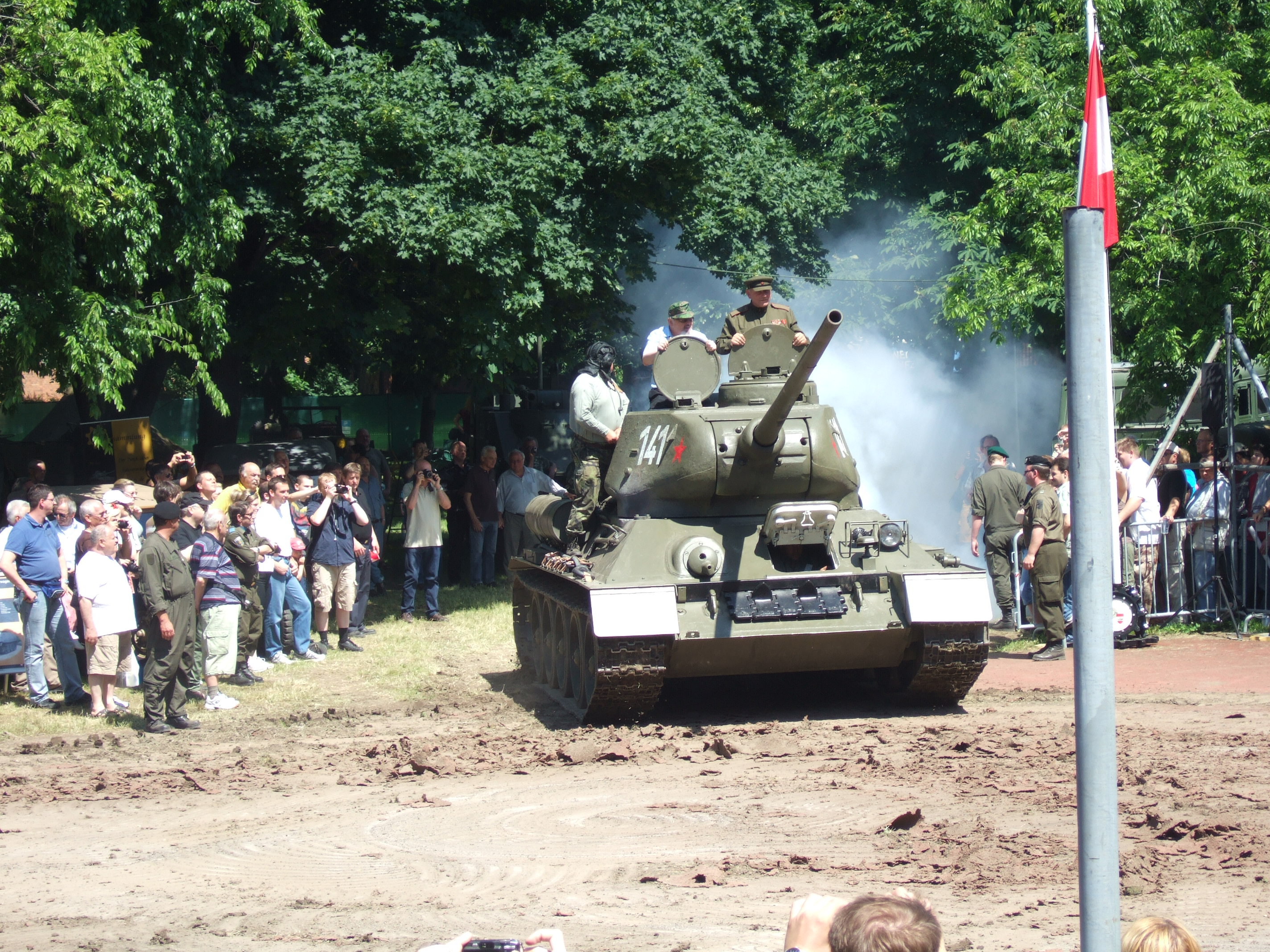
Kerekeken és lánctalpakon, 2010

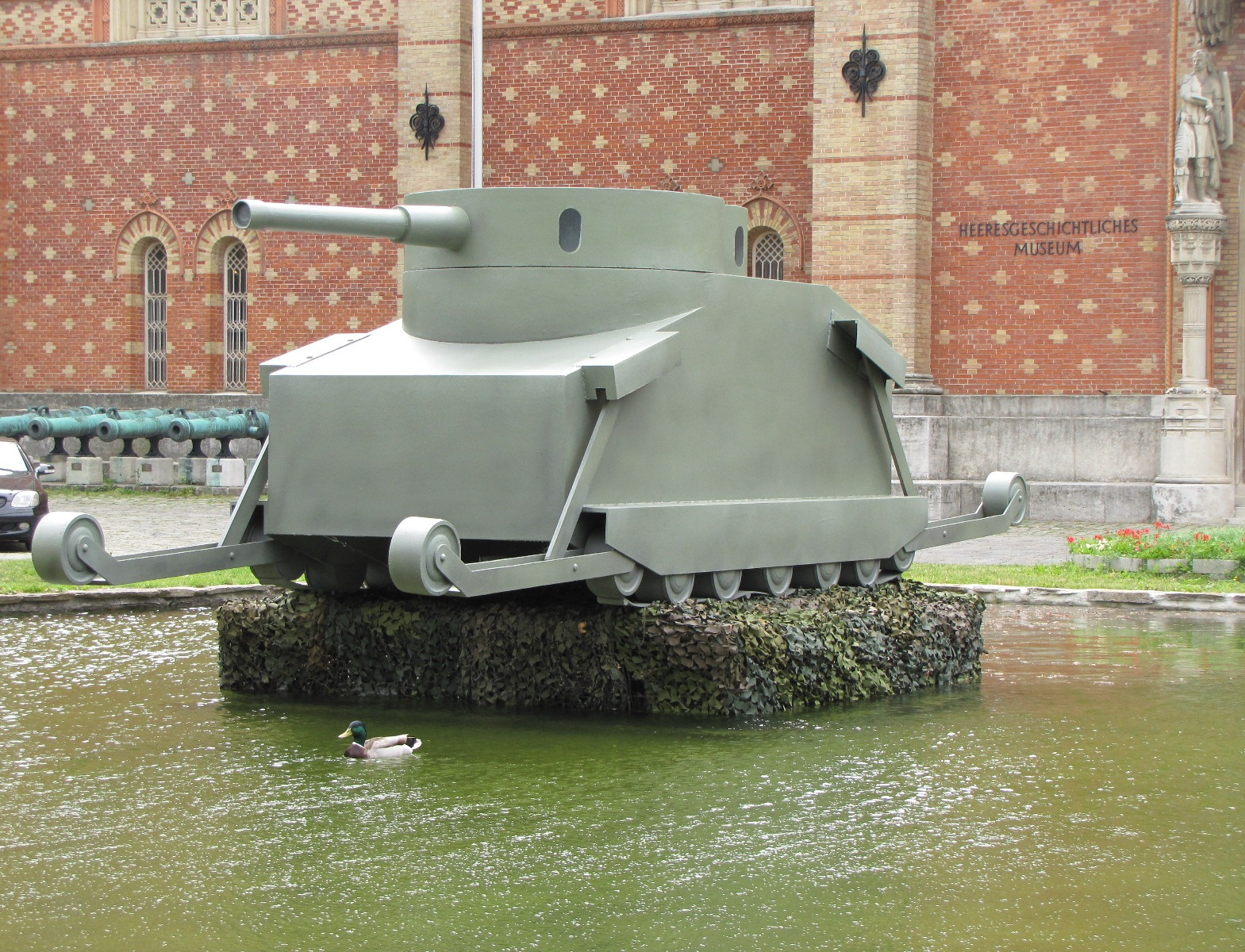
Modell a „Projekt & Entwurf“ kiállításon, 2011

A múzeumban az eseti rendezvények mellett évente rendszeresen ismétlődő nagyobb eseményeket is szerveznek, amelyeken a látogatók ezrei vesznek részt.
- A Go Modelling rendezvényre általában március derekán kerül sor. Ekkor a modellezés iránt érdeklődők számára rendez kiállítást az International Plastic Modellers Society Austria (IPMS) osztrák szervezet.
- Az Auf Rädern und Ketten (Kerekeken és lánctalpakon) rendezvény általában június elején kerül megrendezésre. Ez alkalommal történelmi katonai járműveket mutatnak be az 1969-es gyártási évig bezárólag, tankoktól a kerékpárokig, száz körüli számban.
- A Montur und Pulverdampf (Mundér és puskaporfüst) című három napos rendezvényre általában július közepén kerül sor. Ekkor középkori és újkori hadijátékokat tartanak a múzeum körüli szabad téren, kézművesek bemutatóival, gyermekprogramokkal.
- A Mittelalterlicher Adventmarkt (Középkori adventi piac) december elején évente mintegy 20 000 látogatót vonz.

## A múzeum külső bemutatóhelyei, filiáléi

### A királyhidai erődrendszer(Bunkeranlage Ungerberg)
A királyhidai kaszárnyák mellett a hidegháború idején az Osztrák Szövetségi Hadsereg által a Magyarország felől várt támadások ellen létesített erődítményrendszer. Hivatalos katonai elnevezése: Feste Anlage Ungerberg 3, rövidítve FAN U3 volt. 2014 óta a HGM kezelésében lévő szabadtéri múzeum.

### Híradó eszközök gyűjteménye a Starhemberg-laktanyában (Fernmeldesammlung/Starhemberg-Kaserne)
A szomszédos bécsi 10. kerületben lévő Starhemberg-laktanyában elhelyezett gyűjtemény nagy számban tartalmaz és mutat be történelmi katonai híradó eszközöket a 19. századtól, a hidegháború hírközlési és kriptográfiai (rejtjelző) eszközeit, egészen a 21. századi katonai kommunikációs eszközökig.

### A katonai repülőgépek múzeuma(Militärluftfahrtmuseum Zeltweg/Hangar 8)
A katonai repülőgépek múzeuma a zeltwegi katonai repülőtér 8. számú hangárjában 2005 óta működik. 5000 m2-es területen 23 történelmi repülőgép látható itt a Jak–18-től a J 35 Draken-ig. A repülőgépeken kívül számos kiegészítő repülési eszköz is megtekinthető, repülőgépmotorok, sugárhajtóművek, radarberendezések, légvédelmi ágyúk, a légierő történelmi járművei, a repülők és a híradó csapatok híradó eszközei, egyenruhák, különleges pilótaöltözetek, modellek, jelvények, történelmi fotók.

### Az őrhajók bázisa(Patrouillenbootstaffel Korneuburg/Alte Werft)
A korneuburgi őrhajóbázison helyezték el 2006-ban az Osztrák Szövetségi Hadsereg szolgálatból kivont, és a múzeum tulajdonába átadott Niederösterreich és Oberst Brecht dunai őrhajóit.

## Időszaki kiállítások, programok
A múzeumban rendszeresen szerveznek időszaki kiállításokat is. 2017. március 28. és október 29. között az elmúlt tíz évben beérkezett új szerzeményekből rendeztek kiállítást „MUSEUMSDING – gekauft, geschenkt, vermacht” (Múzeumi dolgok – vásárolva, ajándékozva, örökül hagyva) címmel. A múzeum gyűjteménye ugyanis évente átlag 4000 tárggyal bővül, amelyek egy része jelenkori, és beszerzésük azt célozza, hogy a mai állapotokat dolgozza fel múzeumi formában a jövő generációi számára. A múzeum bejárati csarnokában emellett egy állandó, külön kis tárló mutatja be a legfrissebb szerzemények közül a legérdekesebbeket.
A múzeumban a modern tendenciáknak megfelelően igyekeznek szoros kapcsolatot ápolni a közönséggel, amibe ebben az esetben beletartoznak a katonai iskolák hallgatói, nyugállományú és aktív katonák is. Heti legalább egy-két alkalommal rendeznek előadásokat, könyvbemutatókat, speciális tárlatvezetéseket különböző hadtörténelmi témák részletesebb feldolgozására.

### A 2007 és 2017 közötti évek időszaki kiállításai, fordított időrendben
- MUSEUMSDING – gekauft, geschenkt, vermacht. Neuerwerbungen der Jahre 2007 – 2017 (Múzeumi dolgok – vásárolva, ajándékozva, örökül hagyva) (2017. március 28. – október 29.)[40]
- 125 Jahre Heeresgeschichtliches Museum (A Hadtörténelmi Múzeum 125 éve) (2016. május 25. – szeptember 11.)[41]
- Seelen der gewesenen Zeit – Historische Schätze der Bibliothek (Régmúlt idők lelkei – A könyvtár történelmi kincsei)(2013. december 3. – 2014. augusztus 31.)[42]
- Dröhnende Motoren (Dübörgő motorok) (2013 szeptember 7. – október 20.), Fliegerhorst Hinterstoisser[43]
- Fliegen im Ersten Weltkrieg (Repülés az első világháborúban) (2013. április 26. – október 20.), Fliegerhorst Hinterstoisser, Hangar 8[44]
- WoMen at War – k.u.k. Frauenbilder 1914–1918 (Nők a háborúban – k.u.k. női képek 1914–1918) (2013. március 14. – szeptember 29.)
- Alexander Pock – Militärmalerei als Beruf (Alexander Pock – Katonai festészet mint hivatás) (2012. szeptember 12. – 2013. január 13.)
- Kaiser Karl I. – Gesalbt, Geweiht, Gekrönt (I. Károly osztrák császár – Felkenve, megszentelve, megkoronázva) (2012. április 12. – 2012. augusztus 19.)
- Projekt & Entwurf – Militärische Innovationen aus fünf Jahrhunderten (Projekt és tervezés – Öt évszázad katonai újításai (2011)
- Schutz und Hilfe – 50 Jahre Auslandseinsatz (Védelem és segítség – a szövetségi hadsereg külföldi bevetéseinek 50 éve) (2010)
- Bulgarien – Der unbekannte Verbündete (Bulgária – az ismeretlen szövetséges) (2009)
- Spätsommer 68 – Der Einsatz des Österreichischen Bundesheeres (Prágai tavasz – Az osztrák haderő 1968 augusztusában) (2008/09)
- Anschluss – Militärhistorische Aspekte des März 1938 (Az Anschluss – katonai aspektusok) (2008)
- Im Keller – Österreich im Zeichen des Luftschutzes (Pincében – Ausztria és a légvédelem a második világháborúban) (2007/08)
- Your Buddy – Das Jagdkommando des Österreichischen Bundesheeres (Jagdkommando – Az osztrák haderő kommandósai) (2007)

## Eredetkutatás, a jogtalanul szerzett műtárgyak visszaszolgáltatása
A múzeum egy 1998-as osztrák törvény (BGBl. I Nr. 181/1998) alapján aktívan kutatja műtárgyai eredetét. E kutatások eredményeképpen megállapították, hogy az Anschluss után bizonyos mértékben a Hadtörténeti Múzeum is részesült a Wehrmacht által Európa különböző országaiban lefoglalt javakból.

## A múzeum megjelenítése a kultúra más ágaiban

### Film
- 1993-ban Ernst Trost történész készített dokumentumfilmet Zwingburg und Ruhmeshalle. Das Wiener Arsenal (Zwingburg és a Dicsőség terme. A bécsi Arzenál) címmel, ami túlnyomórészt a Hadtörténeti Múzeumról, mint az Arzenál szívéről szól.[46]
- A Rudolf trónörökös utolsó szerelméről készült 2006-os tv-filmet nagyrészt a Hadtörténeti Múzeum termeiben forgatták.
- 2013 januárjában az ORF III-as osztrák közszolgálati tv-csatorna az Aus dem Rahmen című dokumentumfilm-sorozat keretében sugárzott műsort a múzeumról.[47]
- 2014 júliusában ugyancsak műsort készített az ORF III az Aus dem Rahmen sorozatban a múzeumról, ezúttal az első világháborúval foglalkozó, újjáalakított termek megnyitása alkalmából.[48]

## Gyakorlati információk
A múzeum naponta reggel 9 és délután 17 óra között tart nyitva. Zárva van újév napján, húsvét vasárnap, május 1-jén, Mindenszentek napján, valamint december 25-én és 31-én. Minden hónap első vasárnapján valamint az október 26-i osztrák nemzeti ünnepen ingyenes a belépés. Minden vasár- és ünnepnap a múzeum munkatársai tárlatvezetést tartanak. A múzeum nagy figyelmet fordít a fiatalokra, gyermekekre, sokféle programot kínálnak a különböző korú ifjú látogatóknak. A múzeum termei, beleértve a Hadvezérek csarnokát és a Dicsőség csarnokát is, bérbe vehetők esküvők, rendezvények céljára.

## Fordítás
- Ez a szócikk részben vagy egészben a Heeresgeschichtliches Museum című német Wikipédia-szócikk ezen változatának fordításán alapul.  Az eredeti cikk szerkesztőit annak laptörténete sorolja fel. Ez a jelzés csupán a megfogalmazás eredetét és a szerzői jogokat jelzi, nem szolgál a cikkben szereplő információk forrásmegjelöléseként.

### Német nyelvű szakirodalom a múzeumról és az osztrák, illetve osztrák-magyar hadtörténelemről
- Johann Christoph Allmayer-Beck: Das Heeresgeschichtliche Museum Wien. Das Museum und seine Repräsentationsräume. Kiesel Verlag, Salzburg 1981, ISBN 3-7023-0113-5.
- Johann Christoph Allmayer-Beck: Das Heeresgeschichtliche Museum Wien. Saal I – Von den Anfängen des stehenden Heeres bis zum Ende des 17. Jahrhunderts. Kiesel Verlag, Salzburg 1982, ISBN 3-7023-4007-6.
- Johann Christoph Allmayer-Beck: Das Heeresgeschichtliche Museum Wien. Saal II – Das 18. Jahrhundert bis 1790. Kiesel Verlag, Salzburg 1983, ISBN 3-7023-4012-2.
- Johann Christoph Allmayer-Beck: Das Heeresgeschichtliche Museum Wien. Saal VI – Die k.(u.)k. Armee von 1867–1914. Wien 1989.
- BMLVS (Hrsg.): Die dritte Dimension. Militärluftfahrtausstellung Zeltweg, Wien 2013, ISBN 978-3-902551-41-2
- Christoph Hatschek: „Ein solches Verhalten wäre sehr zu verurteilen…“ Das Schicksal der Sammlungen des Heeresgeschichtlichen Museums im Verlauf und Ende des Zweiten Weltkrieges. In: Viribus Unitis. Jahresbericht 2000 des Heeresgeschichtlichen Museums, Wien 2001, S. 9–40.
- Christoph Hatschek: „Geschenkt, gekauft, ersteigert – gesichert“. Die Erweiterung der Sammlungen des Heeresgeschichtlichen Museums. In: Viribus Unitis. Jahresbericht 2006 des Heeresgeschichtlichen Museums, Wien 2007, ISBN 978-3-902551-04-7, S. 31–36.
- Christoph Hatschek, Johann Prikowitsch: „Ohne Funk geht’s nicht…“ Die Fernmeldesammlung des Heeresgeschichtlichen Museums. In: Viribus Unitis. Jahresbericht des Heeresgeschichtlichen Museums 2012, Wien 2013, ISBN 978-3-902551-37-5, S. 73–78.
- Heeresgeschichtliches Museum / Militärhistorisches Institut (Hrsg.): Das Heeresgeschichtliche Museum im Wiener Arsenal. Verlag Militaria, Wien 2016, ISBN 978-3-902551-69-6
- Heeresgeschichtliches Museum (Hrsg.): 100 Jahre Heeresgeschichtliches Museum. Bekanntes und Unbekanntes zu seiner Geschichte. Heeresgeschichtliches Museum, Wien 1991. [1]
- Heeresgeschichtliches Museum (Hrsg.): Das Heeresgeschichtliche Museum in Wien. Wien/Graz 1960.
- Wilhelm John, Wilhelm Erben: Katalog des k.u.k. Heeresmuseums, Wien 1903.
- M. Christian Ortner: Die österreichisch-ungarische Artillerie von 1867 bis 1918. Verlag Militaria, Wien 2007, ISBN 978-3-902526-12-0.
- M. Christian Ortner: Die k.u.k. Armee im Ersten Weltkrieg. Uniformierung und Ausrüstung, Verlag Militaria, Wien 2013, 2 Bände, ISBN 978-3-902526-63-2.
- M. Christian Ortner: Das Auto von Sarajevo. Der geschichtsträchtigste Oldtimer der Welt, Verlag Edition Winkler-Hermaden, Wien 2014, ISBN 978-3-9503611-4-8.
- M. Christian Ortner: Sturmtruppen. Österreichisch-ungarische Sturmformationen und Jagdkommandos im Ersten Weltkrieg – Kampfverfahren, Organisation, Uniformierung und Ausrüstung. Verlag Militaria, Wien 2005, ISBN 3-9501642-7-8.
- M. Christian Ortner, Erich Artlieb: Mit blankem Säbel. Österreichisch-ungarische Blankwaffen von 1848 bis 1918. Verlag Militaria, Wien 2003, ISBN 3-9501642-2-7.
- M. Christian Ortner, Hermann Hinterstoisser, Erwin A. Schmidl, Winfried Beimrohr, Meinrad Pizzinini: Die k.k. Landwehr-Gebirgstruppen. Geschichte, Uniformierung und Ausrüstung der österreichischen Gebirgstruppen von 1906 bis 1918. Verlag Militaria, Wien 2006, ISBN 3-902526-02-5.
- M. Christian Ortner, Stefan Rest, Thomas Ilming: Des Kaisers Rock im Ersten Weltkrieg – Uniformierung und Ausrüstung der österreichisch-ungarischen Armee von 1914 bis 1918. Verlag Militaria, Wien 2002, ISBN 3-9501642-0-0.
- Liselotte Popelka: Heeresgeschichtliches Museum Wien. Verlag Styria, Graz/Köln 1988, ISBN 3-222-11760-8.
- Liselotte Popelka, Heeresgeschichtliches Museum (Hrsg.): Vom „Hurra“ zum Leichenfeld. Gemälde aus der Kriegsbilderausstellung 1914–1918. Ausstellungskatalog, Wien 1981.
- Manfried Rauchensteiner, Manfred Litscher: Das Heeresgeschichtliche Museum in Wien. Verlag Styria, Graz/Wien 2000, ISBN 3-222-12834-0.
- Manfried Rauchensteiner: Phönix aus der Asche. Zerstörung und Wiederaufbau des Heeresgeschichtlichen Museums 1944 bis 1955. Begleitband der Sonderausstellung des Heeresgeschichtlichen Museums 21. Juni bis 20. Oktober 2005, Wien 2005, ISBN 3-85028-411-5.
- Manfred Rauchensteiner: Das Heeresgeschichtliche Museum in Wien. In: Hans-Martin Hinz (Hrsg.): Der Krieg und seine Museen. Für das Deutsche Historische Museum, Campus, Frankfurt am Main u. a. 1997, ISBN 3-593-35838-7, S. 57 ff.
- Gerhard Roth: Die Archive des Schweigens, Band 7: Eine Reise in das Innere von Wien, S. 181–284, „Im Heeresgeschichtlichen Museum“. (németül) Frankfurt am Main: Fischer Taschenbuch Verlag. 1993.  ISBN 3-596-11407-1
- Alice Strobl: Das k. k. Waffenmuseum im Arsenal. Der Bau und seine künstlerische Ausschmückung (= Schriften des Heeresgeschichtlichen Museums in Wien. Bd. 1). Böhlau, Graz/Köln 1961.

1. ↑  Permalink Deutsche Nationalbibliothek.